# Science
Pour les articles homonymes, voir Science (homonymie).
La science (du latin scientia, « connaissance », « savoir ») est dans son sens premier « la somme des connaissances » et plus spécifiquement une entreprise systématique de construction et d'organisation des connaissances sous la forme d'explications et de prédictions testables. Elle peut être donc définie soit comme un ensemble de connaissances, soit comme une méthode.
Faisant suite à la technique au niveau de son histoire, elle se développe en Occident au travers de travaux à caractère universel basés sur des faits, une argumentation et des méthodes qui varient selon qu'elles tiennent de l'observation, l'expérience, l'hypothèse, d'une logique de déduction ou d'induction, etc. Lorsqu'on divise la science en différents domaines, ou disciplines, on parle alors de sciences au pluriel, comme dans l'opposition entre sciences, technologies, ingénierie et mathématiques et sciences humaines et sociales ou encore celle entre sciences formelles, sciences de la nature et sciences sociales.
La science a pour objet de comprendre et d'expliquer le monde et ses phénomènes au départ de la connaissance, dans le but d'en tirer des prévisions et des applications fonctionnelles. Elle se veut ouverte à la critique tant au niveau des connaissances acquises, des méthodes utilisées pour les acquérir et de l'argumentation utilisée lors de la recherche scientifique ou participative. Dans le cadre de cet exercice de perpétuelle remise en question, elle fait l'objet d'une discipline philosophique spécifique intitulée l'épistémologie. Les connaissances établies par la science sont à la base de nombreux développements techniques dont les incidences sur la société et son histoire sont parfois considérables.

## Définition
Le mot science peut se définir de plusieurs manières selon son contexte d'utilisation, alors que dans un sens premier on peut y voir la « somme de connaissances qu'un individu possède ou peut acquérir par l'étude, la réflexion ou l'expérience » Hérité du mot latin scientia (latin scientia, « connaissance ») elle est « ce que l'on sait pour l'avoir appris, ce que l'on tient pour vrai au sens large, l'ensemble de connaissances, d'études d'une valeur universelle, caractérisées par un objet (domaine) et une méthode déterminés, et fondés sur des relations objectives vérifiables [sens restreint] ».
Dans un passage du Banquet, Platon distingue la droite opinion (orthos logos) de la science ou de la connaissance (Épistémé). Synonyme de l’épistémé en Grèce antique, c'est selon les Définitions du pseudo-Platon, une « Conception de l’âme que le discours ne peut ébranler »,,.

### Un terme générique de la connaissance

#### Définition large

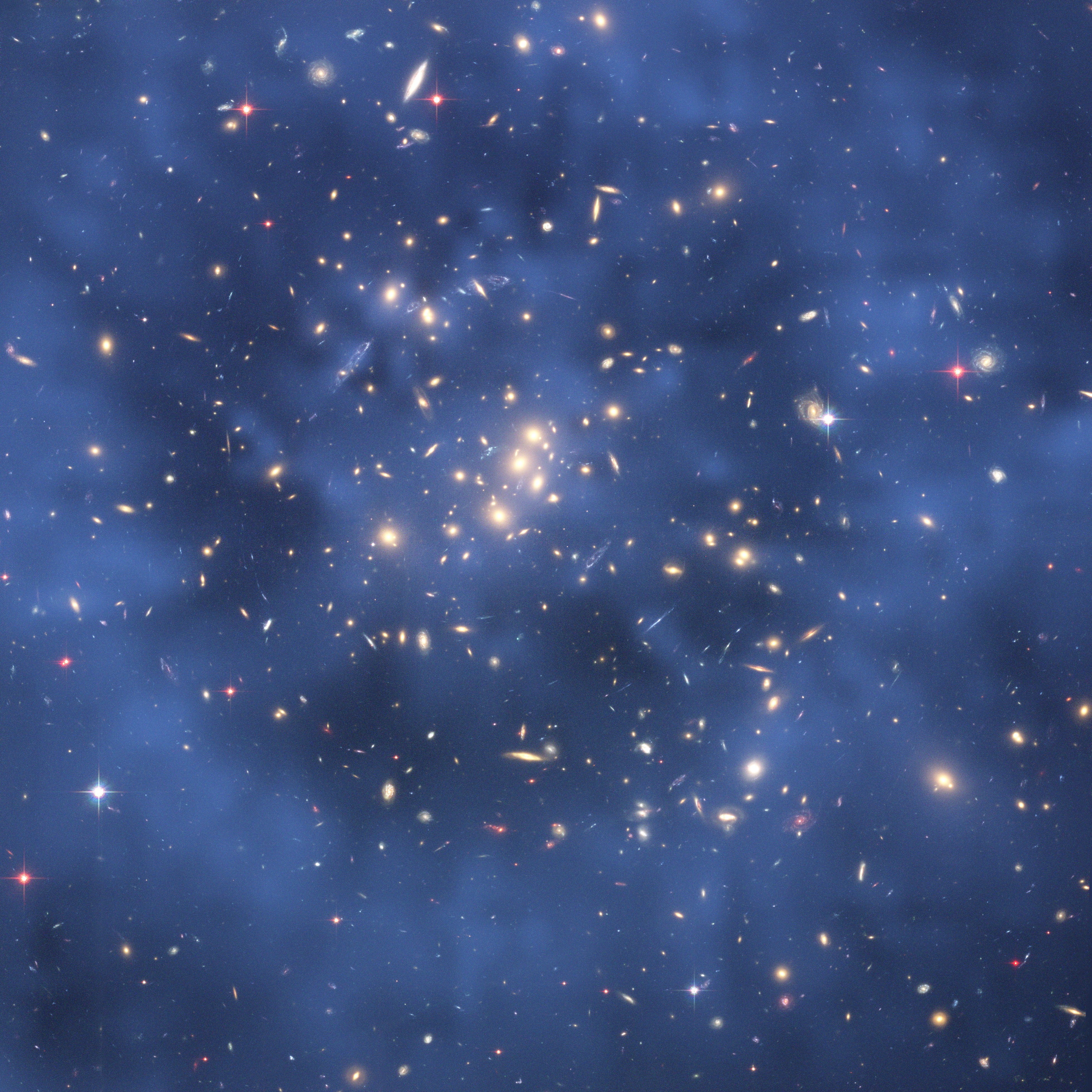
La science, par ses découvertes, a su marquer la civilisation. Ici, les images rapportées par l'astronomie nourrissent la pensée humaine quant à sa place dans l'Univers.

Le mot science est un polysème, recouvrant principalement trois sens :
1. Savoir, connaissance de certaines choses qui servent à la conduite de la vie ou à celle des affaires ;
2. Ensemble des connaissances acquises par l’étude ou la pratique ;
3. Hiérarchisation, organisation et synthèse des connaissances au travers de principes généraux (théories, lois, etc.).

#### Définition stricte
D'après Michel Blay, la science est « la connaissance claire et certaine de quelque chose, fondée soit sur des principes évidents et des démonstrations, soit sur des raisonnements expérimentaux, ou encore sur l'analyse des sociétés et des faits humains ».
Cette définition permet de distinguer les trois types de science :
- les sciences exactes, comprenant les mathématiques et les « sciences mathématisées » comme la physique théorique ;
- les sciences physico-chimiques et expérimentales (sciences de la nature et de la matière, biologie, médecine) ;
- les sciences humaines, qui concernent l'être humain, son histoire, son comportement, la langue, le social, le psychologique, le politique.

Néanmoins, leurs limites sont floues ; en d'autres termes il n'existe pas de catégorisation systématique des types de science, ce qui constitue par ailleurs l'un des questionnements de l'épistémologie. Dominique Pestre explique ainsi que « ce que nous mettons sous le vocable « science » n’est en rien un objet circonscrit et stable dans le temps qu’il s’agirait de simplement décrire ».

#### Principe de l'acquisition de connaissances scientifiques
L'acquisition de connaissances reconnues comme scientifiques passe par une suite d'étapes. Selon Francis Bacon, la séquence de ces étapes peut être résumée comme suit :
1. Observation, expérimentation et vérification ;
2. Théorisation ;
3. Reproduction et prévision ;
4. Résultat.

Pour Charles Sanders Peirce (1839–1914), qui a repris d'Aristote l'opération logique d'abduction, la découverte scientifique procède dans un ordre différent :
1. Abduction : création de conjectures et d'hypothèses ;
2. Déduction : recherche de ce que seraient les conséquences si les résultats de l'abduction étaient vérifiés ;
3. Induction : mise à l'épreuve des faits ; expérimentation[10].

Les méthodes scientifiques permettent de procéder à des expérimentations rigoureuses, reconnues comme telles par la communauté de scientifiques. Les données recueillies permettent une théorisation, la théorisation permet de faire des prévisions qui doivent ensuite être vérifiées par l'expérimentation et l'observation. Une théorie est rejetée lorsque ces prévisions ne cadrent pas à l'expérimentation. Le chercheur ayant fait ces vérifications doit, pour que la connaissance scientifique progresse, faire connaître ces travaux aux autres scientifiques qui valideront ou non son travail au cours d'une procédure d'évaluation.

### Pluralisme des définitions
Le mot « science », dans son sens strict, s'oppose à l'opinion (« doxa » en grec), assertion par nature arbitraire. Néanmoins le rapport entre l'opinion d'une part et la science d'autre part n'est pas aussi systématique ; l'historien des sciences Pierre Duhem pense en effet que la science s'ancre dans le sens commun, qu'elle doit « sauver les apparences ».
Le discours scientifique s'oppose à la superstition et à l'obscurantisme. Cependant, l'opinion peut se transformer en un objet de science, voire en une discipline scientifique à part. La sociologie des sciences analyse notamment cette articulation entre science et opinion.
Dans le langage commun, la science s'oppose à la croyance, par extension les sciences sont souvent considérées comme contraires aux religions. Cette considération est toutefois souvent plus nuancée tant par des scientifiques que des religieux,.
L’idée même d’une production de connaissance est problématique : nombre de domaines reconnus comme scientifiques n’ont pas pour objet la production de connaissances, mais celle d’instruments, de machines, de dispositifs techniques. Terry Shinn a ainsi proposé la notion de « recherche technico-instrumentale ». Ses travaux avec Bernward Joerges à propos de l’« instrumentation » ont ainsi permis de mettre en évidence que le critère de « scientificité » n'est pas dévolu à des sciences de la connaissance seules.
Le mot « science » définit aux XXe et XXIe siècles l'institution de la science, c'est-à-dire l'ensemble des communautés scientifiques travaillant à l'amélioration du savoir humain et de la technologie, dans sa dimension internationale, méthodologique, éthique et politique. On parle alors de « la science ».
La notion ne possède néanmoins pas de définition consensuelle. L'épistémologue André Pichot écrit ainsi qu'il est « utopique de vouloir donner une définition a priori de la science ». L'historien des sciences Robert Nadeau explique pour sa part qu'il est « impossible de passer ici en revue l'ensemble des critères de démarcation proposés depuis cent ans par les épistémologues, [et qu'on] ne peut apparemment formuler un critère qui exclut tout ce qu'on veut exclure, et conserve tout ce qu'on veut conserver ». La physicienne et philosophe des sciences Léna Soler, dans son manuel d'épistémologie, commence également par souligner « les limites de l'opération de définition ». Les dictionnaires en proposent certes quelques-unes. Mais, comme le rappelle Léna Soler, ces définitions ne sont pas satisfaisantes. Les notions d'« universalité », d'« objectivité » ou de « méthode scientifique » (surtout lorsque cette dernière est conçue comme étant l'unique notion en vigueur) sont l'objet de trop nombreuses controverses pour qu'elles puissent constituer le socle d'une définition acceptable. Il faut donc tenir compte de ces difficultés pour décrire la science. Et cette description reste possible en tolérant un certain « flou » épistémologique.

## Étymologie: de la«connaissance»à la«recherche»
L'étymologie de « science » vient du latin, « scientia » (« connaissance »), lui-même du verbe « scire » (« savoir ») qui désigne à l'origine la faculté mentale propre à la connaissance. Ce sens se retrouve par exemple dans l'expression de François Rabelais : « Science sans conscience n'est que ruine de l'âme ». Il s'agissait ainsi d'une notion philosophique (la connaissance pure, au sens de « savoir »), qui devint ensuite une notion religieuse, sous l'influence du christianisme. La « docte science » concernait alors la connaissance des canons religieux, de l'exégèse et des écritures, paraphrase pour la théologie, première science instituée.
La racine « science » se retrouve dans d'autres termes tels la « conscience » (étymologiquement, « avec la connaissance »), la « prescience » (« la connaissance du futur »), l'« omniscience » (« la connaissance de tout »), par exemple.

## Histoire de la science
La science est historiquement liée à la philosophie. Dominique Lecourt écrit ainsi qu'il existe « un lien constitutif [unissant] aux sciences ce mode particulier de penser qu'est la philosophie. C'est bien en effet parce que quelques penseurs en Ionie dès le VIIe siècle av. J.-C. eurent l'idée que l'on pouvait expliquer les phénomènes naturels par des causes naturelles qu'ont été produites les premières connaissances scientifiques ». Dominique Lecourt explique ainsi que les premiers philosophes ont été amenés à faire de la science (sans que les deux soient confondues). La théorie de la connaissance en Science est portée par l'épistémologie.
L'histoire de la Science est nécessaire pour comprendre l'évolution de son contenu, de sa pratique.
La science se compose d'un ensemble de disciplines particulières dont chacune porte sur un domaine particulier du savoir scientifique. Il s'agit par exemple des mathématiques, de la chimie, de la physique, de la biologie, de la mécanique, de l'optique, de la pharmacie, de l'astronomie, de l'archéologie, de l'économie, de la sociologie, etc. Cette catégorisation n'est ni fixe, ni unique, et les disciplines scientifiques peuvent elles-mêmes être découpées en sous-disciplines, également de manière plus ou moins conventionnelle. Chacune de ces disciplines constitue une science particulière.
L'épistémologie a introduit le concept de « science spéciale », c'est la science « porte drapeau » parce qu'elle porte les problématiques liées à un type de Sciences.

## Histoire des sciences
L'histoire des sciences est intimement liée à l'histoire des sociétés et des civilisations. D'abord confondue avec l'investigation philosophique, dans l'Antiquité, puis religieuse, du Moyen Âge jusqu'au Siècle des Lumières, la science possède une histoire complexe. L'histoire de la science et des sciences peut se dérouler selon deux axes comportant de nombreux embranchements :
- l'histoire des découvertes scientifiques d'une part ;
- l'histoire de la pensée scientifique d'autre part, formant pour partie l'objet d'étude de l'épistémologie.

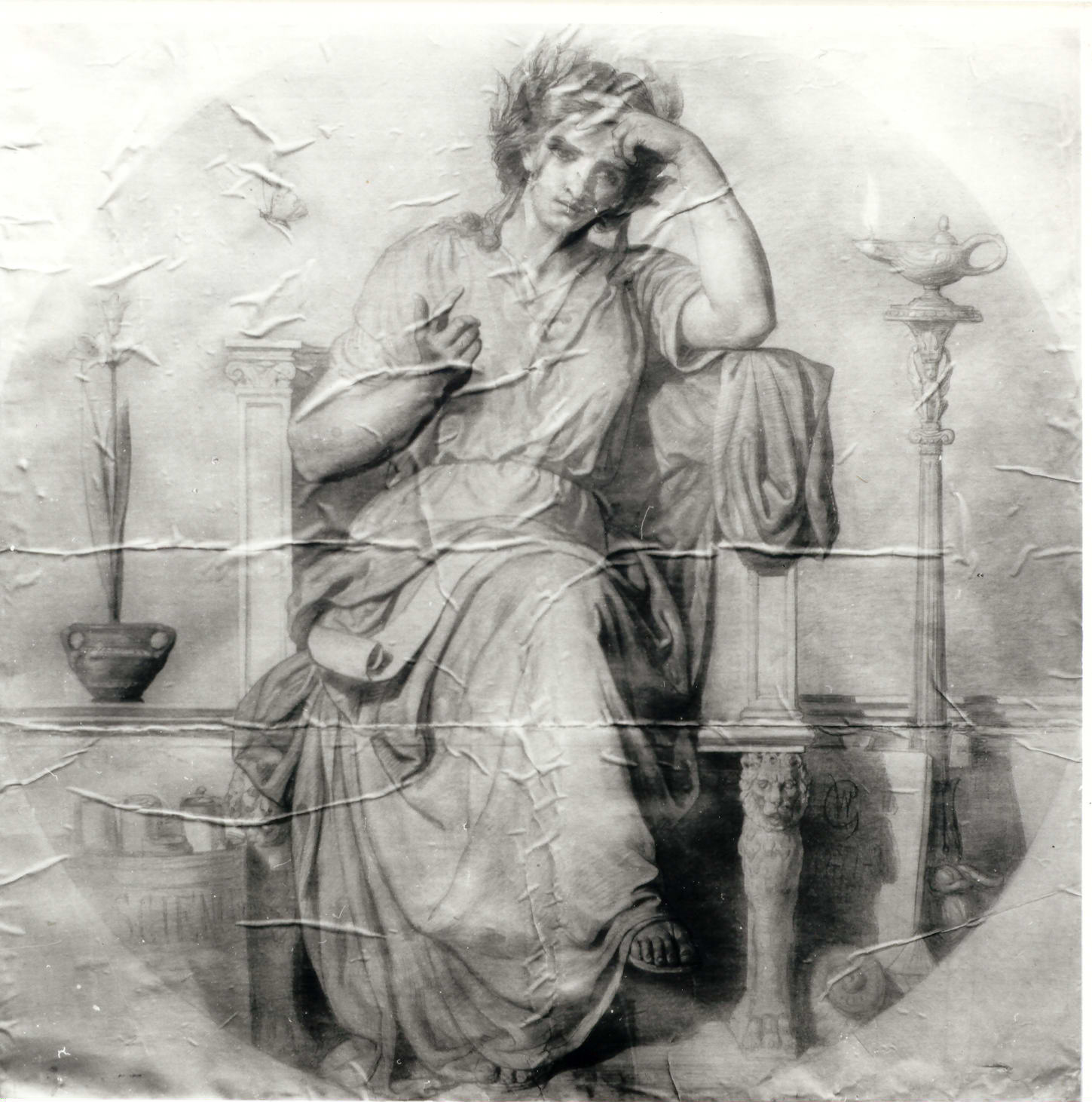
Allégorie de la Science.

Bien que très liées, ces deux histoires ne doivent pas être confondues. Bien plutôt, il s'agit d'une interrogation sur la production et la recherche de savoir. Michel Blay fait même de la notion de « savoir » la véritable clé de voûte d'une histoire des sciences et de la science cohérente : 

« Repenser la science classique exige de saisir l'émergence des territoires et des champs du savoir au moment même de leur constitution, pour en retrouver les questionnements fondamentaux. »

De manière générale, l'histoire des sciences n'est ni linéaire, ni réductible aux schémas causaux simplistes. L'épistémologue Thomas Samuel Kuhn parle ainsi, bien plutôt, des « paradigmes de la science » comme des renversements de représentations, tout au long de l'histoire des sciences. Kuhn énumère ainsi un nombre de « révolutions scientifiques ». André Pichot distingue ainsi entre l’histoire des connaissances scientifiques et celle de la pensée scientifique. Une histoire de la science et des sciences distingueraient de même, et également, entre les institutions scientifiques, les conceptions de la science, ou celle des disciplines.

### Premières traces: Préhistoire et Antiquité

#### Préhistoire

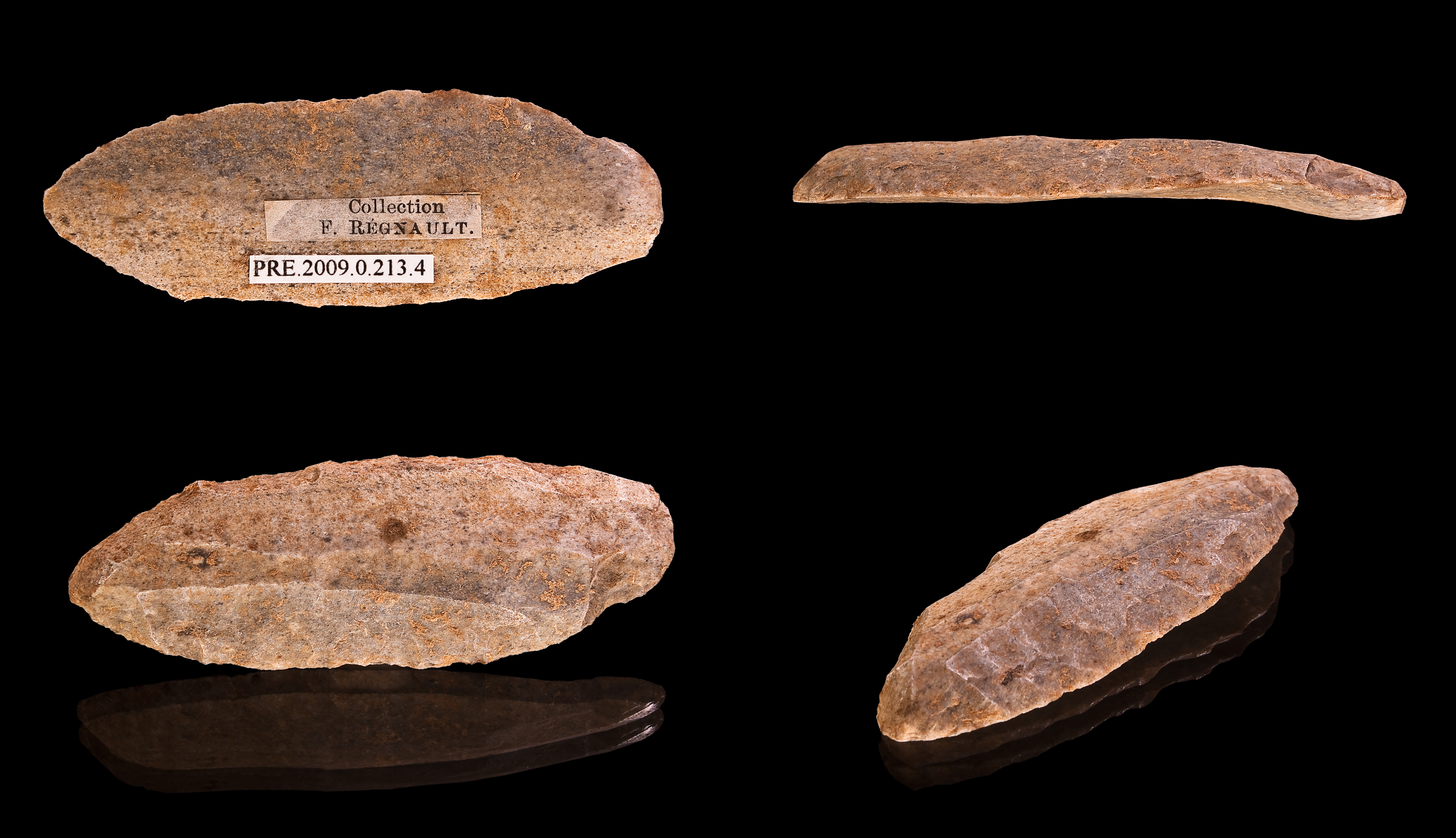
L'usage d'outils en pierre précède l'apparition d'Homo sapiens de plus de 2 millions d'années.

La technique précède la science dans les premiers temps de l'humanité. En s'appuyant sur une démarche empirique, l'homme développe ses outils (travail de la pierre puis de l'os, propulseur) et découvre l'usage du feu dès le Paléolithique inférieur. La plupart des préhistoriens s'accordent pour penser que le feu est utilisé depuis 250 000 ans ou 300 000 ans. Les techniques de production de feu relèvent soit de la percussion (silex contre marcassite), soit de la friction de deux morceaux de bois (par sciage, par rainurage, par giration).
Pour de nombreux préhistoriens comme Jean Clottes, l'art pariétal montre que l'homme anatomiquement moderne du Paléolithique supérieur possédait les mêmes facultés cognitives que l'homme actuel.
Ainsi, l'homme préhistorique savait, intuitivement, calculer[réf. nécessaire] ou déduire des comportements de l'observation de son environnement, base du raisonnement scientifique. Certaines « proto-sciences » comme le calcul ou la géométrie en particulier apparaissent sans doute très tôt. L'os d'Ishango, datant de plus de 20 000 ans, a été interprété par certains auteurs comme l'un des premiers bâtons de comptage. L'astronomie permet de constituer une cosmogonie. Les travaux du français André Leroi-Gourhan, spécialiste de la technique, explorent les évolutions à la fois biopsychiques et techniques de l'homme préhistorique. Selon lui, « les techniques s'enlèvent dans un mouvement ascensionnel foudroyant »[pas clair], dès l'acquisition de la station verticale, en somme très tôt dans l'histoire de l'homme.

#### Mésopotamie
Les premières traces d'activités scientifiques datent des civilisations humaines du néolithique où se développent commerce et urbanisation. Ainsi, pour André Pichot, dans La Naissance de la science, la science naît en Mésopotamie, vers - 3500, principalement dans les villes de Sumer et d'Élam. Les premières interrogations sur la matière, avec les expériences d'alchimie, sont liées aux découvertes des techniques métallurgiques qui caractérisent cette période. La fabrication d'émaux date ainsi de - 2000. Mais l'innovation la plus importante provient de l'invention de l'écriture cunéiforme (en forme de clous), qui, par les pictogrammes, permet la reproduction de textes, la manipulation abstraite de concepts également. La numération est ainsi la première méthode scientifique à voir le jour, sur une base 60 (« gesh » en mésopotamien), permettant de réaliser des calculs de plus en plus complexes, et ce même si elle reposait sur des moyens matériels rudimentaires. L'écriture se perfectionnant (période dite « akadienne »), les sumériens découvrent les fractions ainsi que la numération dite « de position », permettant le calcul de grands nombres. Le système décimal apparaît également, via le pictogramme du zéro initial, ayant la valeur d'une virgule, pour noter les fractions. La civilisation mésopotamienne aboutit ainsi à la constitution des premières sciences telles : la métrologie, très adaptée à la pratique, l'algèbre (découvertes de planches à calculs permettant les opérations de multiplication et de division, ou « tables d'inverses » pour cette dernière ; mais aussi des puissances, racines carrées, cubiques ainsi que les équations du premier degré, à une et deux inconnues), la géométrie (calculs de surfaces, théorèmes), l'astronomie enfin (calculs de mécanique céleste, prévisions des équinoxes, constellations, dénomination des astres). La médecine a un statut particulier ; elle est la première science « pratique », héritée d'un savoir-faire tâtonnant.

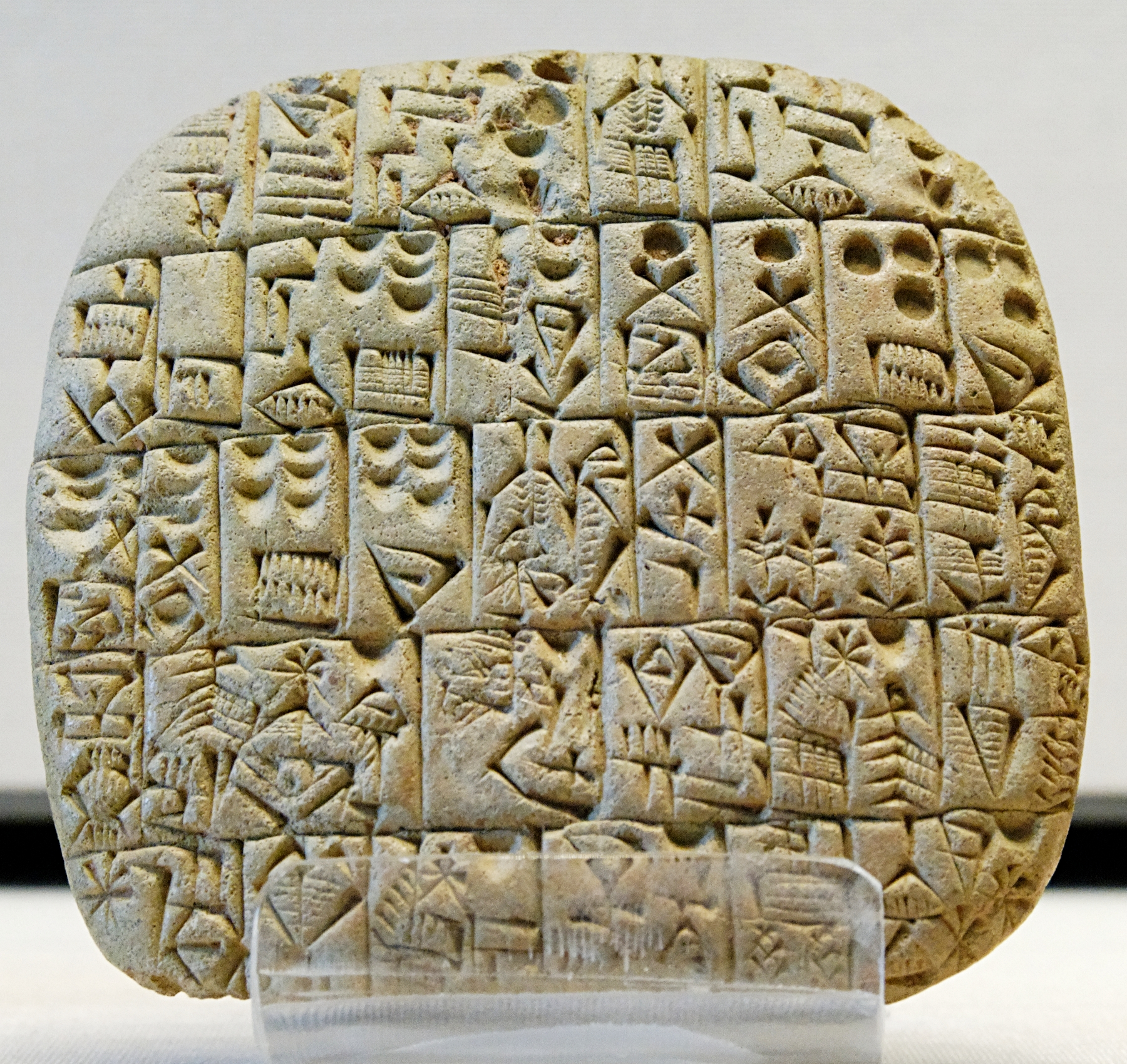
Une tablette d'argile en écriture cunéiforme.

Les sciences étaient alors le fait des scribes, qui, note André Pichot, se livraient à de nombreux « jeux numériques » qui permettaient de lister les problèmes. Cependant, les sumériens ne pratiquaient pas la démonstration. Dès le début, les sciences mésopotamiennes sont assimilées à des croyances, comme l'astrologie ou la mystique des nombres, qui deviendront des pseudo-sciences ultérieurement. L'histoire de la science étant très liée à celle des techniques, les premières inventions témoignent de l'apparition d'une pensée scientifique abstraite. La Mésopotamie crée ainsi les premiers instruments de mesure, du temps et de l'espace (comme les gnomon, clepsydre, et polos). Si cette civilisation a joué un rôle majeur, elle n'a pas cependant connu la rationalité puisque celle-ci « n'a pas encore été élevée au rang de principal critère de vérité, ni dans l'organisation de la pensée et de l'action, ni a fortiori, dans l'organisation du monde ».

#### Égypte pharaonique
L'Égypte antique va développer l'héritage pré-scientifique mésopotamien. Cependant, en raison de son unité culturelle spécifique, la civilisation égyptienne conserve « une certaine continuité dans la tradition [scientifique] » au sein de laquelle les éléments anciens restent très présents. L'écriture des hiéroglyphes permet la représentation plus précise de concepts ; on parle alors d'une écriture idéographique. La numération est décimale mais les Égyptiens ne connaissent pas le zéro. Contrairement à la numération sumérienne, la numération égyptienne évolue vers un système d'écriture des grands nombres (entre 1800 et 1000 av. J.-C.) par « numération de juxtaposition ». La géométrie fit principalement un bond en avant. Les Égyptiens bâtissaient des monuments grandioses en ne recourant qu'au système des fractions symbolisé par l'œil d'Horus, dont chaque élément représentait une fraction.

L'œil Oudjat, ou œil d'Horus.

Dès 2600 av. J.-C., les Égyptiens calculaient correctement la surface d'un rectangle et d'un triangle. Il ne reste que peu de documents attestant l'ampleur des mathématiques égyptiennes ; seuls les papyri de Rhind, (datant de 1800 av. J.-C.), de Kahun, de Moscou et du Rouleau de cuir éclairent les innovations de cette civilisation qui sont avant tout celles des problèmes algébriques (de division, de progression arithmétique, géométrique). Les Égyptiens approchent également la valeur du nombre Pi, en élevant au carré les 8/9es du diamètre, découvrant un nombre équivalant à ≈ 3,1605 (au lieu de ≈ 3,1416). Les problèmes de volume (de pyramide, de cylindre à grains) sont résolus aisément. L'astronomie progresse également : le calendrier égyptien compte 365 jours, le temps est mesuré à partir d'une « horloge stellaire » et les étoiles visibles sont dénombrées. En médecine, la chirurgie fait son apparition. Une théorie médicale se met en place, avec l'analyse des symptômes et des traitements et ce dès 2300 av. J.-C. (le Papyrus Ebers est ainsi un véritable traité médical).
Pour André Pichot, la science égyptienne, comme celle de Mésopotamie avant elle, « est encore engagée dans ce qu'on a appelé « la voie des objets », c'est-à-dire que les différentes disciplines sont déjà ébauchées, mais qu'aucune d'entre elles ne possède un esprit réellement scientifique, c'est-à-dire d'organisation rationnelle reconnue en tant que telle ».

#### Chine de l'Antiquité
Les Chinois découvrent également le théorème de Pythagore (que les Babyloniens connaissaient quinze siècles avant l'ère chrétienne). En astronomie, ils identifient la comète de Halley et comprennent la périodicité des éclipses. Ils inventent par ailleurs la fonte du fer. Durant la période des Royaumes combattants, apparaît l'arbalète. En 104 av. J.-C., est promulgué le calendrier « Taichu », premier véritable calendrier chinois. En mathématiques, les Chinois inventent, vers le IIe siècle av. J.-C., la numération à bâtons. Il s'agit d'une notation positionnelle à base 10 comportant dix-huit symboles, avec un vide pour représenter le zéro, c'est-à-dire la dizaine, centaine, etc. dans ce système de numérotation.

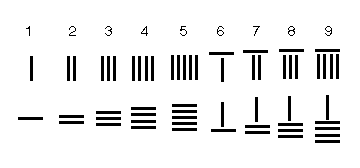
La numération en bâtons chinoise.

En 132, Zhang Heng invente le premier sismographe pour la mesure des tremblements de terre et est la première personne en Chine à construire un globe céleste rotatif. Il invente aussi l'odomètre. La médecine progresse sous les Han orientaux avec Zhang Zhongjing et Hua Tuo, à qui l'on doit en particulier la première anesthésie générale.
En mathématiques, Sun Zi et Qin Jiushao étudient les systèmes linéaires et les congruences (leurs apports sont généralement considérés comme majeurs). De manière générale, l'influence des sciences chinoises fut considérable, sur l'Inde et sur les pays arabes.

#### Science en Inde
La civilisation dite de la vallée de l'Indus (−3300 à −1500) est surtout connue en histoire des sciences en raison de l'émergence des mathématiques complexes (ou « ganita »).
La numération décimale de position et les symboles numéraux indiens, qui deviendront les chiffres arabes, vont influencer considérablement l'Occident via les arabes et les chinois. Les grands livres indiens sont ainsi traduits au IXe siècle dans les « maisons du savoir » par des élèves d'Al-Khwârizmî, mathématicien persan dont le nom latinisé est à l'origine du mot algorithme. Les Indiens ont également maîtrisé le zéro, les nombres négatifs, les fonctions trigonométriques ainsi que le calcul différentiel et intégral, les limites et séries. Les « Siddhânta » sont le nom générique donné aux ouvrages scientifiques sanskrits.
On distingue habituellement deux périodes de découvertes abstraites et d'innovations technologiques dans l'Inde de l'Antiquité : les mathématiques de l'époque védique (−1500 à −400) et les mathématiques de l'époque jaïniste (−400 à 200).

### «Logos»grec: les prémices philosophiques de la science

#### Présocratiques
Pour l'épistémologue Geoffrey Ernest Richard Lloyd (en), la méthode scientifique fait son apparition dans la Grèce du VIIe siècle av. J.-C. avec les philosophes dits présocratiques. Appelés « physiologoï » par Aristote parce qu'ils tiennent un discours rationnel sur la nature, les présocratiques s'interrogent sur les phénomènes naturels, qui deviennent les premiers objets de méthode, et leur cherchent des causes naturelles.
Thalès de Milet (v. 625-547 av. J.-C.) et Pythagore (v. 570-480 av. J.-C.) contribuent principalement à la naissance des premières sciences comme les mathématiques, la géométrie (théorème de Pythagore), l'astronomie ou encore la musique. Dans le domaine de la cosmologie, ces premières recherches sont marquées par la volonté d'imputer la constitution du monde (ou « cosmos ») à un principe naturel unique (le feu pour Héraclite par exemple) ou divin (l'« Un » pour Anaximandre). Les pré-socratiques mettent en avant des principes constitutifs des phénomènes, les « archè ».

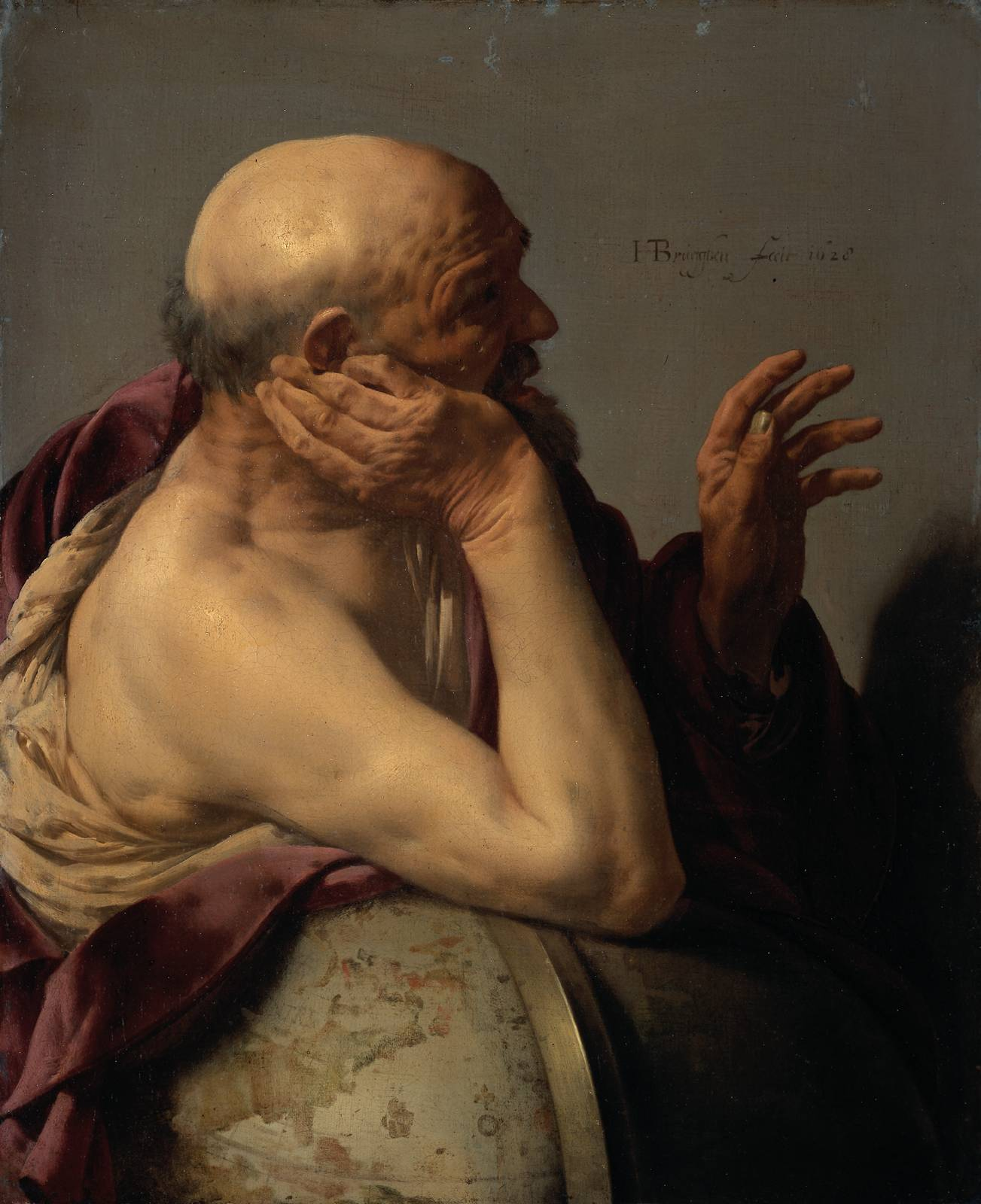
Héraclite. Tableau de Hendrik ter Brugghen.

Les présocratiques initient également une réflexion sur la théorie de la connaissance. Constatant que la raison d'une part et les sens d'autre part conduisent à des conclusions contradictoires, Parménide opte pour la raison et estime qu'elle seule peut mener à la connaissance, alors que nos sens nous trompent. Ceux-ci, par exemple, nous enseignent que le mouvement existe, alors que la raison nous enseigne qu'il n'existe pas. Cet exemple est illustré par les célèbres paradoxes de son disciple Zénon. Si Héraclite est d'un avis opposé concernant le mouvement, il partage l'idée que les sens sont trompeurs. De telles conceptions favorisent la réflexion mathématique. Par contre, elles sont un obstacle au développement des autres sciences et singulièrement des sciences expérimentales. Sur cette question, ce courant de pensée se prolonge, quoique de manière plus nuancée, jusque Platon, pour qui les sens ne révèlent qu'une image imparfaite et déformée des Idées, qui sont la vraie réalité (allégorie de la caverne).
À ces philosophes, s'oppose le courant épicurien. Initié par Démocrite, contemporain de Socrate, il sera développé ultérieurement par Épicure et exposé plus en détail par le Romain Lucrèce dans De rerum natura. Pour eux, les sens nous donnent à connaître la réalité. La théorie de l'atomiste affirme que la matière est formée d'entités dénombrables et insécables, les atomes. Ceux-ci s'assemblent pour former la matière comme les lettres s'assemblent pour former les mots. Tout est constitué d'atomes, y compris les dieux. Ceux-ci ne s'intéressent nullement aux hommes, et il n'y a donc pas lieu de les craindre. On trouve donc dans l'épicurisme la première formulation claire de la séparation entre le savoir et la religion, même si, de manière moins explicite, l'ensemble des présocratiques se caractérise par le refus de laisser les mythes expliquer les phénomènes naturels, comme les éclipses.
Il faudra attendre Aristote pour aplanir l'opposition entre les deux courants de pensée mentionnés plus haut.
La méthode pré-socratique est également fondée dans son discours, s'appuyant sur les éléments de la rhétorique : les démonstrations procèdent par une argumentation logique et par la manipulation de concepts abstraits, bien que génériques.

#### Platon et la dialectique

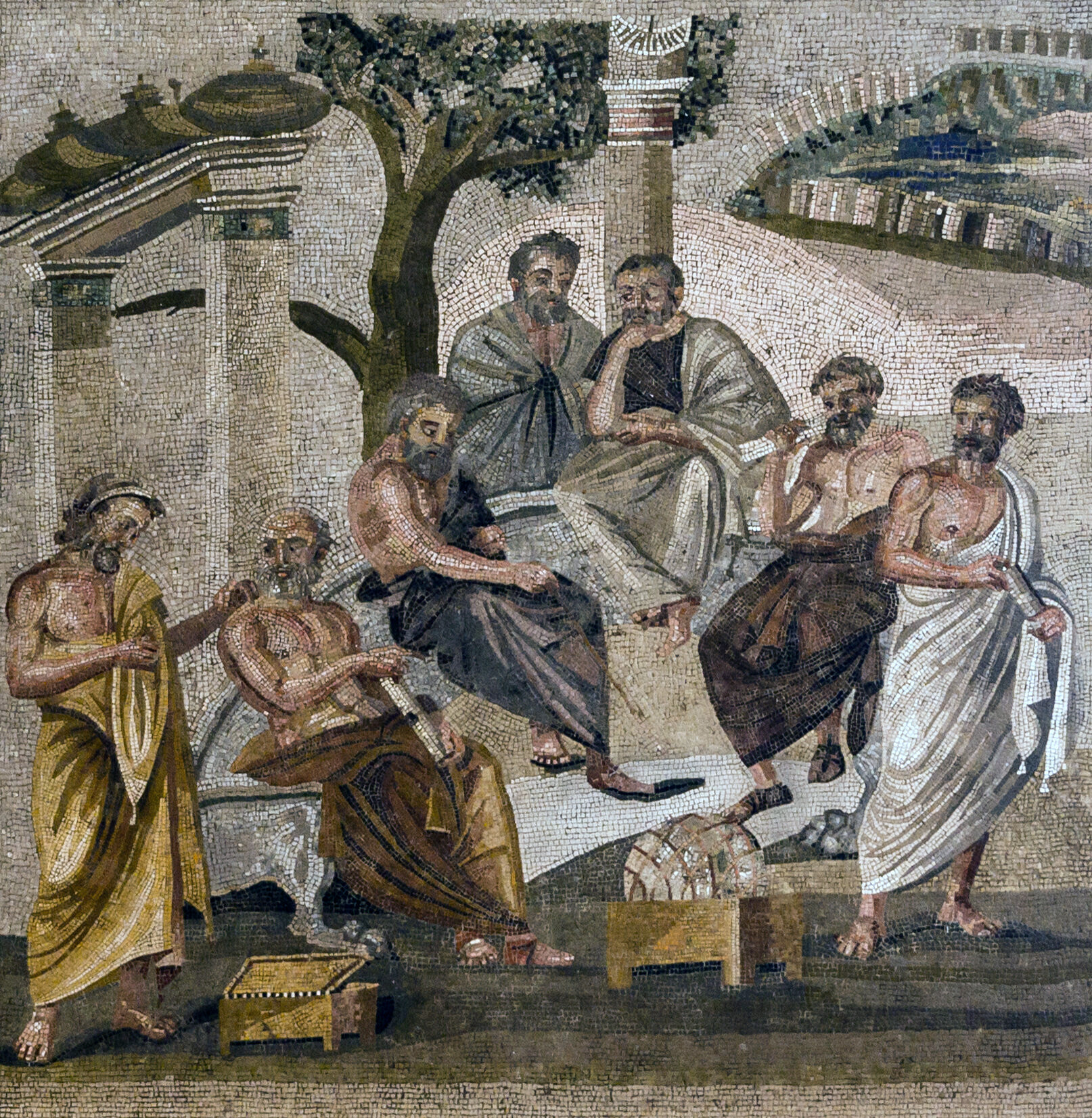
Mosaïque représentant l'Académie de Platon (Ier siècle).

Avec Socrate et Platon, qui en rapporte les paroles et les dialogues, la raison : logos, et la connaissance deviennent intimement liés. Le raisonnement abstrait et construit apparaît. Pour Platon, les Formes sont le modèle de tout ce qui est sensible, ce sensible étant un ensemble de combinaisons géométriques d'éléments. Platon ouvre ainsi la voie à la « mathématisation » des phénomènes. Les sciences mettent sur la voie de la philosophie, au sens de « discours sur la sagesse » ; inversement, la philosophie procure aux sciences un fondement assuré. L'utilisation de la dialectique, qui est l'essence même de la science complète alors la philosophie, qui a, elle, la primauté de la connaissance discursive (par le discours), ou « dianoia » en grec. Pour Michel Blay : « La méthode dialectique est la seule qui, rejetant successivement les hypothèses, s'élève jusqu'au principe même pour assurer solidement ses conclusions ». Socrate en expose les principes dans le Théétète. Pour Platon, la recherche de la vérité et de la sagesse (la philosophie) est indissociable de la dialectique scientifique, c'est en effet le sens de l'inscription figurant sur le fronton de l'Académie, à Athènes : « Que nul n'entre ici s'il n'est géomètre ».

#### Aristote et la physique
C'est surtout avec Aristote, qui fonde la physique et la zoologie, que la science acquiert une méthode, basée sur la déduction. On lui doit la première formulation du syllogisme et de l'induction. Les notions de « matière », de « forme », de « puissance » et d'« acte » deviennent les premiers concepts de manipulation abstraite. Pour Aristote, la science est subordonnée à la philosophie (c'est une « philosophie seconde » dit-il) et elle a pour objet la recherche des premiers principes et des premières causes, ce que le discours scientifique appellera le causalisme et que la philosophie nomme l'« aristotélisme ». Néanmoins, dans le domaine particulier de l'astronomie, Aristote est à l'origine d'un recul de la pensée par rapport à certains pré-socratiques[réf. nécessaire] quant à la place de la terre dans l'espace. À la suite d'Eudoxe de Cnide, il imagine un système géocentrique et considère que le cosmos est fini. Il sera suivi en cela par ses successeurs en matière d'astronomie, jusqu'à Copernic, à l'exception d'Aristarque, qui proposera un système héliocentrique. Il détermine par ailleurs que le vivant est ordonné selon une chaîne hiérarchisée mais sa théorie est avant tout fixiste. Il pose l'existence des premiers principes indémontrables, ancêtres des conjectures mathématiques et logiques. Il décompose les propositions en nom et verbe, base de la science linguistique.

### Période alexandrine et Alexandrie à l'époque romaine

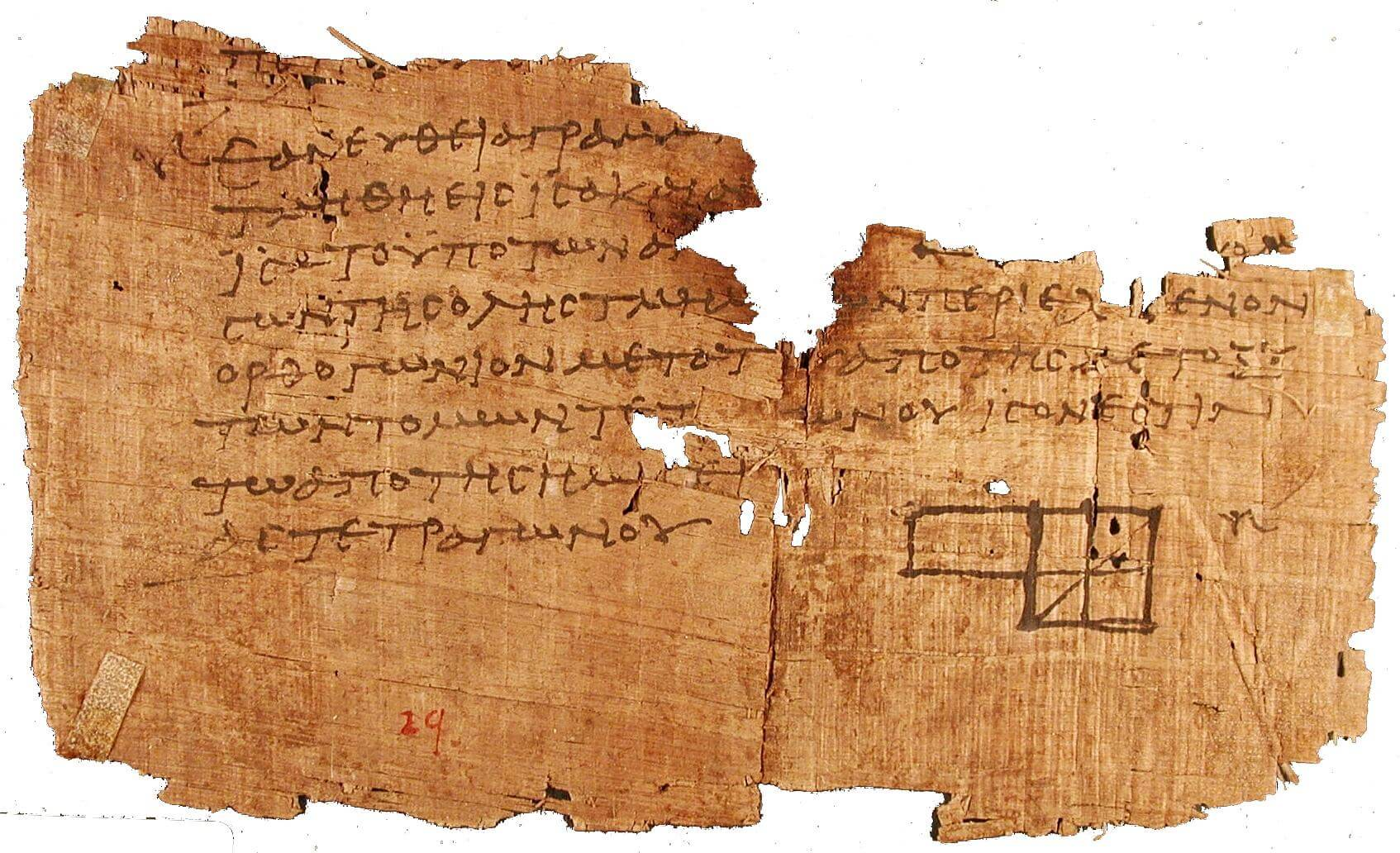
Un fragment des Éléments d'Euclide trouvé à Oxyrhynque.

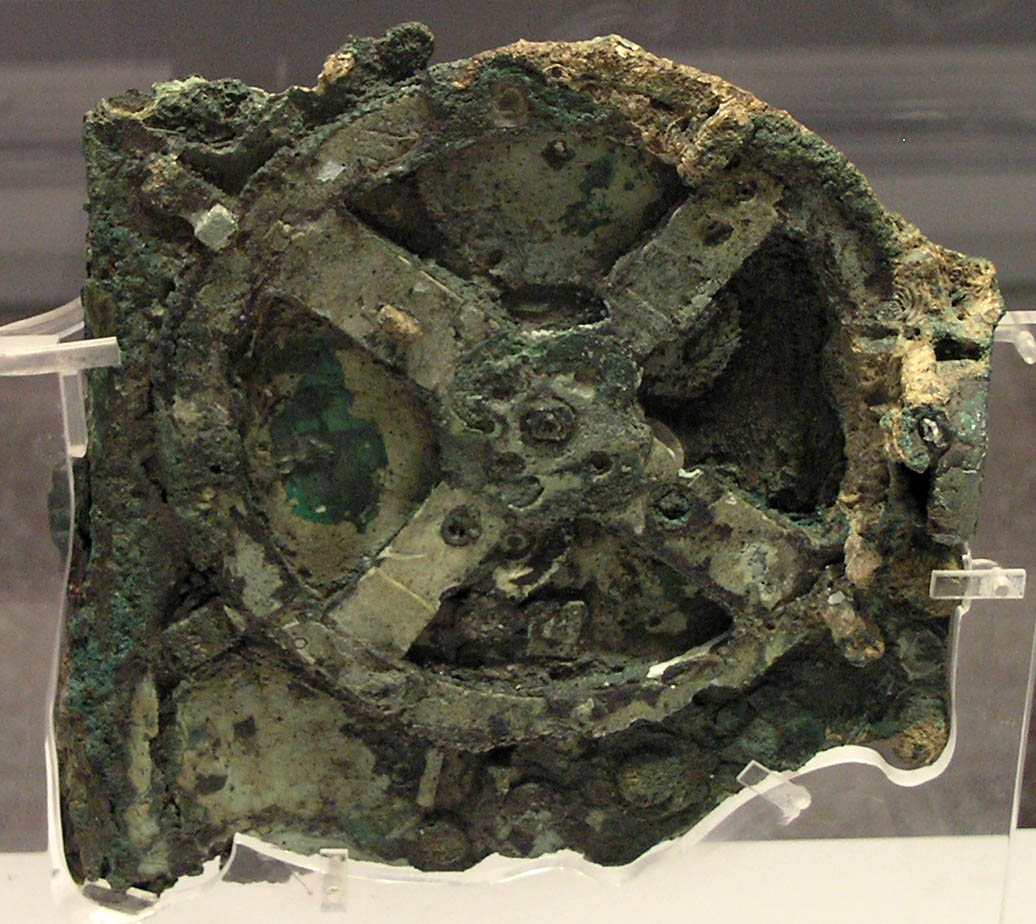
Le fragment principal de la machine d'Anticythère, un mécanisme à engrenages capable de calculer la date et l'heure des éclipses solaires et lunaires.

La période dite « alexandrine » (de -323 à -30) et son prolongement à l'époque romaine sont marqués par des progrès significatifs en astronomie et en mathématiques ainsi que par quelques avancées en physique. La ville égyptienne d'Alexandrie en est le centre intellectuel et les savants d'alors y sont grecs.
Euclide (-325 à -265) est l'auteur des Éléments, qui sont considérés comme l'un des textes fondateurs des mathématiques modernes. Ces postulats, comme celui nommé le « postulat d'Euclide » (voir Axiome des parallèles), que l'on exprime de nos jours en affirmant que « par un point pris hors d'une droite il passe une et une seule parallèle à cette droite » sont à la base de la géométrie systématisée.
Les travaux d'Archimède (-292 à -212) sur sa poussée correspond à la première loi physique connue alors que ceux d'Ératosthène (-276 à -194) sur la circonférence de la terre ou ceux d'Aristarque de Samos (-310 à -240) sur les distances terre-lune et terre-soleil témoignent d'une grande ingéniosité. Apollonius de Perga modélise les mouvements des planètes à l'aide d'orbites excentriques.
Hipparque de Nicée (-194 à -120) perfectionne les instruments d’observation comme le dioptre, le gnomon et l'astrolabe. En algèbre et géométrie, il divise le cercle en 360°, et crée même le premier globe céleste (ou orbe). Hipparque rédige également un traité en 12 livres sur le calcul des cordes (nommé aujourd'hui la trigonométrie). En astronomie, il propose une « théorie des épicycles » qui permettra à son tour l'établissement de tables astronomiques très précises. L'ensemble se révélera largement fonctionnel, permettant par exemple de calculer pour la première fois des éclipses lunaires et solaires. La machine d'Anticythère, un calculateur à engrenages, capable de calculer la date et l'heure des éclipses, est un des rares témoignages de la sophistication des connaissances grecques tant en astronomie et mathématiques qu'en mécanique et travail des métaux.
Ptolémée d’Alexandrie (85 apr. J.-C. à 165) prolonge les travaux d'Hipparque et d'Aristote sur les orbites planétaires et aboutit à un système géocentrique du système solaire, qui fut accepté dans les mondes occidental et arabe pendant plus de mille trois cents ans, jusqu'au modèle de Nicolas Copernic. Ptolémée fut l’auteur de plusieurs traités scientifiques, dont deux ont exercé par la suite une très grande influence sur les sciences islamique et européenne. L’un est le traité d’astronomie, qui est aujourd’hui connu sous le nom de l’Almageste ; l’autre est la Géographie, qui est une discussion approfondie sur les connaissances géographiques du monde gréco-romain.

### Ingénierie et technologie romaines
La technologie romaine est un des aspects les plus importants de la civilisation romaine. Cette technologie, en partie liée à la technique de la voûte, probablement empruntée aux Étrusques, a été certainement la plus avancée de l'Antiquité. Elle permit la domestication de l'environnement, notamment par les routes et aqueducs. Cependant, le lien entre prospérité économique de l'Empire romain et niveau technologique est discuté par les spécialistes : certains, comme Emilio Gabba, historien italien, spécialiste de l'histoire économique et sociale de la République romaine, considèrent que les dépenses militaires ont freiné le progrès scientifique et technique, pourtant riche. Pour J. Kolendo, le progrès technique romain serait lié à une crise de la main-d'œuvre, due à la rupture dans la « fourniture » d'esclaves non qualifiés, sous l'empereur Auguste. Les romains aurait ainsi été capables de développer des techniques alternatives. Pour L. Cracco Ruggini, la technologie traduit la volonté de prestige des couches dominantes.
Cependant, la philosophie, la médecine et les mathématiques sont d'origine grecque, ainsi que certaines techniques agricoles. La période pendant laquelle la technologie romaine est la plus foisonnante est le IIe siècle av. J.-C. et le Ier siècle av. J.-C., et surtout à l'époque d'Auguste. La technologie romaine a atteint son apogée au Ier siècle avec le ciment, la plomberie, les grues, machines, dômes, arches. Pour l'agriculture, les Romains développent le moulin à eau. Néanmoins, les savants romains furent peu nombreux et le discours scientifique abstrait progressa peu pendant la Rome antique : « les Romains, en faisant prévaloir les « humanités », la réflexion sur l'homme et l'expression écrite et orale, ont sans doute occulté pour l'avenir des « realita » scientifiques et techniques », mis à part quelques grands penseurs, comme Vitruve ou Apollodore de Damas, souvent d'origine étrangère d'ailleurs. Les Romains apportèrent surtout le système de numération romain pour les unités de mesure romaines en utilisant l'abaque romain, ce qui permet d'homogénéiser le comptage des poids et des distances.

### Science au Moyen Âge
Bien que cette période s'apparente généralement à l'histoire européenne, les avancées technologiques et les évolutions de la pensée scientifique du monde oriental (civilisation arabo-musulmane) et, en premier lieu, celles de l'empire byzantin, qui hérite du savoir latin, et où puisera le monde arabo-musulman, enfin celles de la Chine sont décisives dans la constitution de la « science moderne », internationale, institutionnelle et se fondant sur une méthodologie. La période du Moyen Âge s'étend ainsi de 512 à 1492 ; elle connaît le développement sans précédent des techniques et des disciplines, en dépit d'une image obscurantiste, propagée par les manuels scolaires.

#### En Europe
Les byzantins maîtrisaient l'architecture urbaine et l'admission d'eau ; ils perfectionnèrent également les horloges à eau et les grandes norias pour l'irrigation ; technologies hydrauliques dont la civilisation arabe a hérité et qu'elle a transmis à son tour. L'hygiène et la médecine firent également des progrès. Les Universités byzantines ainsi que les bibliothèques compilèrent de nombreux traités et ouvrages d'étude sur la philosophie et le savoir scientifique de l'époque.
L'Europe occidentale, après une période de repli durant le Haut Moyen Âge, retrouve un élan culturel et technique qui culmine au XIIe siècle. Néanmoins, du VIIIe au Xe siècle la période dite, en France, de la Renaissance carolingienne permit, principalement par la scolarisation, le renouveau de la pensée scientifique. La scolastique, au XIe siècle préconise un système cohérent de pensée proche de ce que sera l'empirisme. La philosophie naturelle se donne comme objectif la description de la nature, perçue comme un système cohérent de phénomènes (ou pragmata), mus par des « lois ». Le bas Moyen Âge voit la logique faire son apparition — avec l'académie de Port-Royal des Champs — et diverses méthodes scientifiques se développer ainsi qu'un effort pour élaborer des modèles mathématiques ou médicaux qui jouera « un rôle majeur dans l'évolution des différentes conceptions du statut des sciences ». D'autre part, le monde médiéval occidental voit apparaître une « laïcisation du savoir », concomitant à l'« autonomisation des sciences ».

#### Dans le monde arabo-musulman
Le monde arabo-musulman est à son apogée intellectuel du VIIIe au XIVe siècle ce qui permet le développement d'une culture scientifique spécifique, d'abord à Damas sous les derniers Omeyyades, puis à Bagdad sous les premiers Abbassides. La science arabo-musulmane est fondée sur la traduction et la lecture critique des ouvrages de l'Antiquité. L'étendue du savoir arabo-musulman est étroitement liée aux guerres de conquête de l'Islam qui permettent aux Arabes d'entrer en contact avec les civilisations indienne et chinoise. Le papier, emprunté aux Chinois remplace rapidement le parchemin dans le monde musulman. Le Calife Hâroun ar-Rachîd, féru d'astronomie, crée en 829 à Bagdad le premier observatoire permanent, permettant à ses astronomes de réaliser leurs propres études du mouvement des astres. Abu Raihan al-Biruni, reprenant les écrits d'Ératosthène d'Alexandrie (IIIe siècle av. J.-C.), calcule le diamètre de la Terre et affirme que la Terre tournerait sur elle-même, bien avant Galilée. En 832 sont fondées les Maisons de la sagesse (Baït al-hikma), lieux de partage et de diffusion du savoir.
En médecine, Avicenne (980-1037) rédige une monumentale encyclopédie, le Qanûn. Ibn Nafis décrit la circulation sanguine pulmonaire, et al-Razi recommande l'usage de l'alcool en médecine. Au XIe siècle, Abu-l-Qasim az-Zahrawi (appelé Abulcassis en Occident) écrit un ouvrage de référence pour l'époque, sur la chirurgie.
En mathématiques l'héritage antique est sauvegardé et approfondi permettant la naissance de l'algèbre. L'utilisation de la numération indienne rend possible des avancées en analyse combinatoire et en trigonométrie.
Enfin, la théologie motazilite se développe sur la logique et le rationalisme, inspirés de la philosophie grecque et de la raison (logos), qu'elle cherche à rendre compatible avec les doctrines islamiques.

### Sciences en Chine médiévale
La Chine de l'Antiquité a surtout contribué à l'innovation technique, avec les quatre inventions principales qui sont : le papier (daté du IIe siècle av. J.-C.), l'imprimerie à caractères mobiles (au IXe siècle), la poudre (la première trace écrite attestée semble être le Wujing Zongyao qui daterait des alentours de 1044) et la boussole, utilisée dès le XIe siècle, dans la géomancie. Le scientifique chinois Shen Kuo (1031-1095) de la Dynastie Song décrit la boussole magnétique comme instrument de navigation.

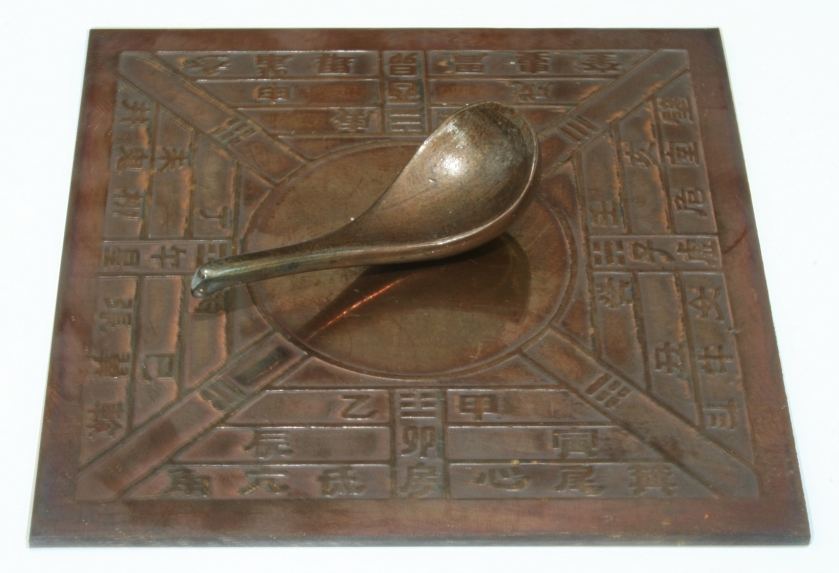
Maquette d'une cuillère indiquant le sud (appelée sinan) du temps des Han (206 av. J.-C. - 220 apr. J.-C.).

Pour l'historien Joseph Needham, dans Science et civilisation en Chine, vaste étude de dix-sept volumes, la société chinoise a su mettre en place une science innovante, dès ses débuts. Needham en vient même à relativiser la conception selon laquelle la science doit tout à l'Occident. Pour lui, la Chine était même animée d'une ambition de collecter de manière désintéressée le savoir, avant même les universités occidentales.
Les traités de mathématiques et de démonstration abondent comme Les Neuf Chapitres (qui présentent près de 246 problèmes) transmis par Liu Hui (IIIe siècle) et par Li Chunfeng (VIIe siècle) ou encore les Reflets des mesures du cercles sur la mer de Li Ye datant de 1248 étudiés par Karine Chemla et qui abordent les notions arithmétiques des fractions, d'extraction de racines carrée et cubique, le calcul de l'aire du cercle et du volume de la pyramide entre autres. Karine Chelma a ainsi démontré que l'opinion répandue selon laquelle la démonstration mathématique serait d'origine grecque était partiellement fausse, les Chinois s'étant posé les mêmes problèmes à leur époque ; elle dira ainsi : on ne peut rester occidentalo-centré, l'histoire des sciences exige une mise en perspective internationale des savoirs.

### Inde des mathématiques médiévales
Les mathématiques indiennes sont particulièrement abstraites et ne sont pas orientées vers la pratique, au contraire de celles des Égyptiens par exemple. C'est avec Brahmagupta (598 - 668) et son ouvrage célèbre, le Brahmasphutasiddhanta, particulièrement complexe et novateur, que les différentes facettes du zéro, chiffre et nombre, sont parfaitement comprises et que la construction du système de numération décimal de position est parachevée. L'ouvrage explore également ce que les mathématiciens européens du XVIIe siècle ont nommé la « méthode chakravala », qui est un algorithme pour résoudre les équations diophantiennes. Les nombres négatifs sont également introduits, ainsi que les racines carrées. La période s'achève avec le mathématicien Bhaskara II (1114-1185) qui écrivit plusieurs traités importants. À l'instar de Nasir al-Din al-Tusi (1201-1274) il développe en effet la dérivation[réf. nécessaire]. On y trouve des équations polynomiales, des formules de trigonométrie, dont les formules d'addition. Bhaskara est ainsi l'un des pères de l'analyse puisqu'il introduit plusieurs éléments relevant du calcul différentiel : le nombre dérivé, la différentiation et l'application aux extrema, et même une première forme du théorème de Rolle[réf. nécessaire].

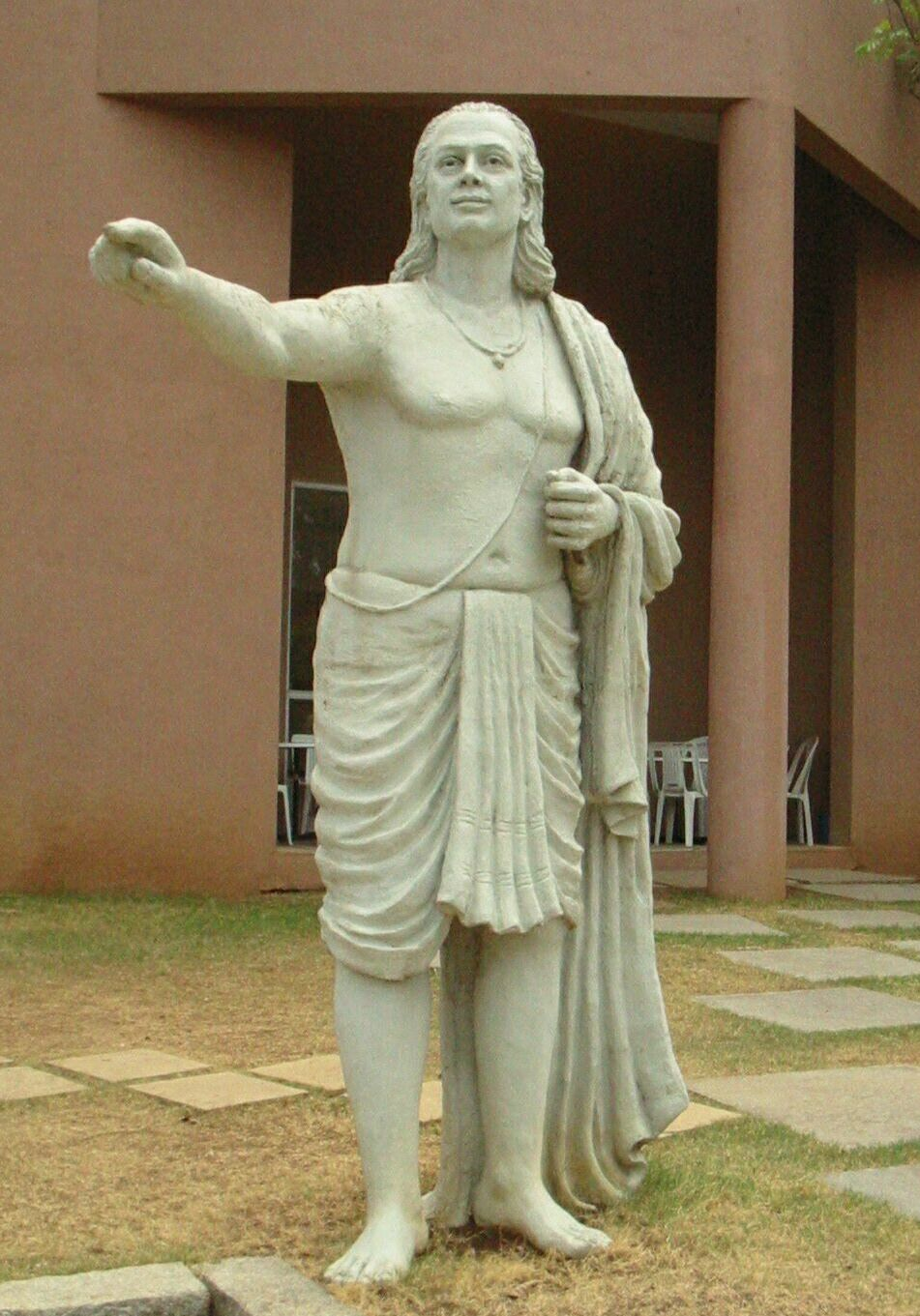
Aryabhata.

Mais c'est surtout avec Âryabhata (476-550), dont le traité d’astronomie (nommé l’Aryabatîya) écrit en vers aux alentours de 499, que les mathématiques indiennes se révèlent. Il s'agit d'un court traité d'astronomie présentant 66 théorèmes d'arithmétique, d'algèbre, ou de trigonométrie plane et sphérique. Aryabhata invente par ailleurs un système de représentation des nombres fondé sur les signes consonantiques de l'alphasyllabaire sanskrit.
Ces percées seront reprises et amplifiées par les mathématiciens et astronomes de l'école du Kerala, parmi lesquels : Madhava de Sangamagrama, Nilakantha Somayaji, Parameswara, Jyeshtadeva, ou Achyuta Panikkar, pendant la période médiévale du Ve siècle au XVe siècle. Ainsi, le Yuktibhasa ou Ganita Yuktibhasa est un traité de mathématiques et d'astronomie, écrit par l'astronome indien Jyesthadeva, membre de l'école mathématique du Kerala en 1530. Jyesthadeva a ainsi devancé de trois siècles la découverte du calcul infinitésimal par les occidentaux.

### Fondements de la science moderne en Europe

#### Science institutionnalisée
C'est au tournant du XIIe siècle, et notamment avec la création des premières universités de Paris (1170) et Oxford (1220) que la science en Europe s'institutionnalisa, tout en conservant une affiliation intellectuelle avec la sphère religieuse. La traduction et la redécouverte des textes antiques grecs, et en premier lieu les Éléments d'Euclide ainsi que les textes d'Aristote, grâce à la civilisation arabo-musulmane, firent de cette période une renaissance des disciplines scientifiques, classées dans le quadrivium (parmi les Arts Libéraux). Les Européens découvrirent ainsi l'avancée des Arabes, notamment les traités mathématiques : Algèbre d'Al-Khwarizmi, Optique d'Ibn al-Haytham ainsi que la somme médicale d'Avicenne. En s'institutionnalisant, la science devint plus ouverte et plus fondamentale, même si elle restait assujettie aux dogmes religieux et qu'elle n'était qu'une branche encore de la philosophie et de l'astrologie. Aux côtés de Roger Bacon, la période fut marquée par quatre autres personnalités qui jetèrent, en Europe chrétienne, les fondements de la science moderne :
- Roger Bacon (1214-1294) est philosophe et moine anglais. Il jeta les bases de la méthode expérimentale. Roger Bacon admet trois voies de connaissance : l'autorité, le raisonnement et l'expérience. Il rejette donc l'autorité de l'évidence, qui s'appuie sur des raisons extérieures et promeut « L'argument [qui] conclut et nous fait concéder la conclusion, mais il ne certifie pas et il n'éloigne pas le doute au point que l'âme se repose dans l'intuition de la vérité, car cela n'est possible que s'il la trouve par la voie de l'expérience »[53]. Les œuvres de Bacon ont pour but l'intuition de la vérité, c'est-à-dire la certitude scientifique, et cette vérité à atteindre est pour lui le salut. La science procédant de l'âme est donc indispensable.

- Robert Grosseteste (env. 1168-1253) étudia Aristote et posa les prémices des sciences expérimentales, en explicitant le schéma : observations, déductions de la cause et des principes, formation d'hypothèse(s), nouvelles observations réfutant ou vérifiant les hypothèses enfin[54]. Il développa les techniques d'optique et en fit même la science physique fondamentale (il étudia le comportement des rayons lumineux et formule même la première description de principe du miroir réfléchissant, principe qui permettra l'invention du télescope).

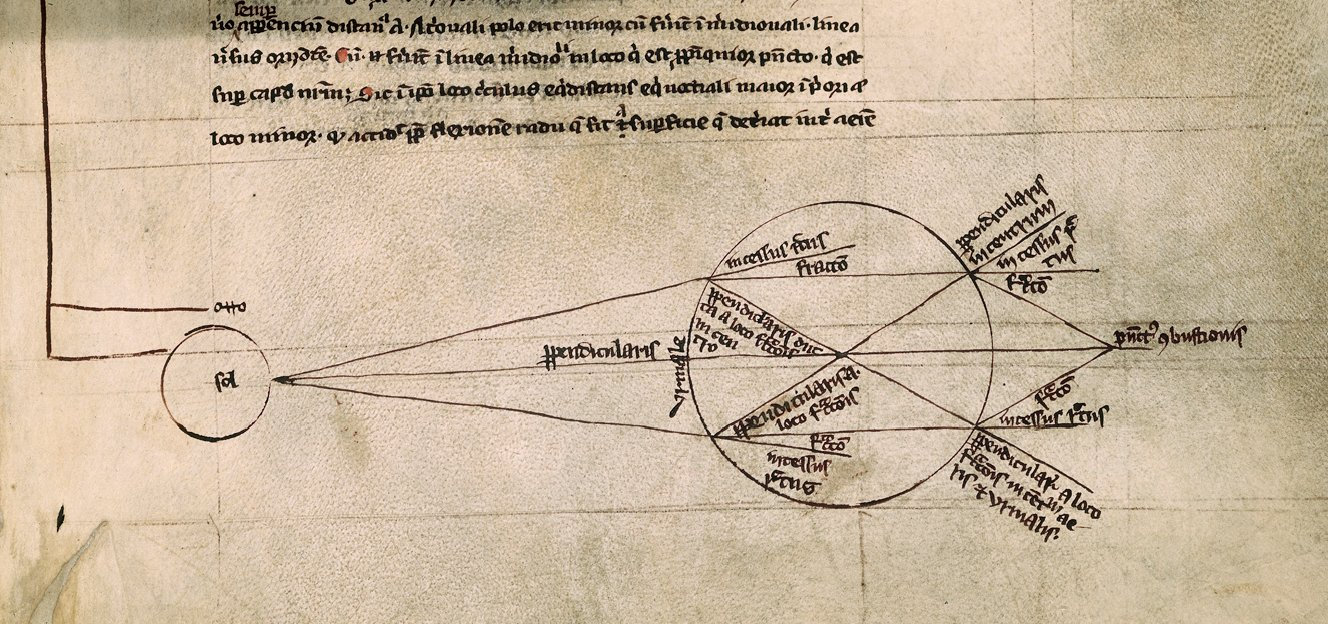
« Réfraction de la lumière » par Robert Grosseteste De natura locorum (XIIIe siècle).

- Le religieux dominicain Albert le Grand (1193-1280) fut considéré par certains contemporains comme un alchimiste et magicien, néanmoins ses études biologiques permirent de jeter les fondations des disciplines des sciences de la vie. Il mena ainsi l'étude du développement du poulet en observant le contenu d'œufs pondus dans le temps et commenta le premier le phénomène de la nutrition du fœtus. Il établit également une classification systématique des végétaux, ancêtre de la taxonomie. Il décrit également les premières expériences de chimie[55].

L'Europe sortait ainsi d'une léthargie intellectuelle. L'Église, avait interdit jusqu'en 1234 les ouvrages d'Aristote, accusé de paganisme[réf. nécessaire]. Ce n'est qu'avec Saint Thomas d'Aquin que la doctrine aristotélicienne fut acceptée par les papes.
Saint Thomas d'Aquin, théologien, permit de redécouvrir, par le monde arabe, les textes d'Aristote et des autres philosophes grecs, qu'il étudia à Naples, à l'université dominicaine. Cependant, il est surtout connu pour son principe dit de l'autonomie respective de la raison et de la foi. Saint Thomas d'Aquin fut en effet le premier théologien à distinguer, dans sa Somme théologique (1266-1273) la raison (faculté naturelle de penser, propre à l'homme) et la foi (adhésion au dogme de la Révélation). Celle-ci est indémontrable, alors que la science est explicable par l'étude des phénomènes et des causes. L'une et l'autre enfin ne peuvent s'éclairer mutuellement.
Guillaume d'Occam (v. 1285- v. 1349) permit une avancée sur le plan de la méthode. En énonçant son principe de parcimonie, appelé aussi rasoir d'Occam, il procure à la science un cadre épistémologique fondé sur l'économie des arguments. Empiriste avant l'heure, Occam postule que : « Entia non sunt multiplicanda praeter necessitatem », littéralement « Les entités ne doivent pas être multipliées par delà ce qui est nécessaire ». Il explique par là qu'il est inutile d'avancer sans preuves et de forger des concepts illusoires permettant de justifier n'importe quoi.

### Renaissance et la«science classique»

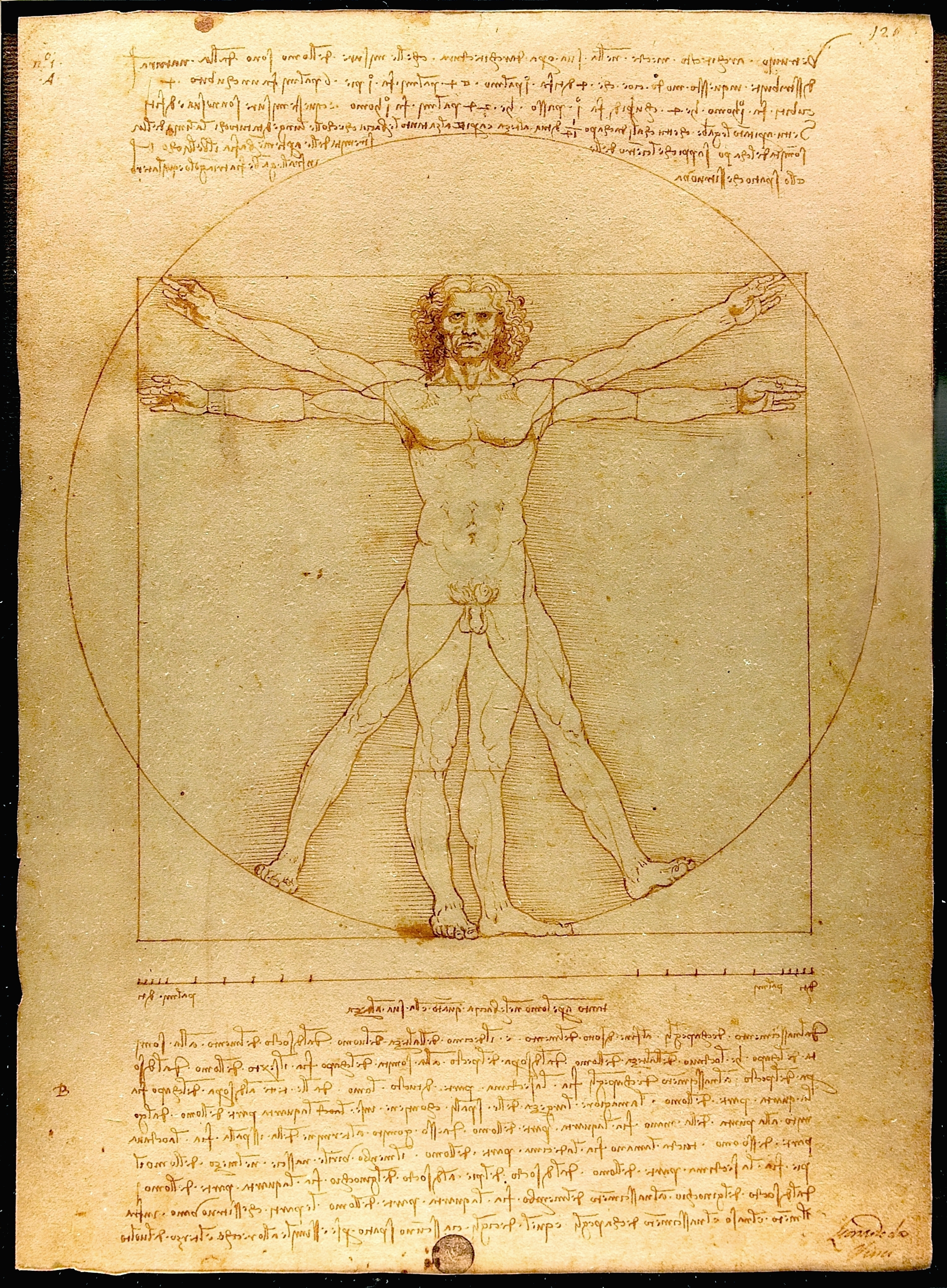
L'Homme de Vitruve de Léonard de Vinci, représentatif de la Renaissance italienne.

La Renaissance est une période qui se situe en Europe à la fin du Moyen Âge et au début des Temps modernes. Dans le courant du XVe siècle et au XVIe siècle, cette période permit à l'Europe de se lancer dans des expéditions maritimes d'envergure mondiale, connues sous le nom de grandes découvertes ; de nombreuses innovations furent popularisées, comme la boussole ou le sextant ; la cartographie se développa, ainsi que la médecine, grâce notamment au courant de l'humanisme. Selon l'historien anglais John Hale, ce fut à cette époque que le mot Europe entra dans le langage courant et fut doté d'un cadre de référence solidement appuyé sur des cartes et d'un ensemble d'images affirmant son identité visuelle et culturelle. La science comme discipline de la connaissance acquit ainsi son autonomie et ses premiers grands systèmes théoriques à tel point que Michel Blay parle du « chantier de la science classique ». Cette période est abondante en descriptions, inventions, applications et en représentations du monde, qu'il importe de décomposer afin de rendre une image fidèle de cette phase historique :

#### Naissance de la méthode scientifique: Francis Bacon

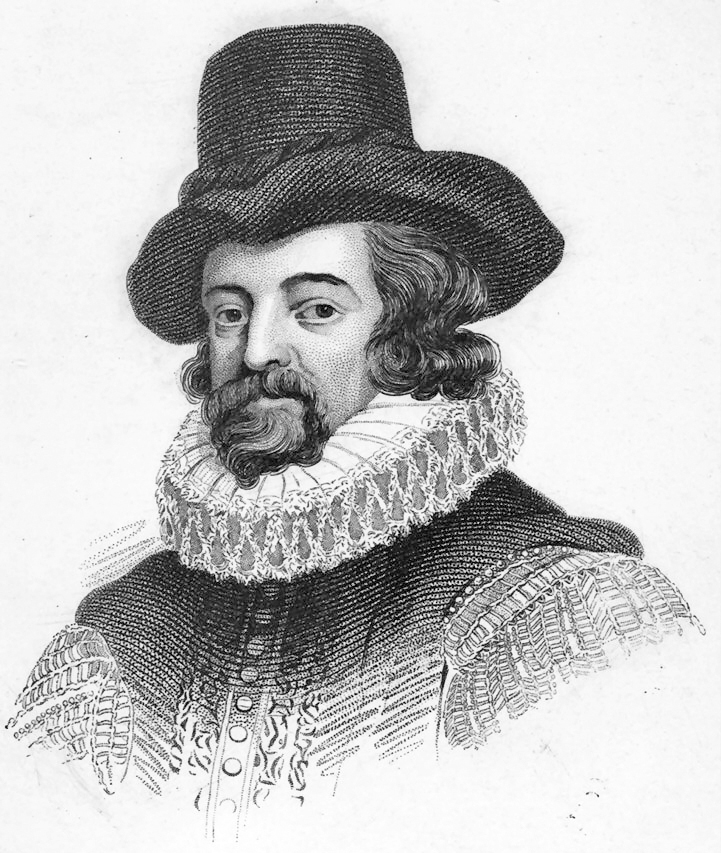
Francis Bacon.

Francis Bacon (1561-1626) est le père de l'empirisme. Il pose le premier les fondements de la science et de ses méthodes. Dans son étude des faux raisonnements, sa meilleure contribution a été dans la doctrine des idoles. D'ailleurs, il écrit dans le Novum Organum (ou « nouvelle logique » par opposition à celle d’Aristote) que la connaissance nous vient sous forme d'objets de la nature, mais que l'on impose nos propres interprétations sur ces objets.
D'après Bacon, nos théories scientifiques sont construites en fonction de la façon dont nous voyons les objets ; l'être humain est donc biaisé dans sa déclaration d'hypothèses[pas clair]. Pour Bacon, « la science véritable est la science des causes ». S’opposant à la logique aristotélicienne qui établit un lien entre les principes généraux et les faits particuliers, il abandonne la pensée déductive, qui procède à partir des principes admis par l’autorité des Anciens, au profit de l’« interprétation de la nature », où l’expérience enrichit réellement le savoir. En somme, Bacon préconise un raisonnement et une méthode fondés sur le raisonnement expérimental :

« L'empirique, semblable à la fourmi, se contente d'amasser et de consommer ensuite ses provisions. Le dogmatique, telle l'araignée ourdit des toiles dont la matière est extraite de sa propre substance. L'abeille garde le milieu ; elle tire la matière première des fleurs des champs, puis, par un art qui lui est propre, elle la travaille et la digère. […] Notre plus grande ressource, celle dont nous devons tout espérer, c'est l'étroite alliance de ses deux facultés : l'expérimentale et la rationnelle, union qui n'a point encore été formée. »

Pour Bacon, comme plus tard pour les scientifiques, la science améliore la condition humaine. Il expose ainsi une utopie scientifique, dans la Nouvelle Atlantide (1627), qui repose sur une société dirigée par « un collège universel » composé de savants et de praticiens.

#### De l'«imago mundi»à l'astronomie

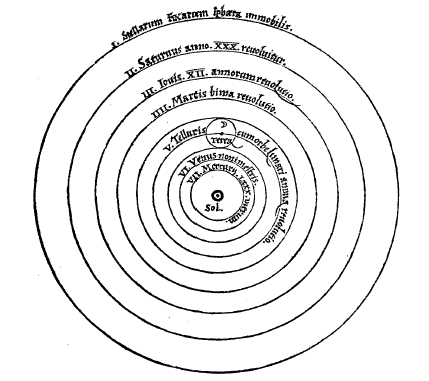
Représentation de la mécanique céleste au sein du système de Nicolas Copernic.

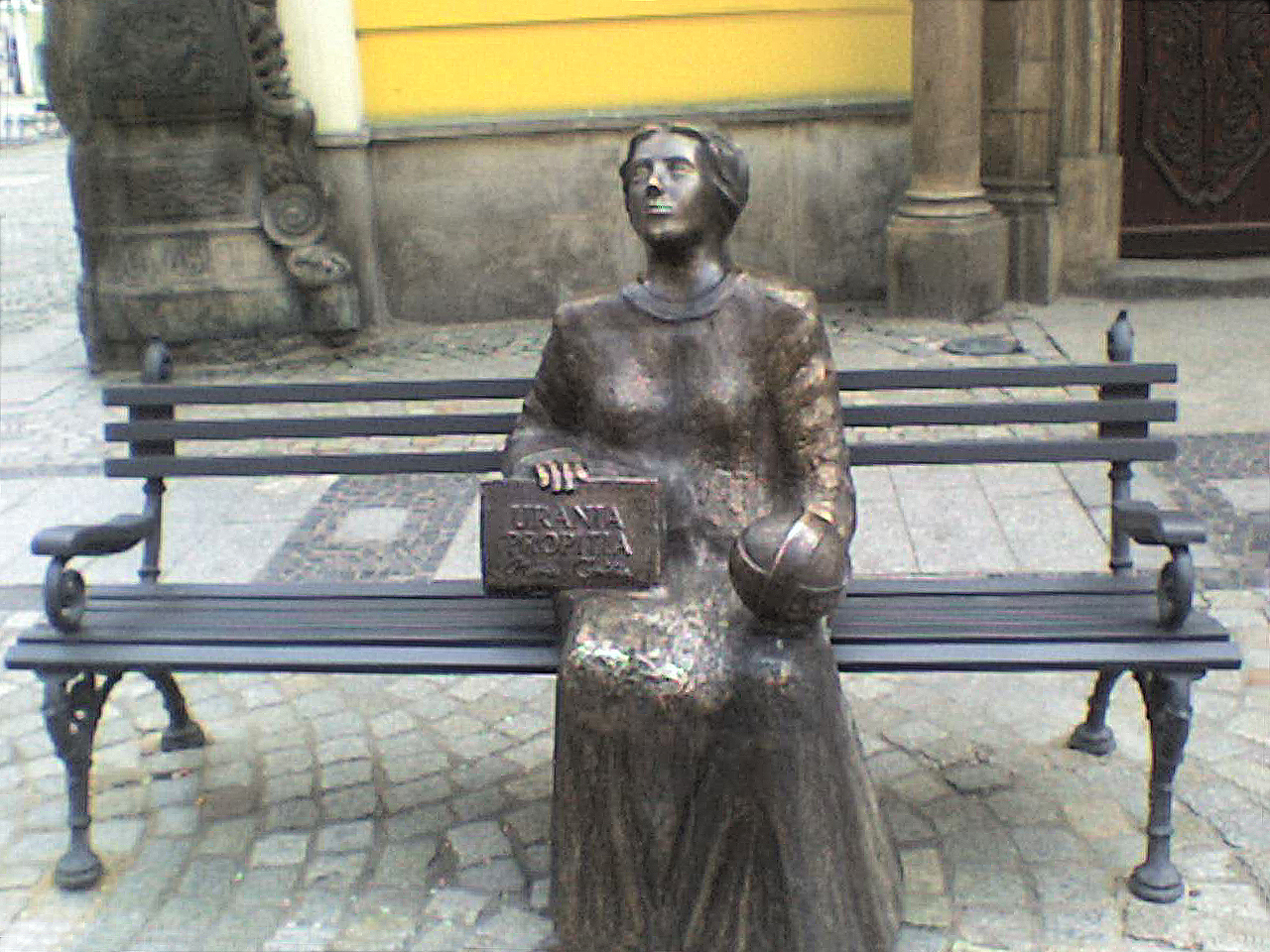
Maria Cunitz, astronome (1610-1664), autrice de l'ouvrage Urania propitia

Directement permise par les mathématiques de la Renaissance, l'astronomie s'émancipe de la mécanique aristotélicienne, retravaillée par Hipparque et Ptolémée. La théologie médiévale se fonde quant à elle, d'une part sur le modèle d'Aristote, d'autre part sur le dogme de la création biblique du monde. C'est surtout Nicolas Copernic, avec son ouvrage De revolutionibus (1543) qui met fin au modèle aristotélicien de l'immuabilité de la Terre. Sa doctrine a permis l'instauration de l'héliocentrisme : « avec Copernic, et avec lui seul, s'amorce un bouleversement dont sortiront l'astronomie et la physique modernes » explique Jean-Pierre Verdet, Docteur ès sciences. Repris et développé par Georg Joachim Rheticus, l'héliocentrisme sera confirmé par des observations, en particulier celles des phases de Vénus et de Jupiter par Galilée (1564-1642), qui met par ailleurs au point une des premières lunettes astronomiques, qu'il nomme « télescope ». Dans cette période, et avant que Galilée n'intervienne, la théorie de Copernic reste confinée à quelques spécialistes, de sorte qu'elle ne rencontre que des oppositions ponctuelles de la part des théologiens, les astronomes restant le plus souvent favorables à la thèse géocentrique. Néanmoins, en 1616, le Saint-Office publie un décret condamnant le système de Copernic et mettant son ouvrage à l'index. En dépit de cette interdiction, « Galilée adoptera donc la cosmologie de Copernic et construira une nouvelle physique avec le succès et les conséquences que l'on sait », c'est-à-dire qu'il permettra la diffusion des thèses héliocentriques. Kepler dégagera les lois empiriques des mouvements célestes alors que Huygens décrira la force centrifuge. Newton unifiera ces approches en découvrant la gravitation universelle.

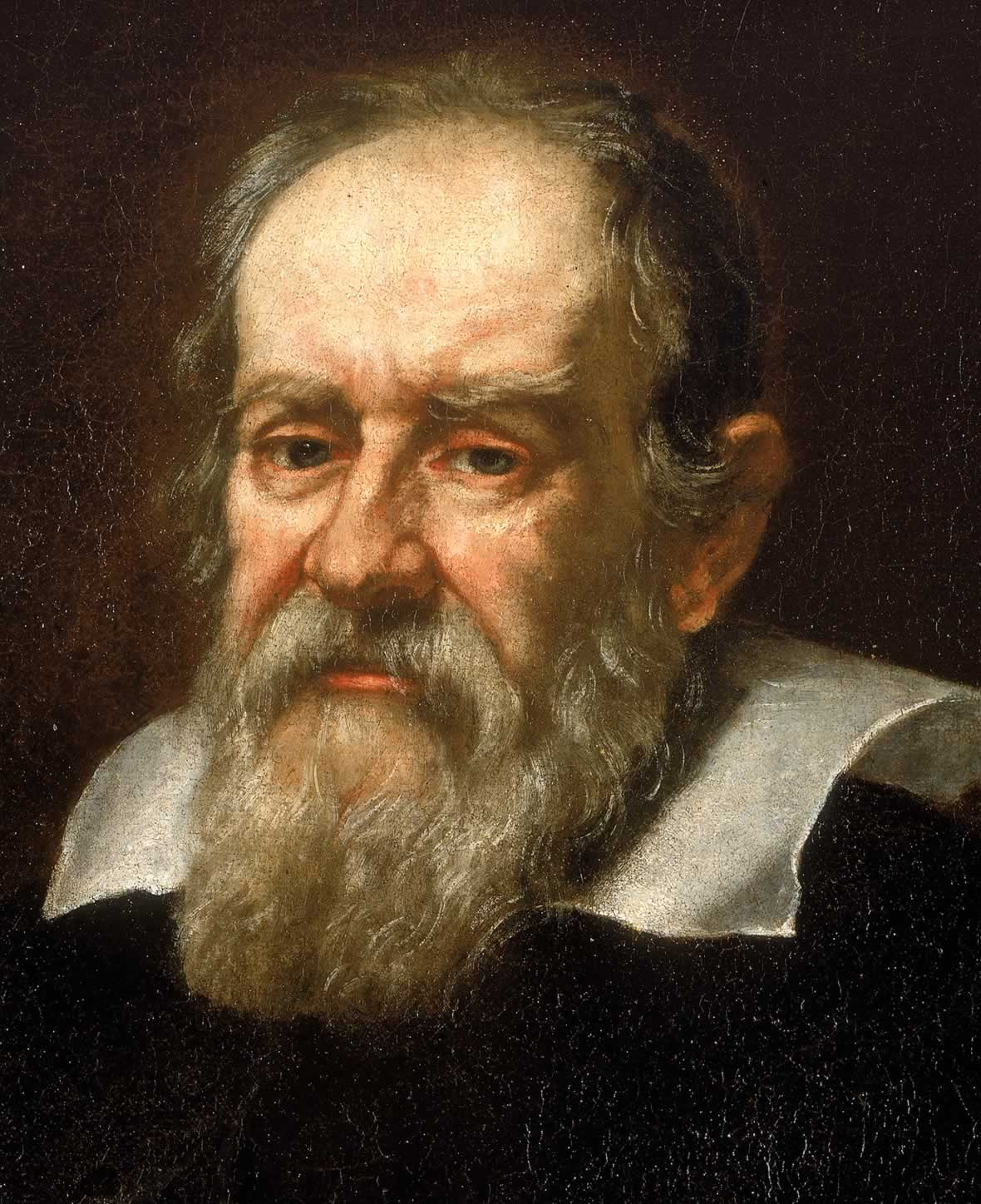
Portrait de Galilée.

Le danois Tycho Brahe observera de nombreux phénomènes astronomiques comme une nova et fondera le premier observatoire astronomique, « Uraniborg ». Il y fit l'observation d'une comète en 1577. Johannes Kepler, l'élève de Brahe qu'il rencontre en 1600, va, quant à lui, amorcer les premiers calculs à des fins astronomiques, en prévoyant précisément un lever de Terre sur la Lune[Quoi ?] et en énonçant ses « trois lois » publiées en 1609 et 16l9. Avec Huygens la géométrie devient la partie centrale de la science astronomique, faisant écho aux mots de Galilée se paraphrasant par l'expression : « le livre du monde est écrit en mathématique ».
Avec tous ces astronomes, et en l'espace d'un siècle et demi (jusqu'aux Principia de Newton en 1687), la représentation de l'univers passe d'un « monde clos à un monde infini » selon l'expression d'Alexandre Koyré.

#### De l'alchimie à la chimie
Art ésotérique depuis l'Antiquité, l'alchimie est l'ancêtre de la physique au sens d'observation de la matière. Selon Serge Hutin, docteur ès Lettres spécialiste de l'alchimie, les « rêveries des occultistes » bloquèrent néanmoins le progrès scientifique, surtout au XVIe siècle et au XVIIe siècle. Il retient néanmoins que ces mirages qui nourrirent l'allégorie alchimique ont considérablement influencé la pensée scientifique. L'expérimentation doit ainsi beaucoup aux laboratoires des alchimistes, qui découvrirent de nombreux corps que répertoriés plus tard par la chimie : l'antimoine, l'acide sulfurique ou le phosphore par exemple. Les instruments des alchimistes furent ceux des chimistes modernes, l'alambic par exemple. Selon Serge Hutin, c'est surtout sur la médecine que l'alchimie eut une influence notable, par l'apport de médications minérales et par l'élargissement de la pharmacopée.
En dépit de ces faits historiques, le passage de l'alchimie à la chimie demeure complexe. Pour le chimiste Jean-Baptiste Dumas : « La chimie pratique a pris naissance dans les ateliers du forgeron, du potier, du verrier et dans la boutique du parfumeur ». « L'alchimie n'a donc pas joué le rôle unique dans la formation de la chimie ; il n'en reste pas moins que ce rôle a été capital ». Pour la conscience populaire, ce sont les premiers chimistes modernes — comme Antoine Laurent de Lavoisier surtout, au XVIIIe siècle, qui pèse et mesure les éléments chimiques — qui consomment le divorce entre chimie et alchimie. De nombreux philosophes et savants sont ainsi soit à l'origine des alchimistes (Roger Bacon ou Paracelse), soit s'y intéressent, tels Francis Bacon et même, plus tard Isaac Newton. Or, « c'est une erreur de confondre l'alchimie avec la chimie. La chimie moderne est une science qui s'occupe uniquement des formes extérieures dans lesquelles l'élément de la matière se manifeste [alors que] […] L'alchimie ne mélange ou ne compose rien » selon F. Hartmann, pour qui elle est davantage comparable à la botanique. En somme, bien que les deux disciplines soient liées, par l'histoire et leurs acteurs, la différence réside dans la représentation de la matière : combinaisons chimiques pour la chimie, manifestations du monde inanimé comme phénomènes biologiques pour l'alchimie. Pour Bernard Vidal, l'alchimie a surtout « permis d'amasser une connaissance manipulatoire, pratique, de l'objet chimique (…) L'alchimiste a ainsi commencé à débroussailler le champ d'expériences qui sera nécessaire aux chimistes des siècles futurs ».
La chimie naît ainsi comme discipline scientifique avec Andreas Libavius (1550-1616) qui publie le premier recueil de chimie, en lien avec la médecine et la pharmacie (il classifie les composés chimiques et donne les méthodes pour les préparer) alors que plus tard Nicolas Lémery (1645-1715) publiera le premier traité de chimie faisant autorité avec son Cours de chimie, contenant la manière de faire les opérations qui sont en usage dans la médecine, par une méthode facile, avec des raisonnements sur chaque opération, pour l’instruction de ceux qui veulent s’appliquer à cette science en 1675. Johann Rudolph Glauber (1604-1668) ou Robert Boyle apportent quant à eux de considérables expérimentations portant sur les éléments chimiques.

#### Émergence de la physiologie moderne
Les découvertes médicales et les progrès effectués dans la connaissance de l’anatomie, en particulier après la première traduction de nombreuses œuvres antiques d’Hippocrate et de Galien aux XVe siècle et XVIe siècle permettent des avancées en matière d'hygiène et de lutte contre la mortalité. André Vésale jette ainsi les bases de l'anatomie moderne alors que le fonctionnement de la circulation sanguine est découverte par Michel Servet et les premières ligatures des artères sont réalisées par Ambroise Paré.

#### Diffusion du savoir
Le domaine des techniques progresse considérablement grâce à l’invention de l’imprimerie par Johannes Gutenberg au XVe siècle, invention qui bouleverse la transmission du savoir.
Le nombre de livres publiés devient ainsi exponentiel, la scolarisation de masse est possible, par ailleurs les savants peuvent débattre par l'intermédiaire des comptes-rendus de leurs expérimentations. La science devient ainsi une communauté de savants. Les académies des sciences surgissent, à Londres, Paris, Saint-Pétersbourg et Berlin.
Les journaux et périodiques prolifèrent, tels le Journal des sçavans, Acta Eruditorum, Mémoires de Trevoux, etc. mais les domaines du savoir y sont encore mêlés et ne constituent pas encore totalement des disciplines. La science, bien que s'institutionnalisant, fait encore partie du champ de l'investigation philosophique. Michel Blay dit ainsi : « il est très surprenant et finalement très anachronique de séparer, pour la période classique, l'histoire des sciences de l'histoire de la philosophie, et aussi de ce que l'on appelle l'histoire littéraire ».

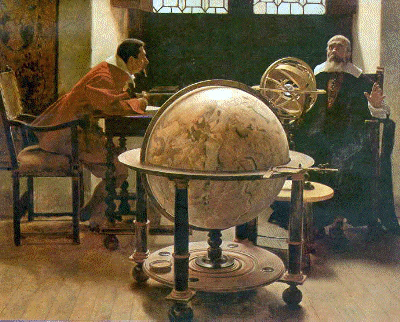
Galileo and Viviani, par Tito Lessi (1892).

Finalement la Renaissance permet, pour les disciplines scientifiques de la matière, la création de disciplines et d'épistémologies distinctes mais réunies par la scientificité, elle-même permise par les mathématiques, car, selon l'expression de Pascal Brioist : « la mathématisation d’une pratique conduit à lui donner le titre spécifique de science ». Michel Blay voit ainsi dans les débats autour de concepts clés, comme ceux d'absolu ou de mouvement, de temps et d'espace, les éléments d'une science classique.

### Les«Lumières»et les grands systèmes scientifiques
Au XVIIe siècle, la « révolution scientifique » est permise par la mathématisation de la science. Les universités occidentales avaient commencé à apparaître au XIe siècle, mais ce n'est qu'au cours du XVIIe siècle qu'apparaissent les autres institutions scientifiques, notamment l'Accademia dei Lincei, fondée en 1603 (ancêtre de l'Académie pontificale des sciences), les académies des sciences, les sociétés savantes. Les sciences naturelles et la médecine surtout se développèrent durant cette période.

#### L'Encyclopédie
Un second changement important dans le mouvement des Lumières par rapport au siècle précédent trouve son origine en France, avec les encyclopédistes. Ce mouvement intellectuel défend l’idée qu’il existe une architecture scientifique et morale du savoir. Le philosophe Denis Diderot et le mathématicien Jean Le Rond d'Alembert publient en 1751 l’Encyclopédie ou Dictionnaire raisonné des sciences, des arts et des métiers qui permet de faire le point sur l'état du savoir de l'époque. L'Encyclopédie devient ainsi un hymne au progrès scientifique.

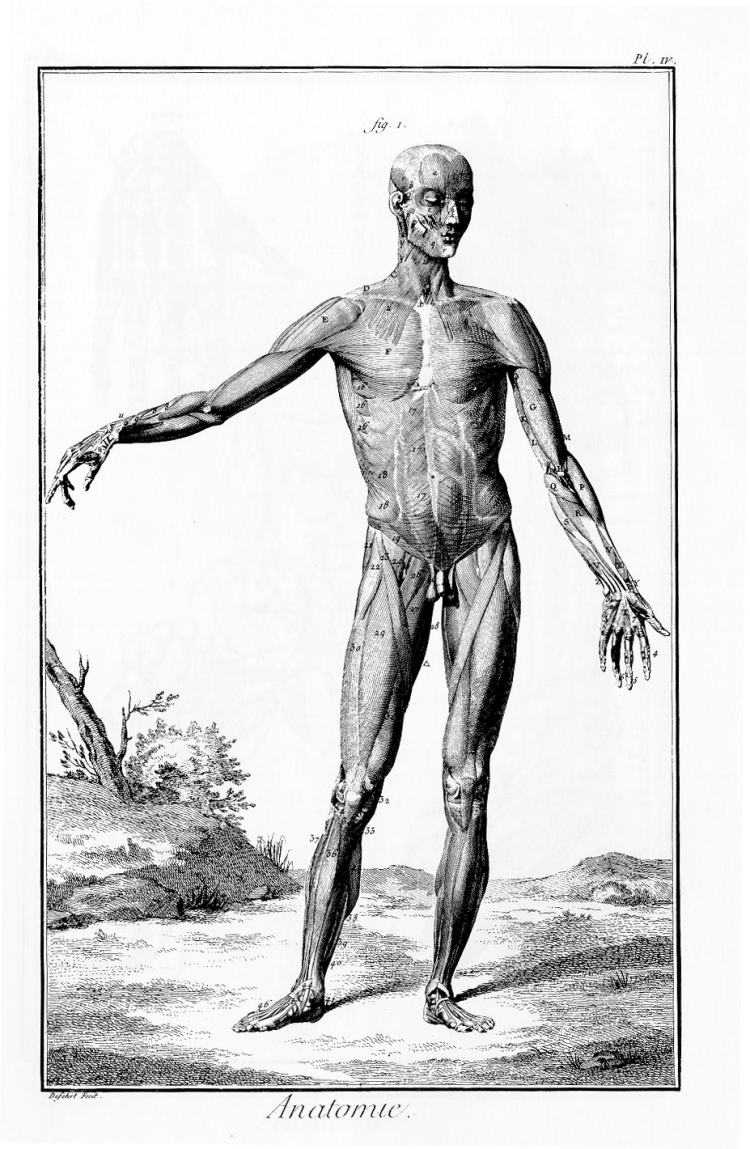
La Planche 1-143 de l'Encyclopédie représentant l'anatomie humaine.

Avec l'Encyclopédie naît également la conception classique que la science doit son apparition à la découverte de la méthode expérimentale. d'Alembert explique ainsi, dans le Discours préliminaire de l'Encyclopédie (1759) que :

« Ce n'est point par des hypothèses vagues et arbitraires que nous pouvons espérer de connaître la nature, c'est (…) par l'art de réduire autant qu'il sera possible, un grand nombre de phénomènes à un seul qui puisse en être regardé comme le principe (…). Cette réduction constitue le véritable esprit systématique, qu'il faut bien se garder de prendre pour l'esprit de système »

#### Rationalisme et science moderne
La période dite des Lumières initie la montée du courant rationaliste, provenant de René Descartes puis des philosophes anglais, comme Thomas Hobbes et David Hume, qui adoptent une démarche empirique, mettant l’accent sur les sens et l’expérience dans l’acquisition des connaissances, au détriment de la raison pure. Des penseurs, également scientifiques (comme Gottfried Wilhelm Leibniz, qui développe les mathématiques et le calcul infinitésimal, ou Emmanuel Kant, le baron d'Holbach, dans Système de la nature, dans lequel il soutient l’athéisme contre toute conception religieuse ou déiste, le matérialisme et le fatalisme c'est-à-dire le déterminisme scientifique, ou encore Pierre Bayle avec ses Pensées diverses sur la comète) font de la Raison (avec une majuscule) un culte au progrès et au développement social. Les découvertes d'Isaac Newton, sa capacité à confronter et à assembler les preuves axiomatiques et les observations physiques en un système cohérent donnent le ton de tout ce qui suit son exemplaire Philosophiae Naturalis Principia Mathematica. En énonçant en effet la théorie de la gravitation universelle, Newton inaugure l'idée d'une science comme discours tendant à expliquer le monde, considéré comme rationnel car ordonné par des lois reproductibles.
L'avènement du sujet pensant, en tant qu'individu qui peut décider par son raisonnement propre et non plus sous le seul joug des us et coutumes, avec John Locke, permet la naissance des sciences humaines, comme l'économie, la démographie, la géographie ou encore la psychologie.

#### Naissance des grandes disciplines scientifiques

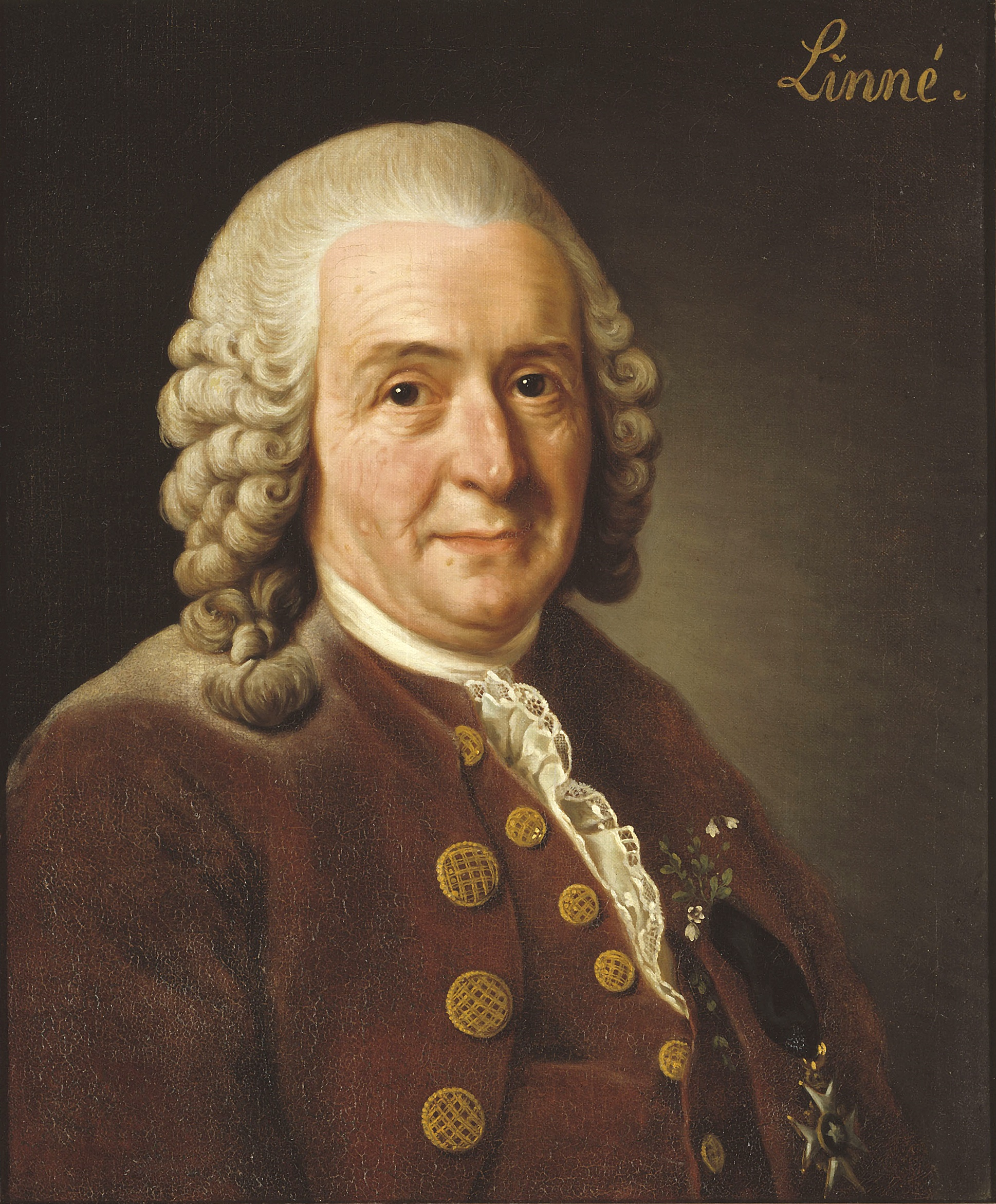
Carl von Linné.

La majorité des disciplines majeures de la science se consolident, dans leurs épistémologies et leurs méthodes, au XVIIIe siècle. La botanique apparaît avec Carl von Linné qui publie en 1753 Species plantarum, point du départ du système du binôme linnéen et de la nomenclature botanique. La chimie naît par ailleurs avec Antoine Laurent de Lavoisier, qui énonce en 1778 la loi de conservation de la matière, identifie et baptise l'oxygène. Les sciences de la terre font aussi leur apparition. Comme discipline, la médecine progresse également avec la constitution des examens cliniques et les premières classification des maladies par William Cullen et François Boissier de Sauvages de Lacroix.

### XIXesiècle
La biologie connaît au XIXe siècle de profonds bouleversements avec la naissance de la génétique, à la suite des travaux de Gregor Mendel, le développement de la physiologie, l'abandon du vitalisme à la suite de la synthèse de l'urée qui démontre que les composés organiques obéissent aux mêmes lois physico-chimiques que les composés inorganiques. L'opposition entre science et religion se renforce avec la parution de L'Origine des espèces en 1859 de Charles Darwin. Les sciences humaines naissent, la sociologie avec Auguste Comte, la psychologie avec Charcot et Wilhelm Maximilian Wundt.

#### Claude Bernard et la méthode expérimentale

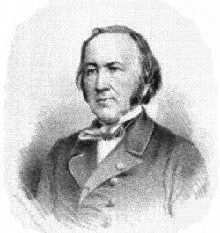
Claude Bernard.

Claude Bernard (1813-1878) est un médecin et physiologiste, connu pour l'étude du syndrome de Claude Bernard-Horner. Il est considéré comme le fondateur de la médecine expérimentale,. Il rédige la première méthode expérimentale, considérée comme le modèle à suivre de la pratique scientifique. Il énonce ainsi les axiomes de la méthode médicale dans Introduction à l'étude de la médecine expérimentale (1865) et en premier lieu l'idée que l'observation doit réfuter ou valider la théorie : 

« La théorie est l’hypothèse vérifiée après qu’elle a été soumise au contrôle du raisonnement et de la critique. Une théorie, pour rester bonne, doit toujours se modifier avec le progrès de la science et demeurer constamment soumise à la vérification et la critique des faits nouveaux qui apparaissent. Si l’on considérait une théorie comme parfaite, et si on cessait de la vérifier par l’expérience scientifique, elle deviendrait une doctrine »

#### Révolution industrielle

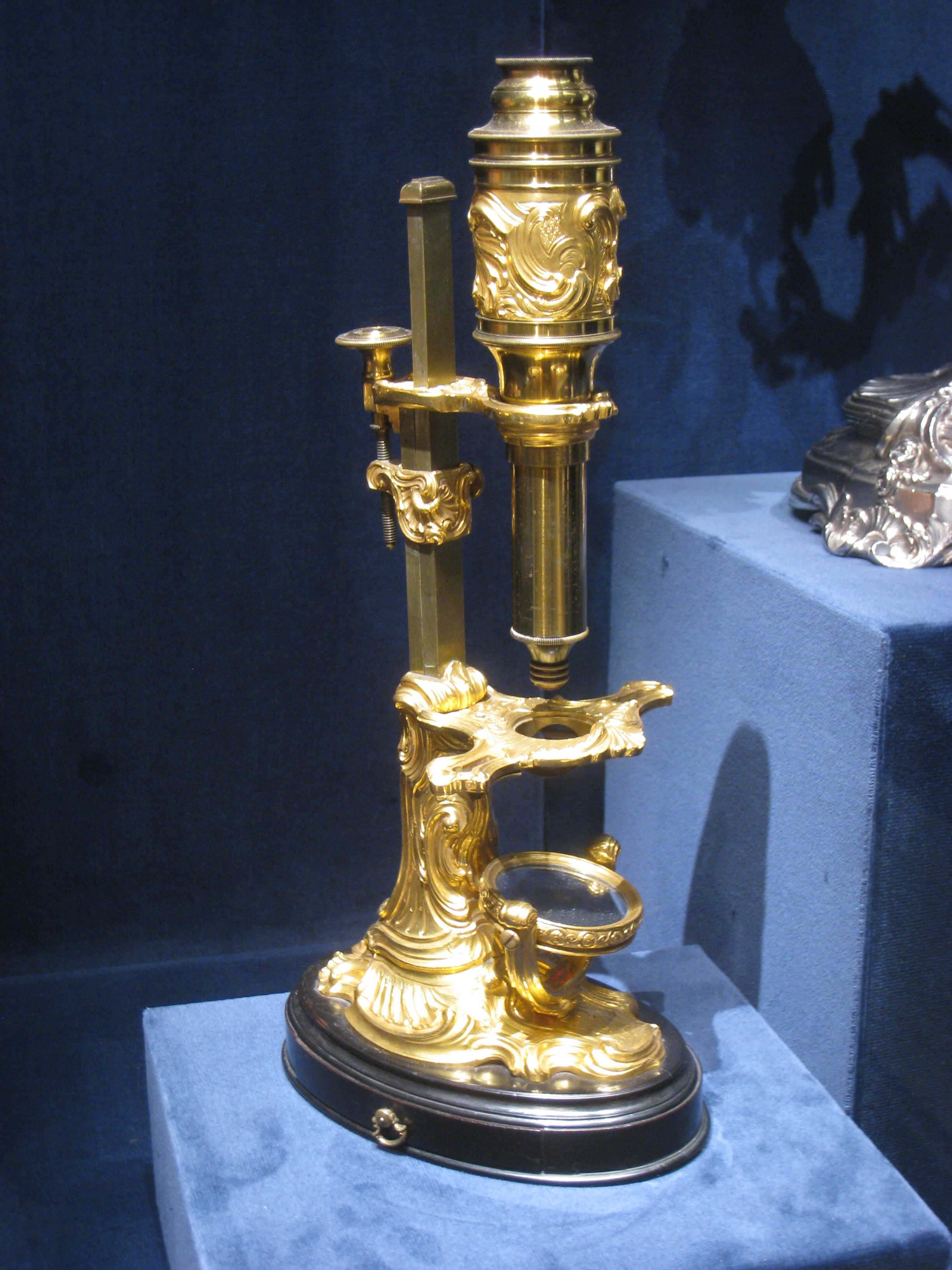
Un des premiers microscopes.

Les Première et Seconde Révolutions Industrielles sont marquées par de profonds bouleversements économiques et sociaux, permis par les innovations et découvertes scientifiques et techniques. La vapeur, puis l'électricité comptent parmi ces progrès notables qui ont permis l'amélioration des transports et de la production. Les instruments scientifiques sont plus nombreux et plus sûrs, tels le microscope (à l'aide duquel Louis Pasteur découvre les microbes) ou le télescope se perfectionnent. La physique acquiert ses principales lois, notamment avec James Clerk Maxwell qui, énonce les principes de la théorie cinétique des gaz ainsi que l'équation d'onde fondant l'électromagnétisme. Ces deux découvertes permirent d'importants travaux ultérieurs notamment en relativité restreinte et en mécanique quantique. Il esquisse ainsi les fondements des sciences du XXe siècle, notamment les principes de la physique des particules, à propos de la nature de la lumière.

### Une science«post-industrielle»
Tout comme le XIXe siècle, le XXe siècle connaît une accélération importante des découvertes scientifiques. On note l'amélioration de la précision des instruments, qui eux-mêmes reposent sur les avancées les plus récentes de la science ; l'informatique qui se développe à partir des années 1950 et permet un meilleur traitement d'une masse d'informations toujours plus importante et aboutit à révolutionner la pratique de la recherche, est un de ces instruments.
Les échanges internationaux des connaissances scientifiques sont de plus en plus rapides et faciles (ce qui se traduit par des enjeux linguistiques) ; toutefois, les découvertes les plus connues du XXe siècle précèdent la véritable mondialisation et l'uniformisation linguistique des publications scientifiques. En 1971, la firme Intel met au point le premier micro-processeur et, en 1976, Apple commercialise le premier ordinateur de bureau. Dans La Société post-industrielle. Naissance d'une société, le sociologue Alain Touraine présente les caractéristiques d'une science au service de l'économie et de la prospérité matérielle.

#### Complexification des sciences
De « révolutions scientifiques » en révolutions scientifiques, la science voit ses disciplines se spécialiser. La complexification des sciences explose au XXe siècle, conjointement à la multiplication des champs d'étude. Parallèlement, les sciences viennent à se rapprocher voire à travailler ensemble. C'est ainsi que, par exemple, la biologie fait appel à la chimie et à la physique, tandis que cette dernière utilise l'astronomie pour confirmer ou infirmer ses théories (développant l'astrophysique). Les mathématiques deviennent le « langage » commun des sciences ; les applications étant multiples. Le cas de la biologie est exemplaire. Elle se divise en effet en de nombreuses branches : biologie moléculaire, biochimie, biologie génétique, agrobiologie, etc.

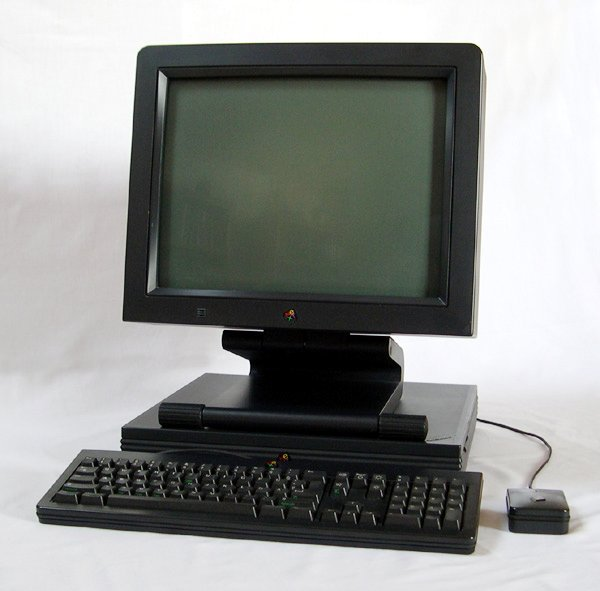
L'informatique, innovation majeure du XXe siècle, a apporté une précieuse assistance aux travaux de recherche.

La somme des connaissances devient telle qu'il est impossible pour un scientifique de connaître parfaitement plusieurs branches de la science. C'est ainsi qu'ils se spécialisent de plus en plus et, pour contrebalancer cela, le travail en équipe devient la norme. Cette complexification rend la science de plus en plus abstraite pour ceux qui ne participent pas aux découvertes scientifiques, en dépit de programmes nationaux et internationaux (sous l'égide de l'ONU, avec l'Organisation des Nations unies pour l'éducation, la science et la culture (UNESCO)) de vulgarisation des savoirs.

#### Développement des sciences sociales
Le siècle est également marqué par le développement des sciences sociales. Celles-ci comportent de nombreuses disciplines comme l'anthropologie, la sociologie, l'ethnologie, l'histoire, la psychologie, la linguistique, la philosophie, l'archéologie, l'économie, entre autres.

### Éthique et science: l'avenir de la science auXXIesiècle
Le XXIe siècle est caractérisé par une accélération des découvertes de pointe, comme la nanotechnologie. Par ailleurs, au sein des sciences naturelles, la génétique promet des changements sociaux ou biologiques sans précédent. L'informatique est par ailleurs à la fois une science et un instrument de recherche puisque la simulation informatique permet d'expérimenter des modèles toujours plus complexes et gourmands en termes de puissance de calcul. La science se démocratise d'une part : des projets internationaux voient le jour (lutte contre le SIDA et le cancer, programme SETI, astronomie, détecteurs de particules, etc.) ; d'autre part la vulgarisation scientifique permet de faire accéder toujours plus de personnes au raisonnement et à la curiosité scientifique.

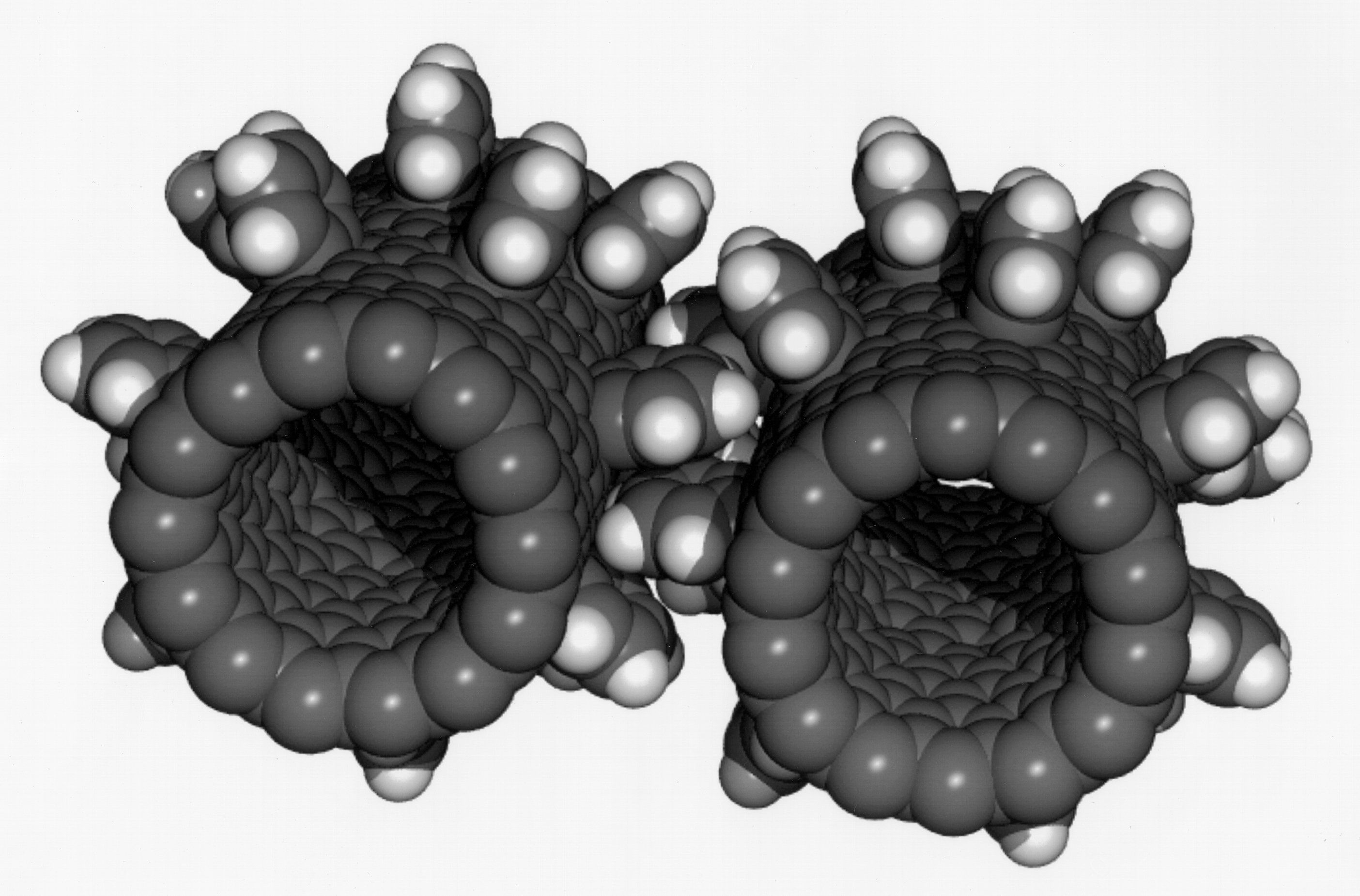
Une application nanotechnologique.

L'éthique devient une notion concomitante à celle de science. Les nanotechnologies et la génétique surtout posent les problèmes de société futurs, à savoir, respectivement, les dangers des innovations pour la santé et la manipulation du patrimoine héréditaire de l'homme. Les pays avancés technologiquement créent ainsi des organes institutionnels chargé d'examiner le bien-fondé des applications scientifiques. Par exemple, des lois bioéthiques se mettent en place à travers le monde, mais pas partout de la même manière, étant très liées aux droits locaux. En France, le Comité Consultatif National d'Éthique est chargé de donner un cadre légal aux découvertes scientifiques.

## Disciplines scientifiques
La science peut être organisée en grandes disciplines scientifiques, notamment : mathématiques, chimie, biologie, géologie, physique, mécanique, informatique, psychologie, optique, pharmacie, médecine, astronomie, archéologie, économie, sociologie, anthropologie, linguistique, géographie. Les disciplines ne se distinguent pas seulement par leurs méthodes ou leurs objets, mais aussi par leurs institutions : revues, sociétés savantes, chaires d'enseignement, ou même leurs diplômes.

## Classification des sciences

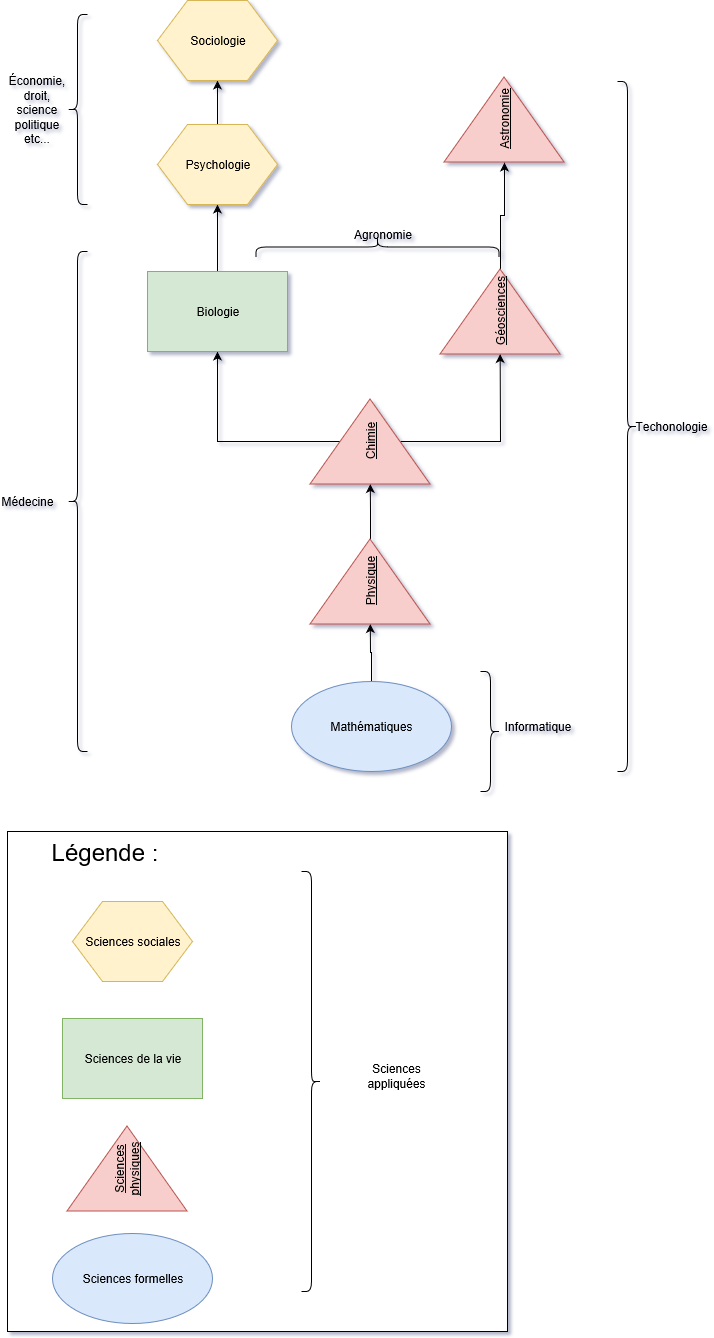
Hiérarchie des principales disciplines scientifiques d'après Auguste Comte. Par exemple, les sciences physiques étudient la matière qui est régie par des lois essentiellement mathématiques, elles-mêmes régies par des lois logiques. Les groupes de disciplines diffèrent par leur méthode, formelle ou empirique, et par leur objet d'étude dont la complexité est représentée sur le diagramme par un nombre plus ou moins grand de côtés aux figures.

Plusieurs axes de classification des disciplines existent et sont présentées dans cette section :
- axe de la finalité : sciences fondamentales (ex. : l'astronomie) / sciences appliquées (ex. : les sciences de l'ingénieur) ;
- axe par nature (catégories). Après un classement par deux, puis par trois dans l'histoire des sciences, la pratique retient maintenant quatre catégories :
  1. les sciences formelles (ou sciences logico-formelles),
  2. les sciences physiques,
  3. les sciences de la vie,
  4. les sciences sociales ;
- axe méthodologique.

Par ailleurs, le terme de « science pure » est parfois employé pour catégoriser les sciences formelles (la mathématique et la logique, essentiellement) ou fondamentales, selon le sens, qui sont construites sur des entités purement abstraites, tandis que les sciences, technologies, ingénierie et mathématiques (STIM) regroupent les sciences formelles et naturelles.

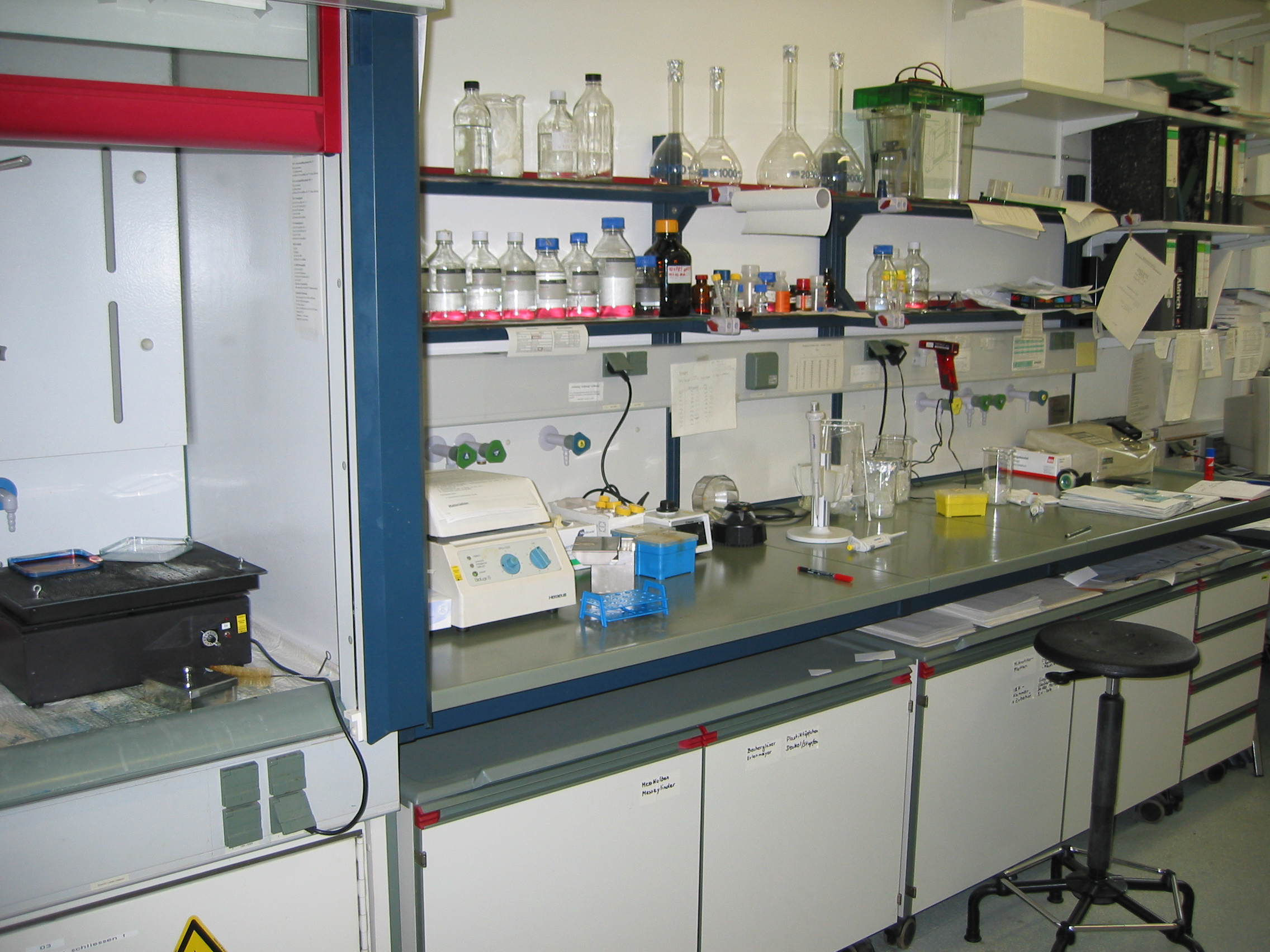

Les sciences sociales, comme la sociologie, portent sur l'étude des phénomènes sociaux, les secondes, comme la physique, portent sur l'étude des phénomènes naturels. Plus récemment, quelques auteurs, comme Herbert Simon,, ont évoqué l'apparition d'une catégorie intermédiaire, celle des sciences de l'artificiel, qui portent sur l'étude de systèmes créés par l'homme, mais qui présentent un comportement indépendant ou relativement à l'action humaine. Il s'agit par exemple des sciences de l'ingénieur.
On peut également distinguer les sciences empiriques, qui portent sur l'étude des phénomènes accessibles par l'observation et l'expérimentation, des sciences logico-formelles, comme la logique ou les mathématiques, qui portent sur des entités purement abstraites. Une autre manière de catégoriser les sciences consiste à distinguer les sciences fondamentales, dont le but premier est de produire des connaissances, des sciences appliquées, qui visent avant tout à appliquer ces connaissances à la résolution de problèmes concrets. D'autres catégorisations existent, notamment la notion de science exacte ou de science dure. Ces dernières catégorisations, bien que très courantes, sont beaucoup plus discutables que les autres, car elles sont porteuses d'un jugement (certaines sciences seraient plus exactes que d'autres, certaines sciences seraient « molles »).
En outre, certains savants, comme Paul Oppenheim, ont proposé une classification des sciences les imbriquant les unes dans les autres, selon le principe des poupées russes.
De manière générale, aucune catégorisation n'est complètement exacte ni entièrement justifiable, et les zones épistémologiques entre elles demeurent floues. Pour Robert Nadeau : « on reconnaît généralement qu’on peut classer [les sciences] selon leur objet (…), selon leur méthode (…), et selon leur but. »

### Sciences fondamentales et appliquées
Cette classification première repose sur la notion d'utilité : certaines sciences produisent des connaissances en sorte d’agir sur le monde (les sciences appliquées, qu'il ne faut pas confondre avec la technique en tant qu'application de connaissances empiriques), c’est-à-dire dans la perspective d’un objectif pratique, économique ou industriel, tandis que d'autres (les sciences fondamentales) visent en priorité l’acquisition de nouvelles connaissances.
Néanmoins, cette limite est floue. Les mathématiques, la physique, la chimie, la sociologie ou la biologie peuvent ainsi aussi bien être fondamentales qu'appliquées, selon le contexte. En effet, Les découvertes issues de la science fondamentale trouvent des fins utiles (exemple : le laser et son application au son numérique sur CD-ROM). De même, certains problèmes techniques mènent parfois à de nouvelles découvertes en science fondamentale. Ainsi, les laboratoires de recherche et les chercheurs peuvent faire parallèlement de la recherche appliquée et de la recherche fondamentale. Par ailleurs, la recherche en sciences fondamentales utilise les technologies issues de la science appliquée, comme la microscopie, les possibilités de calcul des ordinateurs par la simulation numérique, par exemple.

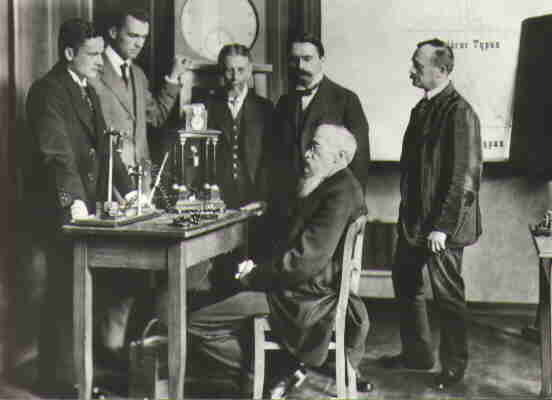
Un groupe de chercheurs travaillant sur une expérience.

Certaines disciplines restent cependant plus ancrées dans un domaine que dans un autre. La cosmologie et l'astronomie sont par exemple des sciences exclusivement fondamentales tandis que la médecine, la pédagogie ou l'ingénierie sont des sciences essentiellement appliquées.
Par ailleurs, les mathématiques sont souvent considérées comme autre chose qu'une science, en partie parce que la vérité mathématique n'a rien à voir avec la vérité des autres sciences. L'objet des mathématiques est en effet interne à cette discipline. Ainsi, sur cette base, les mathématiques appliquées souvent perçues davantage comme une branche mathématique au service d'autres sciences (comme le démontrent les travaux du mathématicien Jacques-Louis Lions qui explique : « Ce que j'aime dans les mathématiques appliquées, c'est qu'elles ont pour ambition de donner du monde des systèmes une représentation qui permette de comprendre et d'agir ») seraient bien plutôt sans finalité pratique. A contrario, les mathématiques possèdent un nombre important de branches, d'abord abstraites, s'étant développées au contact avec d'autres disciplines comme les statistiques, la théorie des jeux, la logique combinatoire, la théorie de l'information, la théorie des graphes entre autres exemples, autant de branches qui ne sont pas catalogués dans les mathématiques appliquées mais qui pourtant irriguent d'autres branches scientifiques.

### Sciences nomothétiques et idiographiques
Un classement des sciences peut s'appuyer sur les méthodes mises en œuvre. Une première distinction de cet ordre peut être faite entre les sciences nomothétiques et les sciences idiographiques :
- les sciences nomothétiques cherchent à établir des lois générales pour des phénomènes susceptibles de se reproduire : on y retrouve la physique et la biologie, mais également des sciences humaines ou sociales comme l'économie, la psychologie ou même la sociologie ;
- les sciences idiographiques s'occupent au contraire du singulier, de l'unique, du non récurrent. L'exemple de l'histoire montre qu'il n'est pas absurde de considérer que le singulier peut être justiciable d'une approche scientifique.

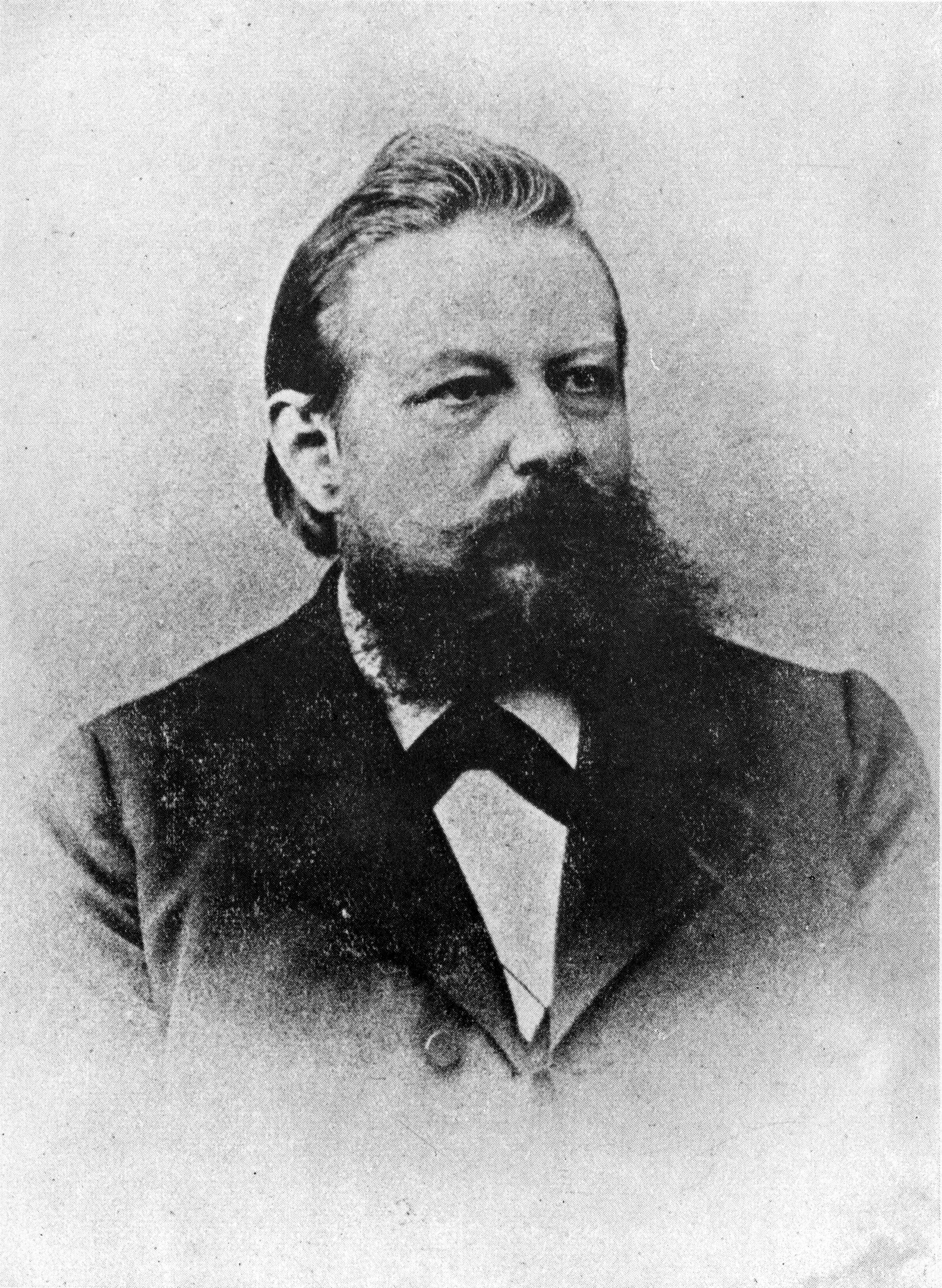
Wilhelm Windelband.

C'est à Wilhelm Windelband, philosophe allemand du XIXe siècle, que l'on doit la première ébauche de cette distinction, la réflexion de Windelband portant sur la nature des sciences sociales. Dans son Histoire et science de la nature (1894), il soutient que l'opposition entre sciences de la nature et de l'esprit repose sur une distinction de méthode et de « formes d'objectivation ». Jean Piaget reprendra le vocable de nomothétique pour désigner les disciplines cherchant à dégager des lois ou des relations quantitatives en utilisant des méthodes d'expérimentation stricte ou systématique. Il cite la psychologie scientifique, la sociologie, la linguistique, l'économie et la démographie. Il distingue ces disciplines des sciences historiques, juridiques et philosophiques.

### Sciences empiriques et logico-formelles
Une catégorisation a été proposée par l'épistémologie, distinguant les « sciences empiriques » et les « sciences logico-formelles ». Leur point commun reste les mathématiques et leur usage dans les disciplines liées ; cependant, selon les mots de Gilles-Gaston Granger, « la réalité n'est pas aussi simple. Car, d'une part, c'est souvent à propos de questions posées par l'observation empirique que des concepts mathématiques ont été dégagés ; d'autre part, si la mathématique n'est pas une science de la nature, elle n'en a pas moins de véritables objets ». Selon Léna Soler, dans son Introduction à l’épistémologie, distingue d’une part les sciences formelles des sciences empiriques, d’autre part les sciences de la nature des sciences humaines et sociale :
- les sciences dites empiriques portent sur le monde accessible par l'expérience et par les sens. Elles regroupent : les sciences de la nature, qui étudient les phénomènes naturels ; les sciences humaines étudiant l'Homme et ses comportements individuels et collectifs, passés et présents ;
- de leur côté, les sciences logico-formelles (ou sciences formelles) explorent par la déduction, selon des règles de formation et de démonstration, des systèmes axiomatiques. Il s'agit par exemple des mathématiques ou de la logique[note 25].

### Sciences de la nature et sciences sociales
Selon Gilles Gaston Granger, il existe une autre sorte d'opposition épistémologique, distinguant d'une part les sciences de la nature, qui ont des objets émanant du monde sensible, mesurables et classables ; d'autre part les sciences de l'homme aussi dites sciences humaines, pour lesquelles l'objet est abstrait. Gilles-Gaston Granger récuse par ailleurs de faire de l'étude du phénomène humain une science proprement dite :
- les sciences sociales sont celles qui ont pour objet d'étude les phénomènes sociaux; les sociétés, leur histoire, leurs cultures, leurs réalisations et leurs comportements ;
- les sciences de la nature, ou « sciences naturelles » (« Natural science » en anglais) ont pour objet le monde naturel, la Terre et l'Univers.

Le sens commun associe une discipline à un objet. Par exemple la sociologie s’occupe de la société, la psychologie de la pensée, la physique s’occupe de phénomènes mécaniques, thermiques, la chimie s’occupe des réactions de la matière. La recherche moderne montre néanmoins l’absence de frontière et la nécessité de développer des transversalités ; par exemple, pour certaines disciplines on parle de « physico-chimique » ou de « chimio-biologique », expressions qui permettent de montrer les liens forts des spécialités entre elles. Une discipline est finalement définie par l’ensemble des référentiels qu’elle utilise pour étudier un ensemble d’objets, ce qui forme sa scientificité. Néanmoins, ce critère n'est pas absolu.
Pour le sociologue Raymond Boudon, il n'existe pas une scientificité unique et transdisciplinaire. Il s’appuie ainsi sur la notion d’« airs de famille », notion déjà théorisée par le philosophe Ludwig Wittgenstein selon laquelle il n'existe que des ressemblances formelles entre les sciences, sans pour autant en tirer une règle générale permettant de dire ce qu'est « la science ». Raymond Boudon, dans L’art de se persuader des idées douteuses, fragiles ou fausses explique que le relativisme « s'il est une idée reçue bien installée […], repose sur des bases fragiles » et que, contrairement à ce que prêche Feyerabend, « il n'y a pas lieu de congédier la raison ».

### Classification des Sciences de l'Homme et sociales (SHS) en France
Au niveau de la recherche scientifique en France, le classement des disciplines est le suivant dans la nouvelle nomenclature (2010) de la stratégie nationale pour la recherche et l'innovation (SNRI) des Sciences de l'Homme et de la Société (SHS) :
- SHS1 : Marchés et organisations (économie, finances, management)
- SHS2 : Normes, institutions et comportements sociaux (Droit, science politique, sociologie, anthropologie, ethnologie, démographie, information et communication)
- SHS3 : Espace, environnement et sociétés (Études environnementales, géographie physique, géographie sociale, géographie urbaine et régionale, aménagement du territoire)
- SHS4 : Esprit humain, langage, éducation (Sciences cognitives, sciences du langage, psychologie, sciences de l'éducation, STAPS)
- SHS5 : Langues, textes, arts et cultures (Langues, littérature, arts, philosophie, religion, histoire des idées)
- SHS6 : Mondes anciens et contemporains (Préhistoire, archéologie, histoire, histoire de l'art)

## Raisonnement scientifique

### Type formel pur
Selon Emmanuel Kant, la logique formelle est « science qui expose dans le détail et prouve de manière stricte, uniquement les règles formelles de toute pensée ». Les mathématiques et la logique formalisées composent ce type de raisonnement. Cette classe se fonde par ailleurs sur deux principes constitutifs des systèmes formels : l'axiome et les règles de déduction ainsi que sur la notion de syllogisme, exprimée par Aristote le premier et liée au « raisonnement déductif » (on parle aussi de raisonnement « hypothético-déductif »), qu'il expose dans ses Topiques et dans son traité sur la logique : Les Analytiques.
Il s'agit également du type qui est le plus adéquat à la réalité, celui qui a fait le plus ses preuves, par la technique notamment. Le maître-mot du type formel pur est la démonstration logique et non-contradictoire (entendu comme la démonstration qu'on ne pourra dériver dans le système étudié n'importe quelle proposition). En d'autres termes, il ne s'agit pas à proprement parler d'un raisonnement sur l'objet mais bien plutôt d'une méthode pour traiter les faits au sein des démonstrations scientifiques et portant sur les propositions et les postulats.
On distingue ainsi dans ce type deux disciplines fondamentales :
1. la logique de la déduction naturelle ;
2. la logique combinatoire.

Le type formel fut particulièrement développé au XXe siècle, avec le logicisme et la philosophie analytique. Bertrand Russell développe en effet une « méthode atomique » (ou atomisme logique) qui s’efforce de diviser le langage en ses parties élémentaires, ses structures minimales, la phrase simple en somme. Wittgenstein projetait en effet d’élaborer un langage formel commun à toutes les sciences permettant d'éviter le recours au langage naturel, et dont le calcul propositionnel représente l'aboutissement. Cependant, en dépit d'une stabilité épistémologique propre, a contrario des autres types, le type formel pur est également largement tributaire de l'historicité des sciences

### Type empirico-formel
Le modèle de ce type, fondé sur l'empirisme, est la physique. L'objet est ici concret et extérieur, non construit par la discipline (comme dans le cas du type formel pur). Ce type est en fait la réunion de deux composantes :
- d'une part il se fonde sur la théorique formelle, les mathématiques (la physique fondamentale par exemple) ;
- d'autre part la dimension expérimentale est complémentaire (la méthode scientifique).

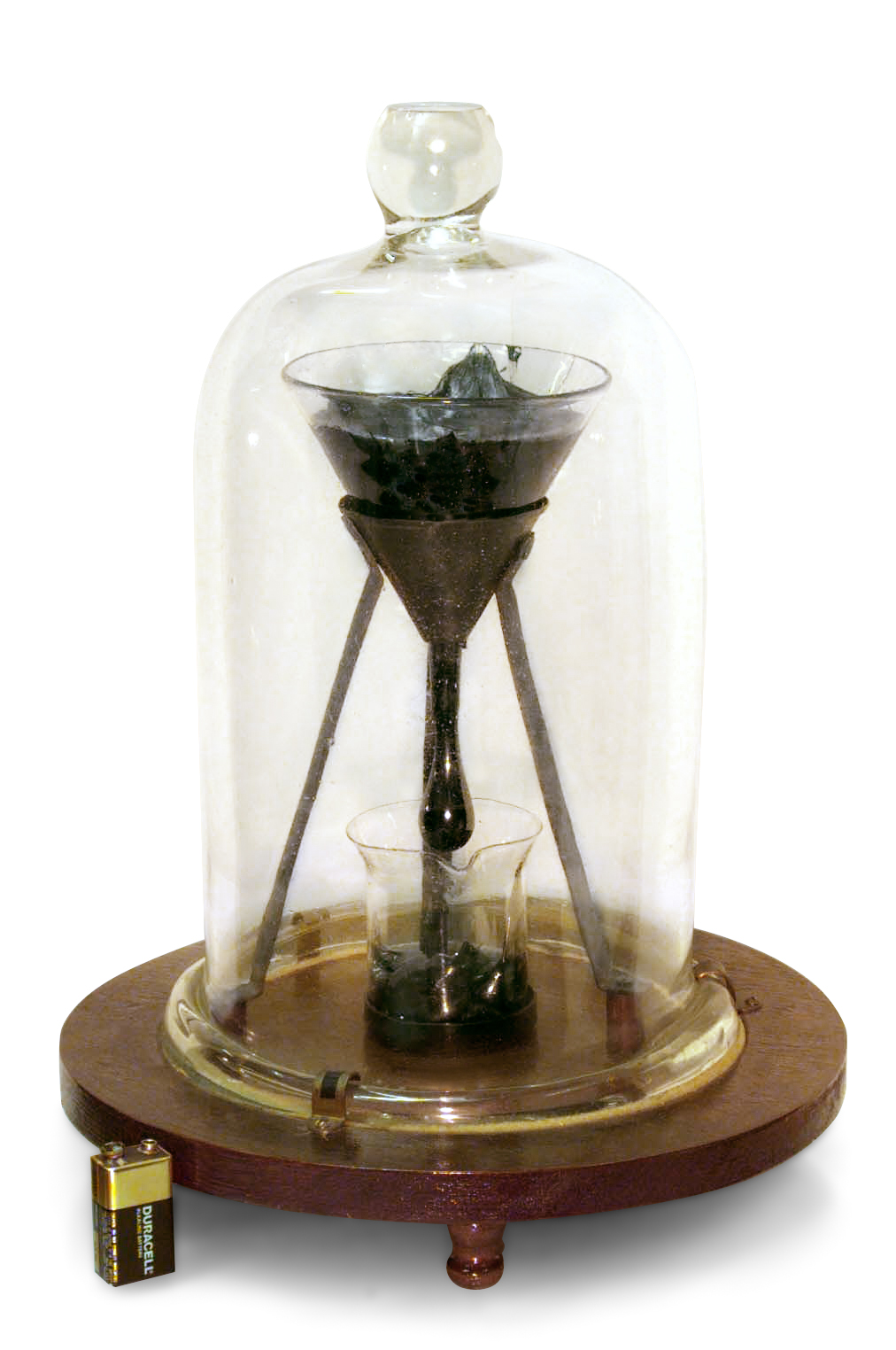
Expérience démontrant la viscosité du bitume.

Le type empirico-formel progresse ainsi de la théorie — donnée comme a priori — à l'empirie, puis revient sur la première via un raisonnement circulaire destiné à confirmer ou réfuter les axiomes. Le « modèle » est alors l'intermédiaire entre la théorie et la pratique. Il s'agit d'une schématisation permettant d'éprouver ponctuellement la théorie. La notion de « théorie » est depuis longtemps centrale en philosophie des sciences, mais elle est remplacée, sous l'impulsion empiriste, par celle de modèle, dès le milieu du XXe siècle. L'expérience (au sens de mise en pratique) est ici centrale, selon l'expression de Karl Popper : « Un système faisant partie de la science empirique doit pouvoir être réfuté par l'expérience ».
Parmi les sciences empiriques, on distingue deux grandes familles de sciences : les sciences de la nature et les sciences humaines. Néanmoins, l'empirisme seul ne permet pas, en se coupant de l'imagination, d'élaborer des théories novatrices, fondées sur l'intuition du scientifique, permettant de dépasser des contradictions que la simple observation des faits ne pourrait résoudre.
Des débats portent néanmoins quant à la nature empirique de certaines sciences humaines, comme l'économie ou l'histoire, qui ne reposent pas sur une méthode totalement empirique, l'objet étant virtuel dans les deux disciplines.

### Type herméneutique
Les sciences herméneutiques (du grec hermeneutikè, « art d'interpréter ») décodent les signes naturels et établissent des interprétations. Ce type de discours scientifique est caractéristique des sciences humaines, où l'objet est l'homme. Dans la méthode herméneutique, les effets visibles sont considérés comme un texte à décoder, à la signification cachée. La phénoménologie est ainsi l'explication philosophique la plus proche de ce type, qui regroupe, entre autres, la sociologie, la linguistique, l'économie, l'ethnologie, la théorie des jeux, etc.
Il peut s'agir dès lors de deux catégories de discours :
1. l'intention première est alors l'objet de la recherche herméneutique, exemple : dans la psychologie ;
2. l'interprétation est aussi possible : la théorie prévoit les phénomènes, simule les relations et les effets mais l'objet reste invisible (cas de la psychanalyse).

Par rapport aux deux autres types formels, le statut scientifique du type herméneutique est contesté par les tenants d'une science mathématique, dite « dure ».

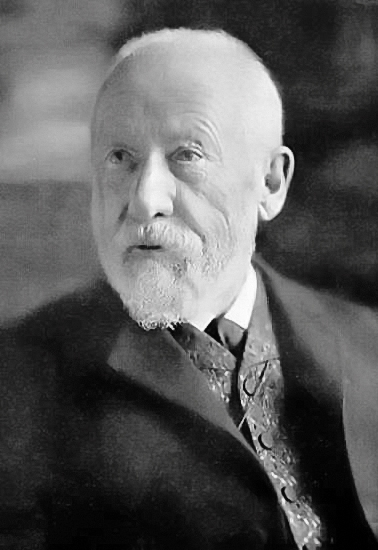
Wilhelm Dilthey.

À la conception de l’unité de la science postulée par le positivisme tout un courant de pensée va, à la suite de Wilhelm Dilthey (1833-1911), affirmer l’existence d’une coupure radicale entre les sciences de la nature et les sciences de l’esprit. Les sciences de la nature ne cherchent qu'à expliquer leur objet, tandis que les sciences de l'homme, et l'histoire en particulier, demandent également à comprendre de l'intérieur et donc à prendre en considération le vécu. Ces dernières ne doivent pas adopter la méthode en usage dans les sciences de la nature car elles ont un objet qui lui est totalement différent. Les sciences sociales doivent être l'objet d'une introspection, ce que Wilhelm Dilthey appelle une « démarche herméneutique », c’est-à-dire une démarche d’interprétation des manifestations concrètes de l’esprit humain. Le type herméneutique marque le XXe siècle, avec des auteurs comme Hans-Georg Gadamer qui publia en 1960, Vérité et Méthode qui, s'opposant à l'empirisme tout-puissant, affirme que « la méthode ne suffit pas ».

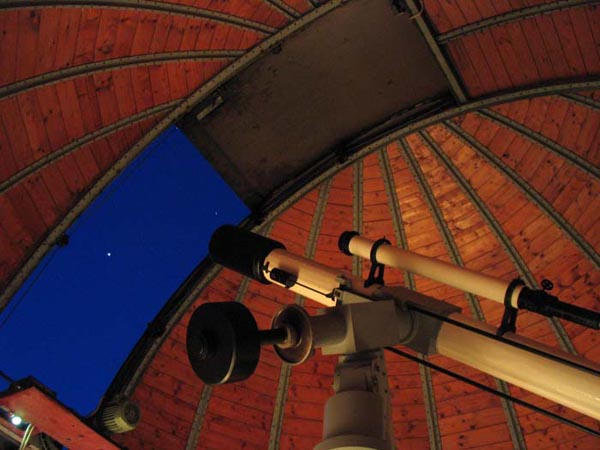
La scientificité ne se limite pas à l'observation.

## Scientificité et méthode scientifique
La connaissance acquise ne peut être qualifiée de scientifique que si la scientificité des processus d'obtention a été démontrée.
La « méthode scientifique » (grec ancien méthodos, « poursuite, recherche, plan ») est « l'ensemble des procédés raisonnés pour atteindre un but ; celui-ci peut être de conduire un raisonnement selon des règles de rectitude logique, de résoudre un problème de mathématique, de mener une expérimentation pour tester une hypothèse scientifique ». Elle est étroitement liée au but recherché et à l'histoire des sciences. La méthode scientifique suit par ailleurs cinq opérations distinctes :
- expérimentation ;
- observation ;
- théorie et modèle ;
- simulation ;
- publication et validation.

### Scientificité
La scientificité est la qualité des pratiques et des théories qui cherchent à établir des régularités reproductibles, mesurables et réfutables dans les phénomènes par le moyen de la mesure expérimentale, et à en fournir une représentation explicite.
Plus généralement, c'est le « caractère de ce qui répond aux critères de la science ». De manière générale à toutes les sciences, la méthode scientifique repose sur quatre critères :
1. elle est systématique (le protocole doit s'appliquer à tous les cas, de la même façon) ;
2. elle fait preuve d'objectivité (c'est le principe du « double-aveugle » : les données doivent être contrôlées par des collègues chercheurs - c'est le rôle de la publication) ;
3. elle est rigoureuse, testable (par l'expérimentation et les modèles scientifiques) ;
4. et enfin, elle doit être cohérente (les théories ne doivent pas se contredire, dans une même discipline).

Néanmoins, chacun de ces points est problématique, et les questionnements de l'épistémologie portent principalement sur les critères de scientificité. Ainsi, concernant la cohérence interne aux disciplines, l'épistémologue Thomas Samuel Kuhn bat en brèche ce critère de scientificité, en posant que les paradigmes subissent des « révolutions scientifiques » : un modèle n'est valable tant qu'il n'est pas remis en cause. Le principe d'objectivité, qui est souvent présenté comme l'apanage de la science, est, de même, source d'interrogations, surtout au sein des sciences humaines.
Pour le sociologue de la science Roberto Miguelez : « Il semble bien que l'idée de la science suppose, premièrement, celle d'une logique de l'activité scientifique ; deuxièmement, celle d'une syntaxe du discours scientifique. En d'autres termes, il semble bien que, pour pouvoir parler de la science, il faut postuler l'existence d'un ensemble de règles - et d'un seul - pour le traitement des problèmes scientifiques - ce qu'on appellera alors « la méthode scientifique » -, et d'un ensemble de règles - et d'un seul - pour la construction d'un discours scientifique ». La sociologie des sciences étudie en effet de plus en plus les critères de scientificité, au sein de l'espace social scientifique, passant d'une vision interne, celle de l'épistémologie, à une vision davantage globale.

### Expérimentation

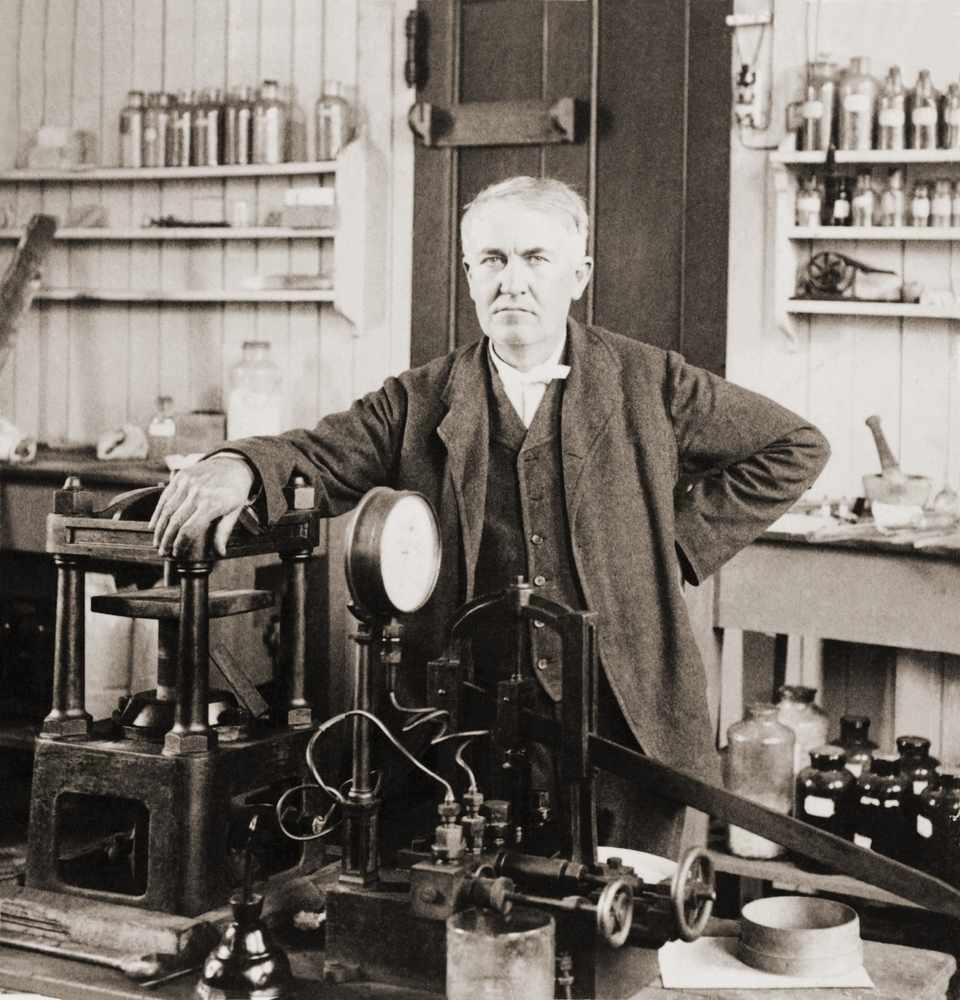
Thomas Edison dans son laboratoire (1901).

L'« expérimentation » est une méthode scientifique qui consiste à tester par des expériences répétées la validité d'une hypothèse et à obtenir des données quantitatives permettant de l'affiner. Elle repose sur des protocoles expérimentaux permettant de normaliser la démarche. La physique ou la biologie reposent sur une démarche active du scientifique qui construit et contrôle un dispositif expérimental reproduisant certains aspects des phénomènes naturels étudiés. La plupart des sciences emploient ainsi la méthode expérimentale, dont le protocole est adapté à son objet et à sa scientificité. De manière générale, une expérience doit apporter des précisions quantifiées (ou statistiques) permettant de réfuter ou d'étayer le modèle. Les résultats des expériences ne sont pas toujours quantifiables, comme dans les sciences humaines. L'expérience doit ainsi pouvoir réfuter les modèles théoriques.
L'expérimentation a été mise en avant par le courant de l'empirisme. Néanmoins, le logicien et scientifique Charles Sanders Peirce (1839-1914), et plus tard mais indépendamment, l'épistémologue Karl Popper (1902-1994), lui opposent l'abduction (ou méthode par conjecture et réfutation) comme étape première de la recherche scientifique. L'abduction (ou conjecture) est un procédé consistant à introduire une règle à titre d’hypothèse afin de considérer ce résultat comme un cas particulier tombant sous cette règle. Elle consiste en l'invention a priori d'une conjecture précédant l'expérience. En somme, cela signifie que l'induction fournit directement la théorie, alors que dans le processus abductif, la théorie est inventée avant l'expérience et cette dernière ne fait que répondre par l'affirmative ou par la négative à l'hypothèse.

### Observation

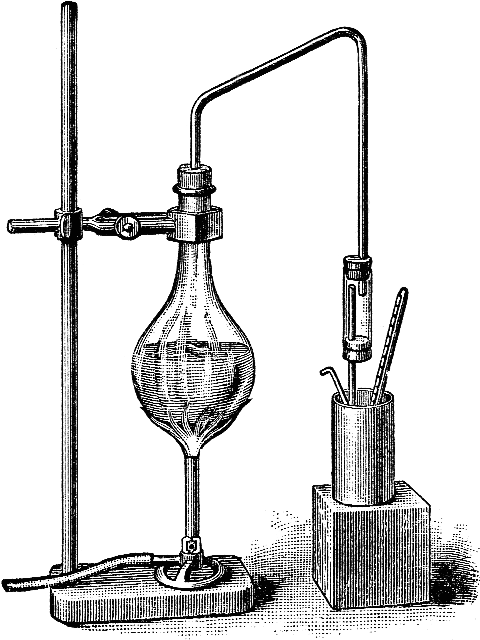
L'observation scientifique passe par des instruments, ici des alambics pour la chimie.

L’« observation » est l’action de suivi attentif des phénomènes, sans volonté de les modifier, à l’aide de moyens d’enquête et d’étude appropriés. Les scientifiques y ont recours principalement lorsqu'ils suivent une méthode empirique. C'est par exemple le cas en astronomie ou en physique. Il s'agit d'observer le phénomène ou l'objet sans le dénaturer, ou même interférer avec sa réalité. Certaines sciences, comme la physique quantique ou la psychologie, prennent en compte l'observation comme un paradigme explicatif à part entière, influençant le comportement de l'objet observé. La philosophe Catherine Chevalley résume ainsi ce nouveau statut de l'observation : « Le propre de la théorie quantique est de rendre caduque la situation classique d’un « objet » existant indépendamment de l’observation qui en est faite ».
La science définit la notion d’observation dans le cadre de l’approche objective de la connaissance, observation permise par une mesure et suivant un protocole fixé d'avance.

### Théorie et modèle
Une « théorie » (du grec theoria soit « vision du monde ») est un modèle ou un cadre de travail pour la compréhension de la nature et de l'humain. En physique, le terme de théorie désigne généralement le support mathématique, dérivé d'un petit ensemble de principes de base et d'équations, permettant de produire des prévisions expérimentales pour une catégorie donnée de systèmes physiques. Un exemple est la « théorie électromagnétique », habituellement confondue avec l'électromagnétisme classique, et dont les résultats spécifiques sont obtenus à partir des équations de Maxwell. L’adjectif « théorique » adjoint à la description d'un phénomène indique souvent qu'un résultat particulier a été prédit par une théorie mais qu'il n'a pas encore été observé. La théorie est ainsi bien souvent plus un modèle entre l'expérimentation et l'observation qui reste à confirmer.

La conception scientifique de la théorie devient ainsi une phase provisoire de la méthode expérimentale. Claude Bernard, dans son Introduction à la médecine expérimentale appuie sur le rôle clé des questions et sur l'importance de l'imagination dans la construction des hypothèses, sorte de théories en voie de développement. Le neurobiologiste Jean-Pierre Changeux explique ainsi : 

« Le scientifique construit des « modèles » qu'il confronte au réel. Il les projette sur le monde ou les rejette en fonction de leur adéquation avec celui-ci sans toutefois prétendre l'épuiser. La démarche du scientifique est débat critique, « improvisation déconcertante », hésitation, toujours consciente de ses limites »

En effet, si l'expérimentation est prépondérante, elle ne suffit pas, conformément à la maxime de Claude Bernard : « La méthode expérimentale ne donnera pas d'idée neuve à ceux qui n'en ont pas », la théorie et le modèle permettant d'éprouver la réalité a priori.

### Simulation
La « simulation » est la « reproduction artificielle du fonctionnement d'un appareil, d'une machine, d'un système, d'un phénomène, à l'aide d'une maquette ou d'un programme informatique, à des fins d'étude, de démonstration ou d'explication ». Elle est directement liée à l'utilisation de l'informatique au XXe siècle. Il existe deux types de simulations :

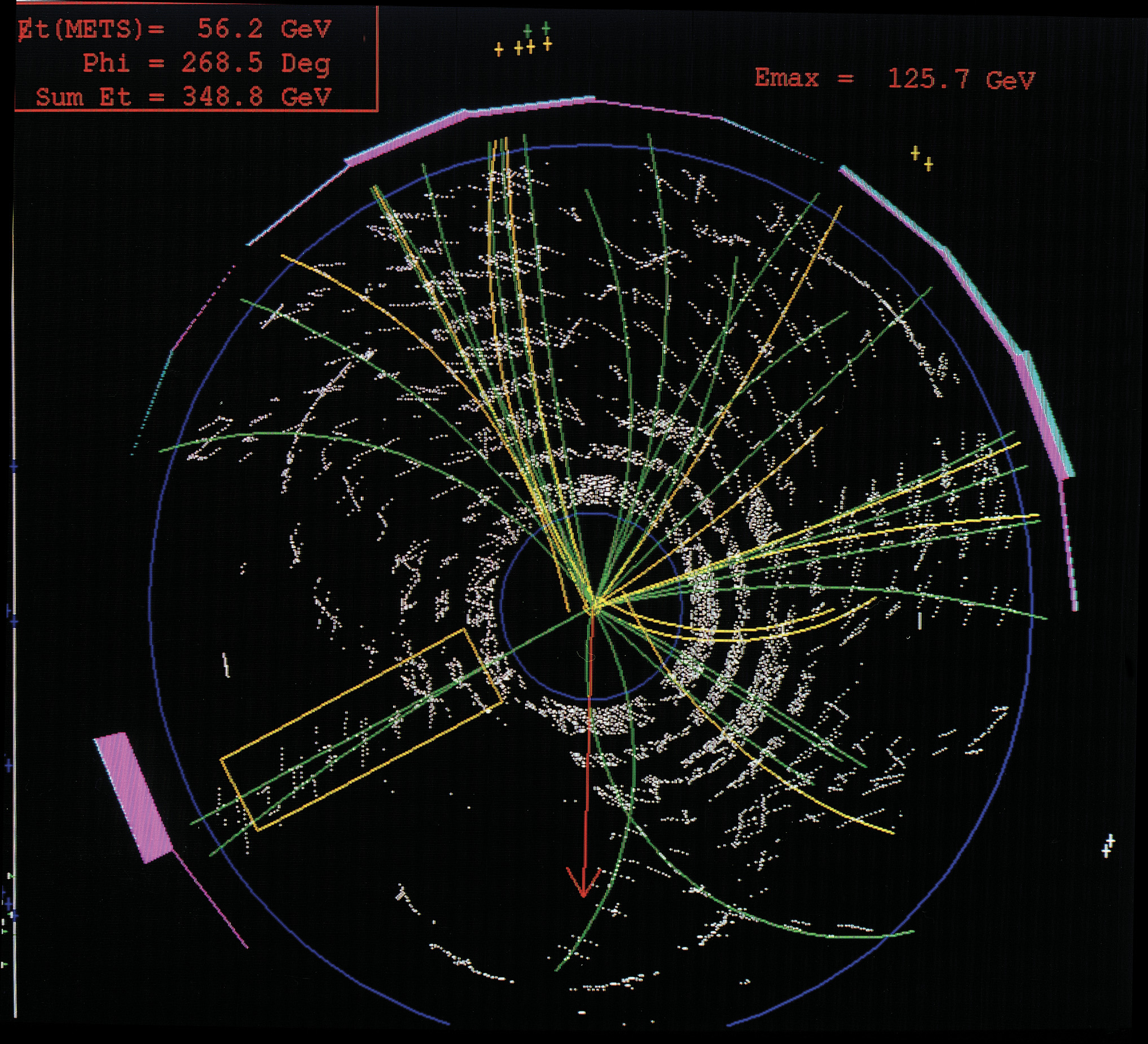
Simulation d'une collision de particules.

1. La modélisation physique consiste spécifiquement à utiliser un autre phénomène physique que celui observé, mais en y appliquant des lois ayant les mêmes propriétés et les mêmes équations. Un modèle mathématique est ainsi une traduction de la réalité pour pouvoir lui appliquer les outils, les techniques et les théories mathématiques. Il y a alors deux types de modélisations : les modèles prédictifs (qui anticipent des événements ou des situations, comme ceux qui prévoient le temps avec la météorologie) et les modèles descriptifs (qui représentent des données historiques).
2. La simulation numérique utilise elle un programme spécifique ou éventuellement un progiciel plus général, qui génère davantage de souplesse et de puissance de calcul. Les simulateurs de vol d’avions par exemple permettent d'entraîner les pilotes. En recherche fondamentale les simulations que l'on nomme aussi « modélisations numériques » permettent de reproduire des phénomènes complexes, souvent invisibles ou trop ténus, comme la collision de particules.

### Publication et littérature scientifique
Le terme de « publication scientifique » regroupe plusieurs types de communications que les chercheurs font de leurs travaux en direction d'un public de spécialistes, et ayant subi une forme d'examen de la rigueur de la méthode scientifique employée pour ces travaux, comme l'examen par un comité de lecture indépendant par exemple. La publication scientifique est donc la validation de travaux par la communauté scientifique. C'est aussi le lieu de débats contradictoires à propos de sujets polémiques ou de discussions de méthodes.
Il existe ainsi plusieurs modes de publications :
- les revues scientifiques à comité de lecture ;
- les comptes-rendus de congrès scientifique à comité de lecture ;
- des ouvrages collectifs rassemblant des articles de revue ou de recherche autour d'un thème donné, coordonnés par un ou plusieurs chercheurs appelés éditeurs ;
- des monographies sur un thème de recherche.

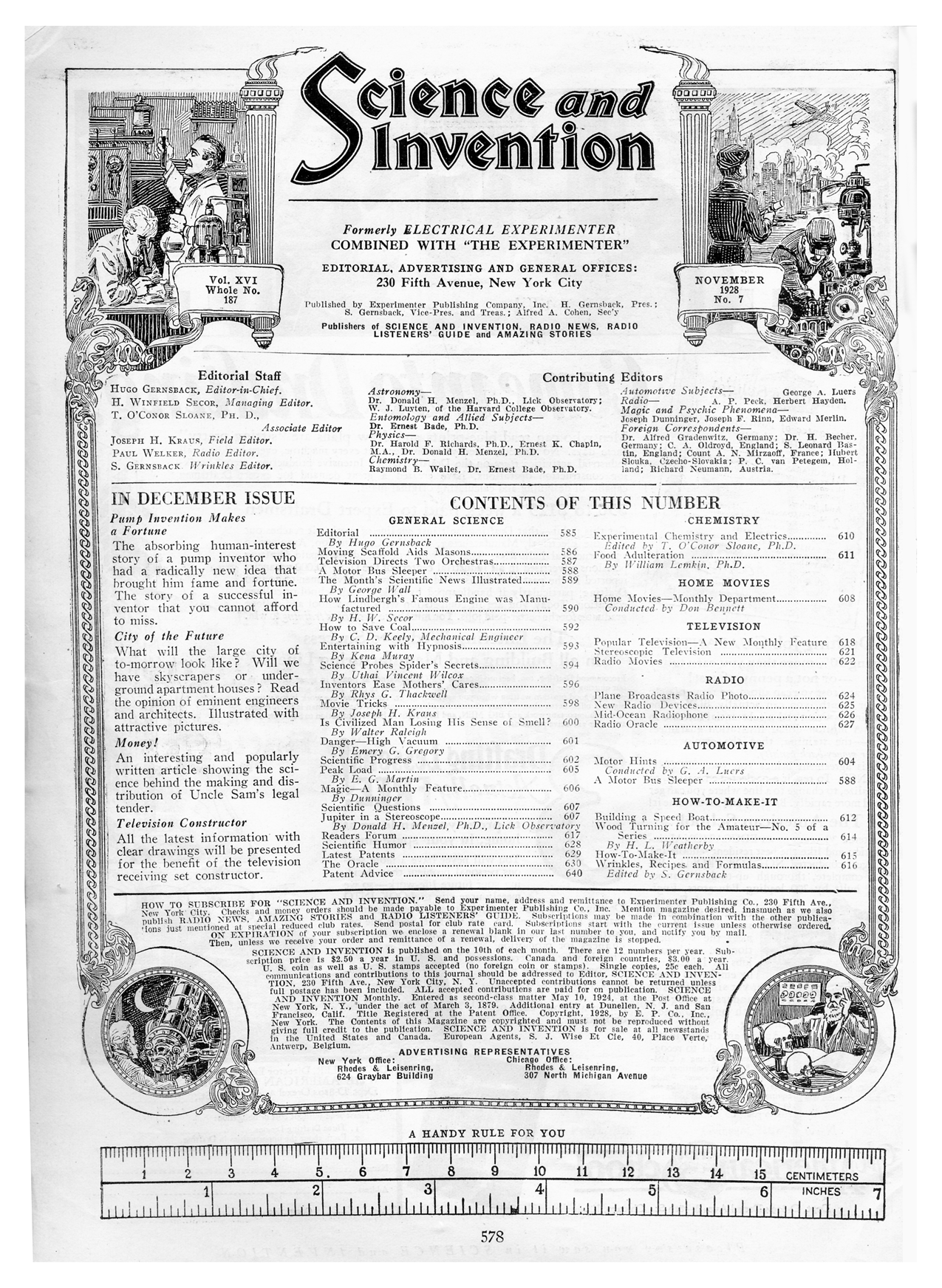
Un exemple de publication scientifique : la revue Science and Invention (1928).

Les publications qui entrent dans un des cadres ci-dessus sont généralement les seules considérées pour l'évaluation des chercheurs et les études bibliométriques, à tel point que l'adage « publish or perish » (publier ou périr) est fondé. La scientométrie est en effet une méthode statistique appliquée aux publications scientifiques. Elle est utilisée par les organismes finançant la recherche comme outil d'évaluation. En France, ces indicateurs, tel le facteur d'impact, occupent ainsi une place importante dans la LOLF (pour : Loi Organique relative aux Lois de Finances). Les politiques budgétaires dévolues aux laboratoires et aux unités de recherche dépendent ainsi souvent de ces indicateurs scientométriques.

## Discours sur la science

### Épistémologie
Le vocable d'« épistémologie » remplace celui de philosophie des sciences au début du XXe siècle. Il s'agit d'un néologisme construit par James Frederick Ferrier, dans son ouvrage Institutes of metaphysics (1854). Le mot est composé sur la racine grecque επιστήμη / épistémê signifiant « science au sens de savoir et de connaissance » et sur le suffixe λόγος / lógos, « le discours ». Ferrier l'oppose au concept antagoniste de l'« agnoiology », ou théorie de l'ignorance. Le philosophe analytique Bertrand Russell l'emploie ensuite, dans son Essai sur les fondements de la géométrie en 1901, sous la définition d'analyse rigoureuse des discours scientifiques, pour examiner les modes de raisonnement qu'ils mettent en œuvre et décrire la structure formelle de leurs théories. En d'autres mots, les « épistémologues » se concentrent sur la démarche de la connaissance, sur les modèles et les théories scientifiques, qu'ils présentent comme autonomes par rapport à la philosophie.
Jean Piaget proposait de définir l’épistémologie « en première approximation comme l’étude de la constitution des connaissances valables », dénomination qui, selon Jean-Louis Le Moigne, permet de poser les trois grandes questions de la discipline :
1. Qu’est ce que la connaissance et quel est son mode d'investigation (c'est la question « gnoséologique ») ?
2. Comment la connaissance est-elle constituée ou engendrée (c'est la question méthodologique) ?
3. Comment apprécier sa valeur ou sa validité (question de sa scientificité) ?

### Philosophie des sciences
Avant ces investigations, la science était conçue comme un corpus de connaissances et de méthodes, objet d’étude de la Philosophie des sciences, qui étudiait le discours scientifique relativement à des postulats ontologiques ou philosophiques, c'est-à-dire non-autonomes en soi. L'épistémologie permettra la reconnaissance de la science et des sciences comme disciplines autonomes par rapport à la philosophie. Les analyses de la science (l'expression de « métascience » est parfois employée) ont tout d’abord porté sur la science comme corpus de connaissance, et ont longtemps relevé de la philosophie. C'est le cas d'Aristote, de Francis Bacon, de René Descartes, de Gaston Bachelard, du cercle de Vienne, puis de Popper, Quine, Lakatos enfin, parmi les plus importants. L’épistémologie, au contraire, s'appuie sur l'analyse de chaque discipline particulière relevant des épistémologies dites « régionales ». Aurel David explique ainsi que « La science est parvenue à se fermer chez elle. Elle aborde ses nouvelles difficultés par ses propres moyens et ne s'aide en rien des productions les plus élevées et les plus récentes de la pensée métascientifique ».
Pour le prix Nobel de physique Steven Weinberg, auteur de Le Rêve d'une théorie ultime (1997) la philosophie des sciences est inutile car elle n'a jamais aidé la connaissance scientifique à avancer.

### Science au service de l'humanité: leprogrès
Le terme de progrès vient du latin « progressus » qui signifie l'action d'avancer. Selon cette étymologie le progrès désigne un passage à un degré supérieur, c'est-à-dire à un état meilleur, participant à l'effort économique. La civilisation se fonde ainsi, dans son développement, sur une série de progrès dont le progrès scientifique. La science serait avant tout un moyen de faire le bonheur de l'humanité, en étant le moteur du progrès matériel et moral. Cette identification de la science au progrès est très ancienne et remonte aux fondements philosophiques de la science. Cette thèse est distincte de celle de la science dite pure (en elle-même), et pose le problème de l'autonomie de la science, en particulier dans son rapport au pouvoir politique. Les questions éthiques limitent également cette définition de la science comme un progrès. Certaines découvertes scientifiques ont des applications militaires ou même peuvent être létales en dépit d'un usage premier bénéfique.

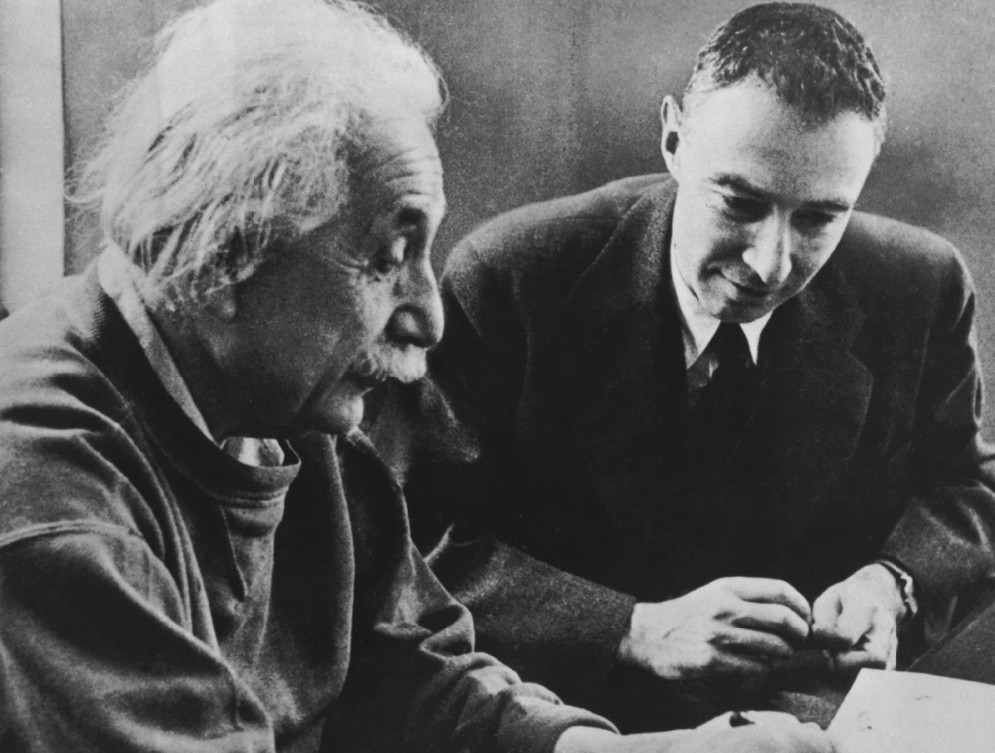
Albert Einstein et Robert Oppenheimer. L'utilisation militaire de la technologie nucléaire a posé un dilemme aux deux scientifiques.

Selon les tenants de la science comme moyen d'amélioration de la société, dont Ernest Renan ou Auguste Comte sont parmi les plus représentatifs, le progrès offre :
- une explication du fonctionnement du monde : il est donc vu comme un pouvoir explicatif réel et illimité ;
- des applications technologiques toujours plus utiles permettant de transformer l'environnement afin de rendre la vie plus facile.

La thèse de la science pure pose, quant à elle, que la science est avant tout le propre de l'humain, ce qui fait de l'homme un animal différent des autres. Dans une lettre du 2 juillet 1830 adressée à Legendre, le mathématicien Charles Gustave Jacob Jacobi écrit ainsi, à propos du physicien Joseph Fourier : « M. Fourier avait l’opinion que le but principal des mathématiques était l’utilité publique et l’explication des phénomènes naturels ; mais un philosophe comme lui aurait dû savoir que le but unique de la science, c’est l’honneur de l’esprit humain, et que sous ce titre, une question de nombres vaut autant qu’une question du système du monde ». D'autres courants de pensée comme le scientisme envisagent le progrès sous un angle plus utilitariste.
Enfin des courants plus radicaux posent que la science et la technique permettront de dépasser la condition ontologique et biologique de l'homme. Le transhumanisme ou l'extropisme sont par exemple des courants de pensée stipulant que le but de l'humanité est de dépasser les injustices biologiques (comme les maladies génétiques, grâce au génie génétique) et sociales (par le rationalisme), et que la science est le seul moyen à sa portée. À l'opposé, les courants technophobes refusent l'idée d'une science salvatrice, et pointent au contraire les inégalités sociales et écologiques, entre autres, que la science génère.

### Interrogations de l'épistémologie
L'épistémologie pose des questions philosophiques à la Science, et à la « science en train de se faire ». La science progressant de manière fondamentalement discontinue, les renversements de « représentations » des savants, appelées également « paradigmes scientifiques » selon l'expression de Thomas Samuel Kuhn qui, dans son livre La Structure des révolutions scientifique (1962), distingue :
1. la nature de la production des connaissances scientifiques (par exemple, les types de raisonnements sont-ils fondés ?) ;
2. la nature des connaissances en elles-mêmes (l'objectivité est-elle toujours possible, etc.). Ce problème d'épistémologie concerne plus directement la question de savoir comment identifier ou démarquer les théories scientifiques des théories métaphysiques ;
3. l'organisation des connaissances scientifiques (notions de théories, de modèles, d'hypothèses, de lois) ;
4. l'évolution des connaissances scientifiques (quel mécanisme meut la science et les disciplines scientifiques).

Une autre formulation en quatre paradigmes, intégrant les apports de l'informatique, est proposée par Tansley & Tolle en 2009, intégrant les progrès de l'informatique , reformulée au début des années 2000 par Jim Gray (chercheur en informatique)  : 
1. Science empirique puis Science expérimentale (Antiquité - XVIIIe siècle) : Ce paradigme repose sur une science caractérisée basée sur l'observation directe des phénomènes naturels et sur des expériences simples à partir desquelles les scientifiques recueillaient des données et formulaient des hypothèses.  Depuis la fin du XVIe siècle c'est le principal moteur des avancées scientifiques, pour notamment mieux comprendre le monde naturel[125] ;
2. Science théorique (XIXe milieu du XXe siècle) : Ce paradigme se concentre sur le développement de modèles et de théories pour expliquer des phénomènes observés ; des concepts abstraits permettent de « formuler » des lois et des principes qui régissent le comportement de la nature ; avec l'essor conjoint des mathématiques, de la physique théorique et de la chimie, de la biologie, la science se tourne vers la construction de modèles et de théories unificatrices abstraites, pour expliquer les phénomènes naturels de l'infiniment petit à l'infiniment grand. Des expériences visent à vérifier ou infirmer ces théories ;
3. Science de la simulation et/ou la science informatique (milieu du XXe siècle - années 2000) : Avec l’avènement des ordinateurs et la croissance de la puissance de calcul informatique, ce paradigme décrit une science capable de simuler des phénomènes complexes qui seraient difficiles ou impossibles à étudier expérimentalement. Les simulations informatiques aident à prédire le comportement des systèmes et à tester des théories dans des environnements virtuels. Les simulations numériques, les analyses statistiques et la modélisation complexe sont devenues des outils indispensables dans de nombreux domaines scientifiques
4. Science des données, ou eScience pour Jim Gray (années 2000 à aujourd'hui): Ce paradigme émerge avec l'internet et la capacité de collecter et d’analyser de grandes quantités de données (big data, dont une partie en open data). Il met l’accent sur le partage et la réanalyse des données dans différents contextes pour générer de nouvelles hypothèses et découvertes scientifiques. Les plateformes de type data commons  pourraient jouent un rôle crucial dans ce paradigme en facilitant la gestion, l’analyse et le partage des données[126]. Cette dernière phase est marquée par la nécessité de gérer, analyser et, pour partie, partager à grande échelle des flux et stocks de données, éventuellement collaborativement, via des outils logiciels de plus en plus sophistiqués. Malgré plusieurs "hivers", l'IAg (IA générative) émerge dans les années 2020.

Nombre de philosophes ou d'épistémologues ont ainsi interrogé la nature de la science et en premier lieu la thèse de son unicité. L'épistémologue Paul Feyerabend, dans Contre la méthode, est l'un des premiers, dans les années soixante-dix, à se révolter contre les idées reçues à l'égard de la science et à relativiser l'idée trop simple de « méthode scientifique ». Il expose une théorie anarchiste de la connaissance plaidant pour la diversité des raisons et des opinions, et explique en effet que « la science est beaucoup plus proche du mythe qu’une philosophie scientifique n’est prête à l’admettre ». Le philosophe Louis Althusser, qui a produit un cours sur cette question dans une perspective marxiste, soutient que « tout scientifique est affecté d’une idéologie ou d’une philosophie scientifique » qu’il appelle « Philosophie Spontanée des Savants » (« P.S.S »). Dominique Pestre s'attache lui à montrer l'inutilité d'une distinction entre « rationalistes » et « relativistes », dans Introduction aux Science Studies.

### Grands modèles épistémologiques
L'histoire des sciences et de la philosophie a produit de nombreuses théories quant à la nature et à la portée du phénomène scientifique. Il existe ainsi un ensemble de grands modèles épistémologiques qui prétendent expliquer la spécificité de la science. Le XXe siècle a marqué un tournant radical. Très schématiquement, aux premières réflexions purement philosophiques et souvent normatives sont venus s’ajouter des réflexions plus sociologiques et psychologiques, puis des approches sociologiques et anthropologiques dans les années 1980, puis enfin des approches fondamentalement hétérogènes à partir des années 1990 avec les Science studies. Le discours sera également interrogé par la psychologie avec le courant du constructivisme. Enfin, l'épistémologie s'intéresse à la « science en action » (expression de Bruno Latour), c'est-à-dire à sa mise en œuvre au quotidien et plus seulement à la nature des questions théoriques qu'elle produit.

## Science et société

### Histoire

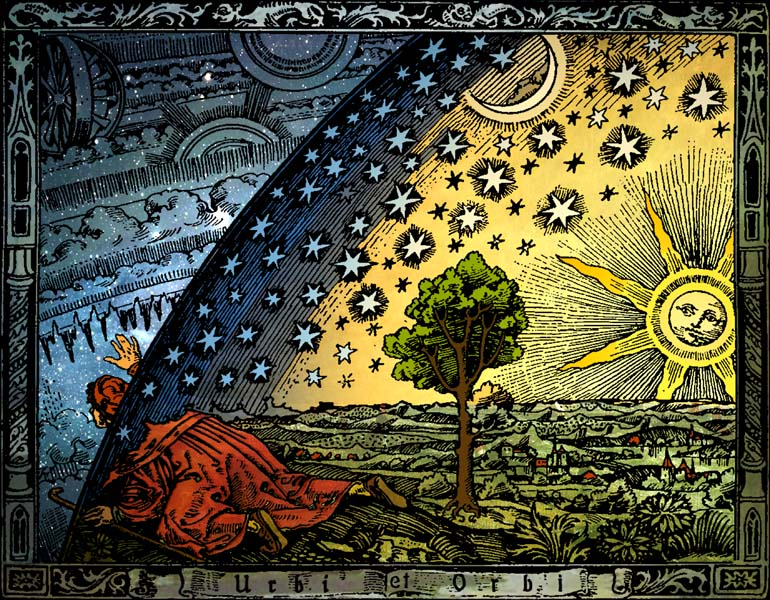
La représentation du monde au Moyen Âge.

Le Concile de Nicée de 325 avait instauré dans l'Église l'argument dogmatique selon lequel Dieu avait créé le ciel et la terre en six jours. Cependant, des explications scientifiques furent possibles dès ce credo, qui ne se prononçait pas sur l'engendrement du monde, œuvre du Christ. Cette lacune théologique avait permis une certaine activité scientifique au Moyen Âge, dont, en premier lieu, l'astronomie. Dès le VIIIe siècle, la science arabo-musulmane prospérait et développait la médecine, les mathématiques, l'astronomie, et d'autres sciences. À cette époque, dans l'islam, la science était particulièrement encouragée, le monde étant vu comme un code à déchiffrer pour comprendre les messages divins. Les pays de culture chrétienne en profitèrent largement à partir du XIIe siècle lors d'une période de renouveau appelée Renaissance du XIIe siècle par l'historien Charles H. Haskins.
Au sein du christianisme, le premier pas en faveur de l'héliocentrisme (qui place la Terre en orbitation autour du Soleil) est fait par le chanoine Nicolas Copernic, avec le De revolutionibus (1543). Le Concile de Trente (1545-1563) encouragea les communautés religieuses à mener des recherches scientifiques. Mais Galilée se heurte à la position de l'Église en faveur du géocentrisme, en vertu d'une interprétation littérale de la Bible, qui recoupait la représentation du monde des savants grecs de l'Antiquité (Ptolémée et Aristote). Le procès de Galilée, en 1633, marque un divorce entre la pensée scientifique et la pensée religieuse, pourtant initiée par l'exécution de Giordano Bruno en 1600. L'opposition des autorités religieuses aux implications des découvertes faites par des scientifiques, telle qu'elle s'est manifestée dans le cas de Galilée, est apparue a posteriori comme une singularité dans l'Histoire. Le procès de Galilée devint le symbole d'une science devenant indépendante de la religion, voire opposée à elle. Cette séparation est consommée au XVIIIe siècle, pendant les Lumières.
Au XIXe siècle, les scientismes posent que la science seule peut expliquer l'univers et que la religion est l'« opium du peuple » comme dira plus tard Karl Marx qui fonde la vision matérialiste de l'histoire. Les réussites scientifiques et techniques, qui améliorent la civilisation et la qualité de vie, le progrès scientifique en somme, bat en brèche les dogmes religieux, quelle que soit la confession. Les théories modernes de la physique et de la biologie (avec Charles Darwin et l'évolution), les découvertes de la psychologie, pour laquelle le sentiment religieux demeure un phénomène intérieur voire neurologique, supplantent les explications mystiques et spirituelles.
Au XXe siècle, l'affrontement des partisans de la théorie de l'évolution et des créationnistes, souvent issus des courants religieux radicaux, cristallise le dialogue difficile de la foi et de la raison. Le « procès du singe » (à propos de l'« ascendance » simiesque de l'homme) illustre ainsi un débat permanent au sein de la société civile. Enfin, nombre de philosophes ou d'épistémologues se sont interrogés sur la nature de la relation entre les deux institutions. Le paléontologue Stephen Jay Gould dans « Que Darwin soit ! » parle de deux magistères, chacun restant maître de son territoire mais ne s'empiétant pas, alors que Bertrand Russell mentionne dans son ouvrage Science et Religion les conflits les opposant. Nombre de religieux tentent, comme Pierre Teilhard de Chardin ou Georges Lemaître (père de la théorie du Big bang), d'allier explication scientifique et ontologie religieuse.
L'encyclique de 1998, Fides et ratio, de Jean-Paul II cherche à réconcilier la religion et la science en proclamant que « la foi et la raison sont comme les deux ailes qui permettent à l'esprit humain de s'élever vers la contemplation de la vérité ».
Les explications de la science restent limitées aux phénomènes. La question des fins ultimes reste donc ouverte, et comme le remarquait Karl Popper :

« Toutes nos actions ont des fins, des fins ultimes, et la science n’a affaire qu’aux moyens que nous pouvons régulièrement et rationnellement mettre en œuvre pour atteindre certaines fins. »

### Science et pseudo-sciences
Une « pseudo-science » (grec ancien pseudês, « faux ») est une démarche prétendument scientifique qui ne respecte pas les canons de la méthode scientifique, dont celui de réfutabilité.

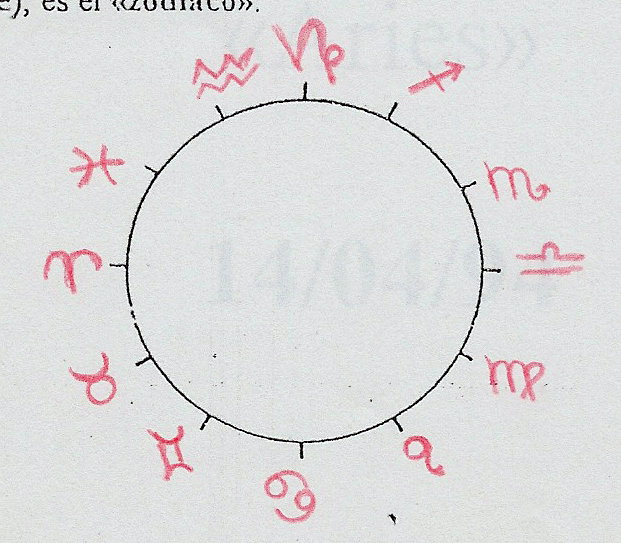
L'astrologie est considérée comme une pseudo-science.

Ce terme, de connotation normative, est utilisé dans le but de dénoncer certaines disciplines en les démarquant des démarches au caractère scientifique reconnu. C'est au XIXe siècle (sous l'influence du positivisme d'Auguste Comte, du scientisme et du matérialisme) que fut exclu du domaine de la science tout ce qui n'est pas vérifiable par la méthode expérimentale. Un ensemble de critères explique en quoi une théorie peut être classée comme pseudo-science. Karl Popper relègue ainsi la psychanalyse au rang de pseudo-science, au même titre que, par exemple, l'astrologie, la phrénologie ou la divination. Le critère de Popper est cependant contesté pour certaines disciplines ; pour la psychanalyse, parce que la psychanalyse ne prétend pas être une science exacte. De plus, Popper a été assez ambigu sur le statut de la théorie de l'évolution dans son système.
Les sceptiques, comme Richard Dawkins, Mario Bunge, Carl Sagan, Richard Feynman ou encore James Randi considèrent toute pseudo-science comme dangereuse. Le mouvement zététique œuvre quant à lui principalement à mettre à l'épreuve ceux qui affirment réaliser des actions scientifiquement inexplicables.

### Science et protoscience
Si le terme normatif « pseudoscience » démarque les vraies sciences des fausses sciences, le terme protoscience (du grec πρῶτος / prỗtos, « premier, initial ») inscrit les champs de recherche dans un continuum temporel : est protoscientifique ce qui pourrait, dans l'avenir, être intégré dans la science, ou ne pas l'être. Le terme anglophone de fringe science désigne un domaine situé en marge de la science, entre la pseudo-science et la protoscience.

### Science ou technique?
La technique (τέχνη / téchnê, « art, métier, savoir-faire ») « concerne les applications de la science, de la connaissance scientifique ou théorique, dans les réalisations pratiques, les productions industrielles et économiques ». La technique couvre ainsi l'ensemble des procédés de fabrication, de maintenance, de gestion, de recyclage et, même d'élimination des déchets, qui utilisent des méthodes issues de connaissances scientifiques ou simplement des méthodes dictées par la pratique de certains métiers et l'innovation empirique. On peut alors parler d'art, dans son sens premier, ou de « science appliquée ». La science est elle autre chose, une étude plus abstraite. Ainsi l'épistémologie examine entre autres les rapports entre la science et la technique, comme l'articulation entre l'abstrait et le savoir-faire. Néanmoins, historiquement, la technique est première. « L’homme a été Homo faber, avant d’être Homo sapiens », explique le philosophe Bergson. Contrairement à la science, la technique n’a pas pour vocation d’interpréter le monde, elle est là pour le transformer, sa vocation est pratique et non théorique.
La technique est souvent considérée comme faisant partie intégrante de l’histoire des idées ou à l'histoire des sciences. Pourtant il faut bien admettre la possibilité d’une technique « a-scientifique », c'est-à-dire évoluant en dehors de tout corpus scientifique et que résume les paroles de Bertrand Gille : « le progrès technique s'est fait par une somme d'échecs que vinrent corriger quelques spectaculaires réussites ». La technique au sens de connaissance intuitive et empirique de la matière et des lois naturelles est ainsi la seule forme de connaissance pratique, et ce jusqu'au XVIIIe siècle, époque où se développeront les théories et avec elles de nouvelles formes de connaissance axiomatisées.
En définitive, on oppose généralement le technicien (qui applique une science) avec le théoricien (qui théorise la science).

### Arts et science

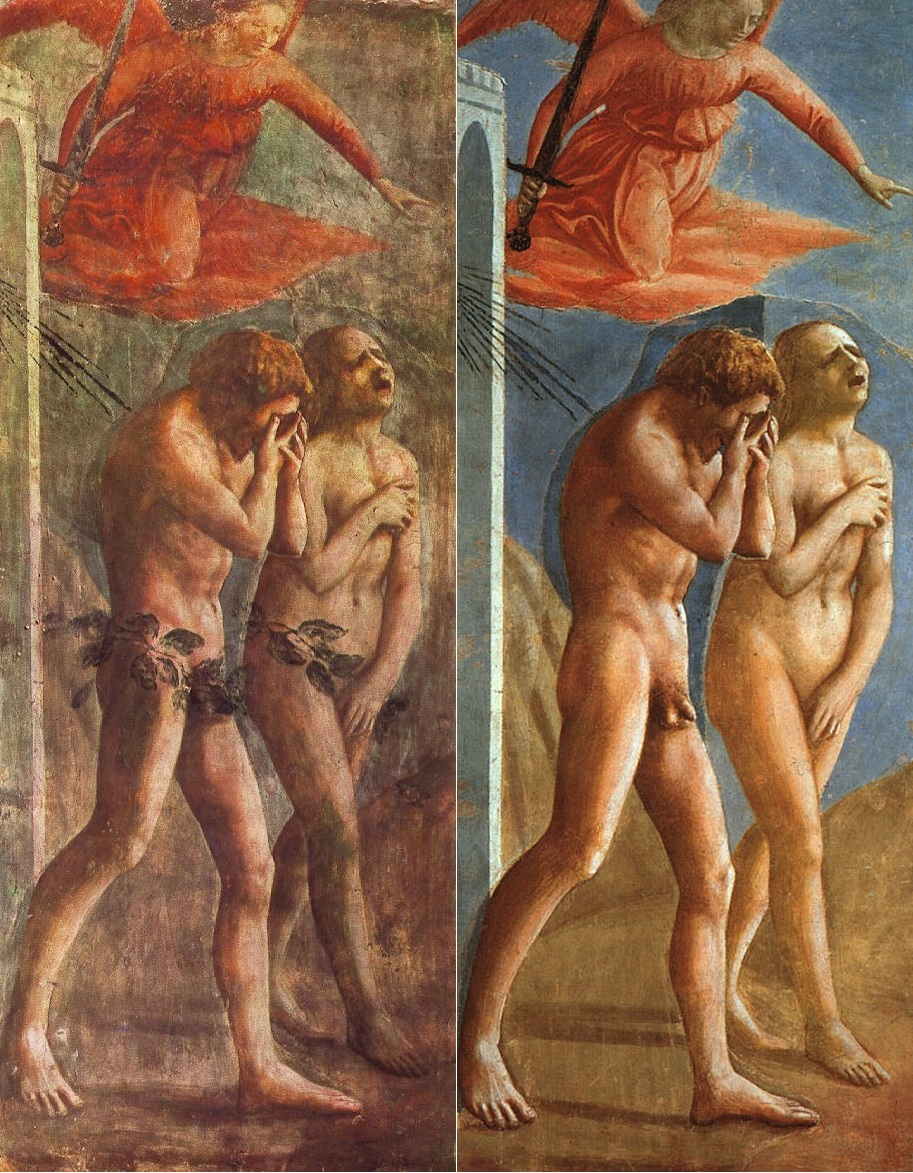
L'Expulsion d'Adam et Ève du Jardin d'Eden, fresque de Masaccio, Florence, Italie, avant et après sa restauration.

Hervé Fischer parle, dans La société sur le divan, publié en 2007, d'un nouveau courant artistique prenant la science et ses découvertes comme inspiration et utilisant les technologies telles que les biotechnologies, les manipulations génétiques, l'intelligence artificielle, la robotique, qui inspirent de plus en plus d'artistes. Par ailleurs, le thème de la science a été souvent à l'origine de tableaux ou de sculptures. Le mouvement du futurisme par exemple considère que le champ social et culturel doit se rationaliser. Enfin, les découvertes scientifiques aident les experts en Art. La connaissance de la désintégration du carbone 14 par exemple permet de dater les œuvres. Le laser permet de restaurer, sans abîmer les surfaces, les monuments. Le principe de la synthèse additive des couleurs restaure les autochromes. Les techniques d'analyse physico-chimiques permettent d'expliquer la composition des tableaux, voire de découvrir des palimpsestes. La radiographie permet de sonder l'intérieur d'objets ou de pièces sans polluer le milieu. La spectrographie est utilisée enfin pour dater et restaurer les vitraux.

### Vulgarisation scientifique
La vulgarisation est le fait de rendre accessibles les découvertes ainsi que le monde scientifique à tous et dans un langage adapté.

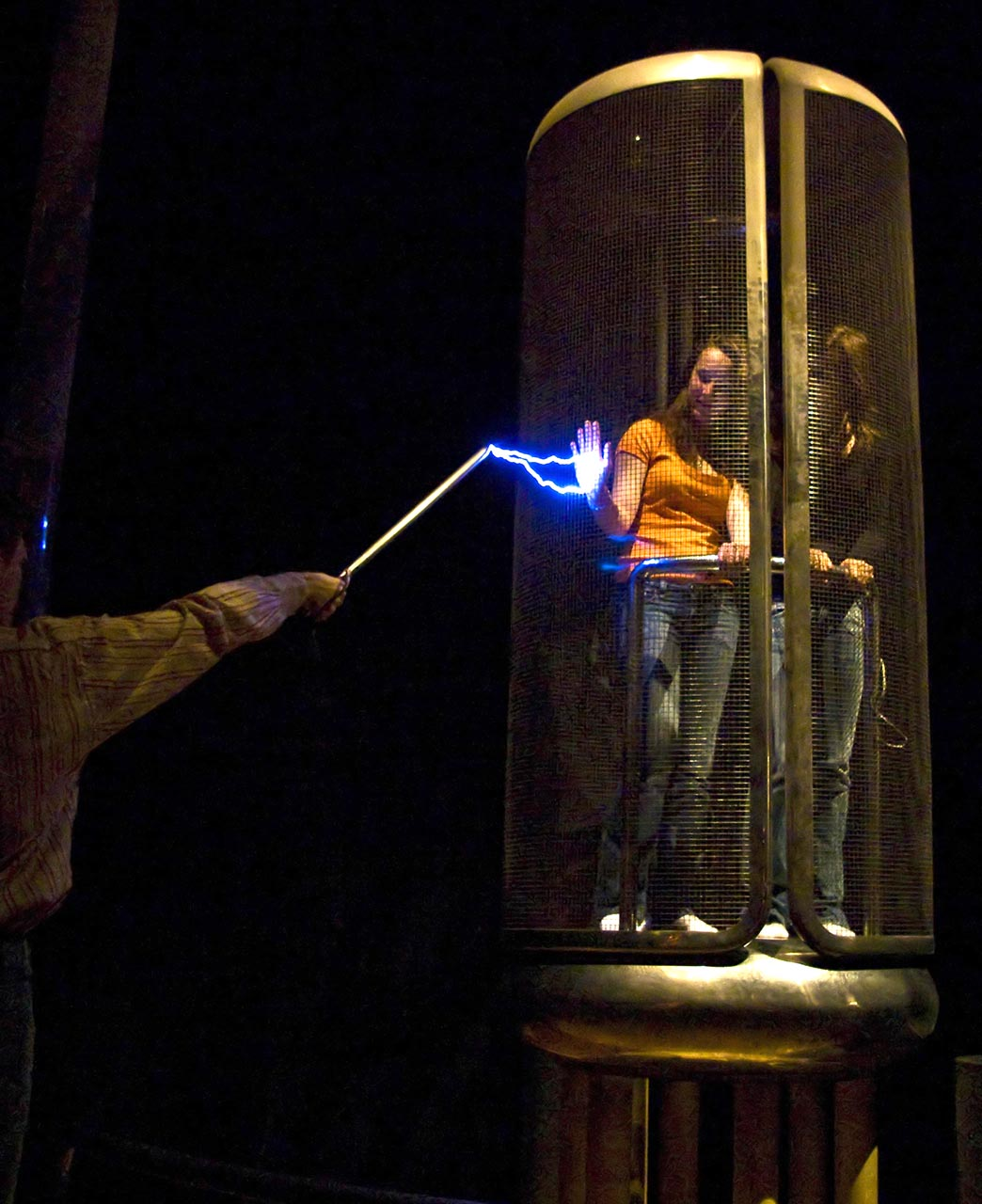
Une démonstration de l'expérience de la cage de Faraday au Palais de la découverte de Paris.

La compréhension de la science par le grand public est l’objet d’études à part entière ; les auteurs parlent de « Public Understanding of Science » (expression consacrée en Grande-Bretagne, « science literacy » aux États-Unis) et de « culture scientifique » en France. Il s'agit du principal vecteur de la démocratisation et de la généralisation du savoir selon les sénateurs français Marie-Christine Blandin et Ivan Renard.
Dans nombre de démocraties, la vulgarisation de la science est au cœur de projets mêlant différents acteurs économiques, institutionnels et politiques. En France, l'Éducation nationale a ainsi pour mission de sensibiliser l'élève à la curiosité scientifique, au travers de conférences, de visites régulières ou d'ateliers d'expérimentation. La Cité des sciences et de l'industrie met à disposition de tous des expositions sur les découvertes scientifiques alors que les quelque trente centres de culture scientifique, technique et industrielle ont « pour mission de favoriser les échanges entre la communauté scientifique et le public. Cette mission s'inscrit dans une démarche de partage des savoirs, de citoyenneté active, permettant à chacun d'aborder les nouveaux enjeux liés à l'accroissement des connaissances ».
Le Futuroscope ou Vulcania ou le Palais de la découverte sont d'autres exemples de mise à disposition de tous des savoirs scientifiques. Les États-Unis possèdent également des institutions telles que l'Exploratorium de San Francisco, qui se veulent plus près d'une expérience accessible par les sens et où les enfants peuvent expérimenter. Le Québec a développé quant à lui le Centre des sciences de Montréal.
La vulgarisation se concrétise donc au travers d'institutions, de musées, mais aussi d'animations publiques comme les Nuits des étoiles par exemple, de revues, et de personnalités (Hubert Reeves pour l'astronomie), qu'énumère Bernard Schiele dans Les territoires de la culture scientifique.

### Science et idéologie

#### Scientisme ou«religion»de la science
La valeur universelle de la science est débattue depuis le début du XXe siècle, tous les systèmes de connaissances n'étant pas forcément assujettis à la science. La croyance en une universalité de la science constitue le scientisme.
Le scientisme est une idéologie apparue au XVIIIe siècle, selon laquelle la connaissance scientifique permettrait d'échapper à l'ignorance dans tous les domaines et donc, selon la formule d'Ernest Renan dans L'Avenir de la science d'« organiser scientifiquement l'humanité ».
Il s'agit donc d'une foi dans l'application des principes de la science dans tous les domaines. Nombre de détracteurs y voient une véritable religion de la science, particulièrement en Occident. Sous des acceptions moins techniques, le scientisme peut être associé à l'idée que seules les connaissances scientifiquement établies sont vraies. Il peut aussi renvoyer à un certain excès de confiance en la science qui se transformerait en dogme. Le courant zététique, qui s'inspire du scepticisme philosophique, essaye d'appréhender efficacement la réalité par le biais d'enquêtes et d'expériences s'appuyant sur la méthode scientifique et a pour objectif de contribuer à la formation chez chaque individu d'une capacité d'appropriation critique du savoir humain, est en ce sens une forme de scientisme.
Pour certains épistémologues, le scientisme prend de toutes autres formes. Robert Nadeau, en s’appuyant sur une étude réalisée en 1984, considère que la culture scolaire est constituée de « clichés épistémologiques » qui formeraient une sorte de « mythologie des temps nouveaux » qui ne serait pas sans rapport avec une sorte de scientisme. Ces clichés tiennent soit à l'histoire de la science, résumée et réduite à des découvertes qui jalonnent le développement de la société, soit à des idées comme celles qui met en avant que les lois, et plus généralement les connaissances scientifiques, sont des vérités absolues et dernières, et que les preuves scientifiques sont non moins absolues et définitives alors que, selon les mots de Thomas Samuel Kuhn, elles ne cessent de subir révolutions et renversements.
Enfin, c'est surtout la sociologie de la connaissance, dans les années 1940 à 1970, qui a mis fin à l'hégémonie du scientisme. Les travaux de Ludwig Wittgenstein, Alexandre Koyré et Thomas Samuel Kuhn surtout ont démontré l'incohérence du positivisme. Les expériences ne constituent pas, en effet, des preuves absolues des théories et les paradigmes sont amenés à disparaître. Pour Paul Feyerabend, ce sont des forces politiques, institutionnelles et même militaires qui ont assuré à la science sa dominance, et qui la maintiennent encore dans cette position.

#### Science au service de la guerre

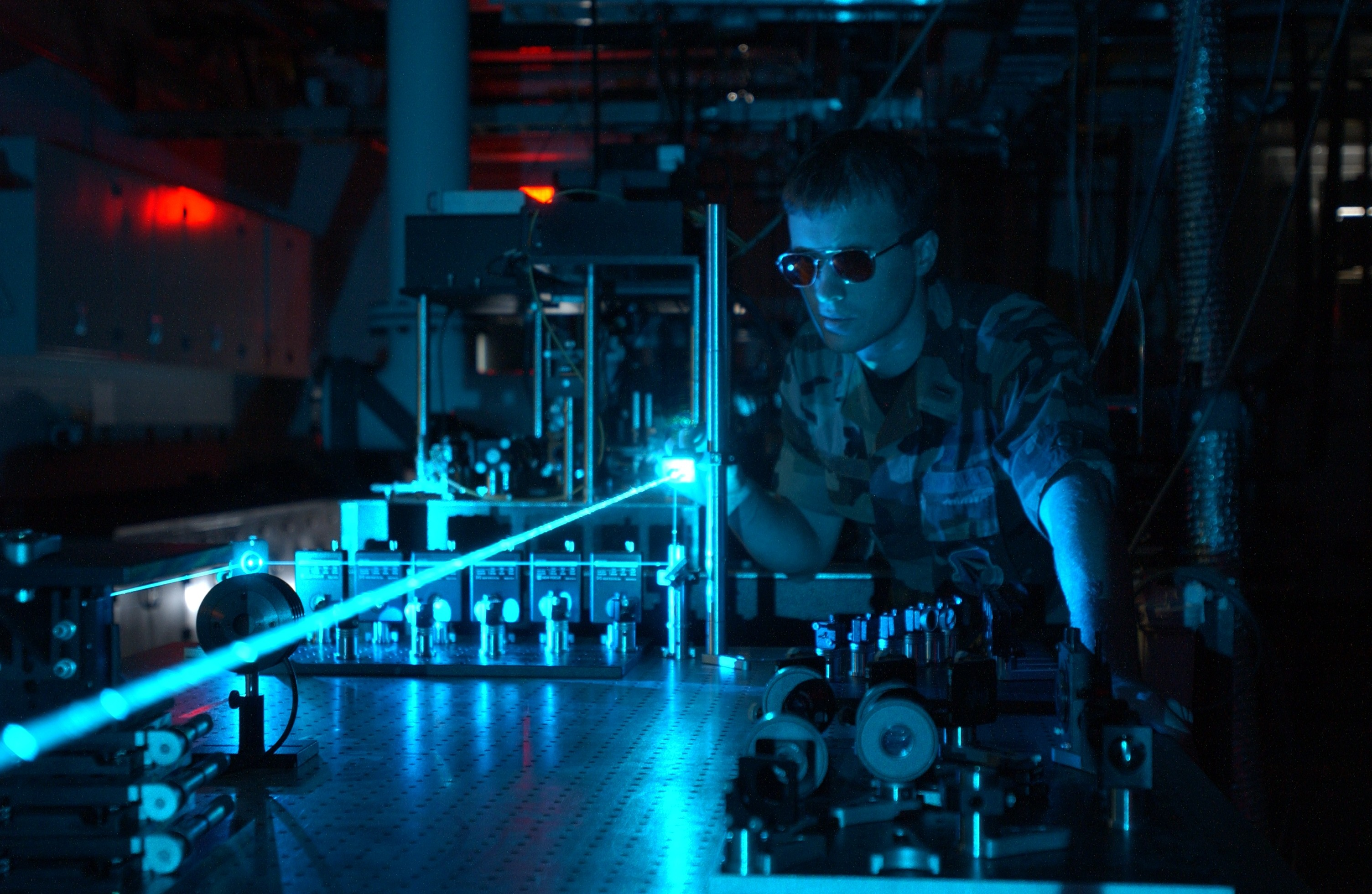
Le laser est à l'origine une découverte militaire.

Pendant la Première Guerre mondiale, les sciences ont été utilisées par l'État afin de développer de nouvelles armes chimiques et de développer des études balistiques. C'est la naissance de l'économie de guerre, qui s'appuie sur des méthodes scientifiques. L'« OST », ou Organisation Scientifique du Travail de Frederick Winslow Taylor est ainsi un effort d'améliorer la productivité industrielle grâce à l'ordonnancement des tâches, permis notamment par le chronométrage. Néanmoins, c'est pendant la Seconde Guerre mondiale que la science est le plus utilisée à des fins militaires. Les armes secrètes de l'Allemagne nazie comme les V2 sont au centre des découvertes de cette époque.
Toutes les disciplines scientifiques sont ainsi dignes d'intérêt pour les gouvernements. Le kidnapping de scientifiques allemands à la fin de la guerre, soit par les Soviétiques, soit par les Américains, fait naître la notion de « guerre des cerveaux », qui culminera avec la course à l'armement de la Guerre froide. Cette période est en effet celle qui a le plus compté sur les découvertes scientifiques, notamment la bombe atomique, puis la bombe à hydrogène. De nombreuses disciplines naissent d'abord dans le domaine militaire, telle la cryptographie informatique ou la bactériologie, pour la guerre biologique. Amy Dahan et Dominique Pestre expliquent ainsi, à propos de cette période de recherches effrénées, qu'il s'agit d'un régime épistémologique particulier. Commentant leur livre, Loïc Petitgirard explique : « Ce nouveau régime de science se caractérise par la multiplication des nouvelles pratiques et des relations toujours plus étroites entre science, État et société ». La conception de ce qu'on nomme alors le complexe militaro-industriel apparaît, en lien très intime avec le politique.
Dès 1945, avec la constatation de la montée des tensions due à l'opposition des blocs capitalistes et communistes, la guerre devient en elle-même l'objet d'une science : la polémologie. Le sociologue français Gaston Bouthoul (1896-1980), dans « le Phénomène guerre », en fonde les principes.
Enfin, si la science est par définition neutre, elle reste l'affaire d'hommes, sujets aux idéologies dominantes. Ainsi, selon les sociologues relativistes Barry Barnes et David Bloor de l'Université d'Édimbourg, les théories sont d'abord acceptées au sein du pouvoir politique. Une théorie s'imposerait alors non parce qu'elle est vraie mais parce qu'elle est défendue par les plus forts. En d'autres termes, la science serait, sinon une expression élitiste, une opinion majoritaire reconnue comme une vérité scientifique et le fait d'un groupe, ce que démontrent les travaux d'Harry Collins. La sociologie des sciences s'est ainsi beaucoup intéressée, dès les années 1970, à l'influence du contexte macro-social sur l'espace scientifique. Robert King Merton a montré, dans « Éléments de théorie et de méthode sociologique » (1965) les liens étroits entre le développement de la Royal Society de Londres, fondée en 1660, et l'éthique puritaine de ses acteurs. Pour lui, la vision du monde des protestants de l'époque a permis l'accroissement du champ scientifique.

### Science et religion
Historiquement, la science et la religion ont longtemps été apparentées. Dans « Les Formes élémentaires de la vie religieuse » (1912), Émile Durkheim montre que les cadres de pensée scientifique comme la logique ou les notions de temps et d'espace trouvent leur origine dans les pensées religieuses et mythologiques. L’Église Catholique s'intéresse de près à la science et à son évolution comme en témoigne le fait qu'elle ait organisé pour la quatrième fois une conférence internationale au Vatican intitulée « Unite to Cure » en avril 2018. Cette conférence a pour but d'unir différentes opinions dans différentes disciplines scientifiques afin de réfléchir sur le futur de la science et de l'Homme.

#### Le non-recouvrement
Les conflits entre la science et la religion se produisent dès lors que l'une des deux prétend répondre à la question dévolue à l'autre.
Cette violation peut se produire dans les deux sens. La religion empiète sur la science quand des personnes prétendent déduire des textes religieux des informations sur le fonctionnement du monde. Le conflit de ce type le plus évident est celui du créationnisme face à la théorie de l'évolution. Scientifiquement, la création de l'ensemble des êtres vivants en six jours n'est pas tenable. Mais différents courants religieux radicaux défendent l'exactitude du récit de la Genèse (depuis, l'Église catholique, par exemple, a résolu la contradiction apparente en déclarant que ce récit est métaphorique, ce qui assure de ne pas empiéter sur le domaine scientifique).
L'autre cas de violation est celui où on extrapole à partir de données scientifiques une vision du monde tout à fait irréfutable (au sens de Popper), empiétant sur le domaine du religieux. Dans le cadre du non-recouvrement, les propositions scientifiques doivent rester compatibles avec toutes les positions religieuses qui cherchent à donner du sens à l'univers (sauf celles qui violent elles-mêmes la démarcation). Albert Einstein et Paul Dirac utilisent le concept de Dieu en commentant la physique quantique, mais les résultats qu'ils établissent ne dépendent pas de son existence.
Le pape François, dans l'encyclique Laudato si' « sur la sauvegarde de la maison commune » (2015), estime cependant que « la science et la religion, qui proposent des approches différentes de la réalité, peuvent entrer dans un dialogue intense et fécond pour toutes deux ».

## Communauté scientifique internationale

### Du savant au chercheur
Si la science est avant tout une affaire de méthode, elle dépend aussi beaucoup du statut de ceux qui la font. L'ancêtre du chercheur reste, dans l'Antiquité, le scribe. Le terme de « savant » n'apparaît qu'au XVIIe siècle ; se distinguant du clerc et de l'humaniste. Au XIXe siècle cette figure s'estompe et laisse place à celle du « scientifique universitaire » et du « chercheur spécialisé » aux côtés desquels évoluent le « chercheur industriel » et le « chercheur fonctionnaire ». Aujourd'hui c'est la figure du « chercheur entrepreneur » qui domine selon les auteurs Yves Gingras, Peter Keating et Camille Limoges, dans l'ouvrage Du scribe au savant. Les porteurs du savoir, de l'Antiquité à la révolution industrielle. C'est la création d'institutions comme le Jardin royal des plantes médicinales ou l'Académie royale des sciences de Paris qui marquent l'avènement du statut de chercheur spécialisé au XIXe siècle. Elles fournissent en effet des revenus et un cadre de recherche exceptionnels. C'est en Allemagne, avec Wilhelm von Humboldt, en 1809, que la recherche est affiliée aux Universités. Dès lors commence l'industrialisation de la production de chercheurs, qui accéléra la spécialisation du savoir. Depuis la Seconde Guerre mondiale, ce sont les instituts de recherche et les organismes gouvernementaux qui dominent, à travers la figure du chercheur fonctionnaire.
Les sociologues et anthropologues Bruno Latour, Steve Woolgar, Karin Knorr-Cetina ou encore Michael Lynch ont étudié l'espace scientifique, les laboratoires et les chercheurs. Latour s'est en particulier intéressé à la production du discours scientifique, qui semble suivre un processus de stabilisations progressives, ce qui permet aux énoncés d'acquérir de la crédibilité au fur et à mesure alors que Jean-François Sabouret et Paul Caro, dans « Chercher. Jours après jours, les aventuriers du savoir » présentent des portraits de chercheurs venant de tous les domaines et travaillant au quotidien,.

### Des communautés scientifiques
La communauté scientifique désigne, dans un sens assez large, l'ensemble des chercheurs et autres personnalités dont les travaux ont pour objet les sciences et la recherche scientifique, selon des méthodes scientifiques. Parfois cette expression se réduit à un domaine scientifique particulier : la communauté des astrophysiciens pour l'astrophysique, par exemple. La sociologie des sciences s'intéresse à cette communauté, à la façon dont elle fonctionne et s'inscrit dans la société.

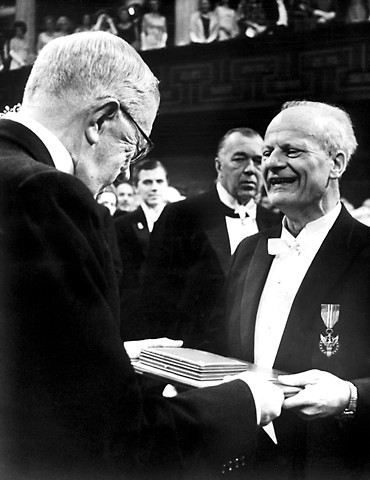
Le physicien Hans Bethe recevant le prix Nobel en 1967, pour sa contribution à la théorie des réactions nucléaires.

On peut parler de « société savante » lorsqu'il s'agit d'une association d’érudits et de savants. Elle leur permet de se rencontrer, de partager, confronter et exposer le résultat de leurs recherches, de se confronter avec leurs pairs d'autres sociétés du même type ou du monde universitaire, spécialistes du même domaine, et le cas échéant, de diffuser leurs travaux via une revue, des conférences, séminaires, colloques, expositions et autres réunions scientifiques. Un congrès ou conférence scientifique est un événement qui vise à rassembler des chercheurs et ingénieurs d'un domaine pour faire état de leurs avancées. Cela permet également à des collègues géographiquement éloignés de nouer et d'entretenir des contacts. Les congrès se répètent généralement avec une périodicité fixée, le plus souvent annuelle.
La collaboration est de mise au sein de la communauté scientifique, en dépit de guerres internes et transnationales. Ainsi, l'outil d'évaluation par les pairs (aussi appelée « arbitrage » dans certains domaines universitaires) consiste à soumettre l’ouvrage ou les idées d’un auteur à l’analyse de confrères experts en la matière, permettant par là aux chercheurs d’accéder au niveau requis par leur discipline en partageant leur travail avec une personne bénéficiant d’une maîtrise dans le domaine.

### Recherche

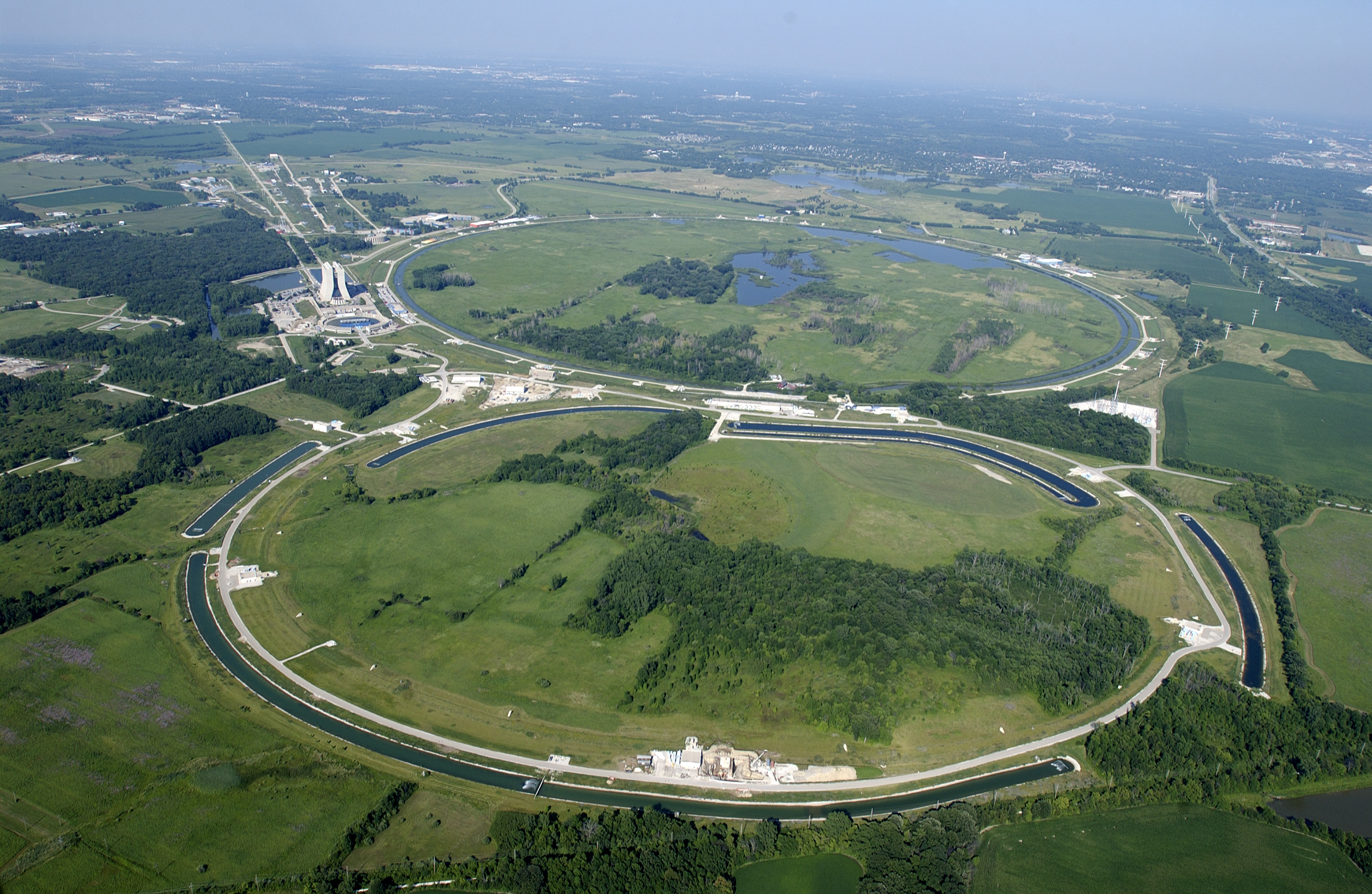
Le Fermilab, à Batavia près de Chicago.

La recherche scientifique désigne en premier lieu l’ensemble des actions entreprises en vue de produire et de développer les connaissances scientifiques. Par extension métonymique, la recherche scientifique désigne également le cadre social, économique, institutionnel et juridique de ces actions. Dans la majorité des pays finançant la recherche, elle est une institution à part entière, voire une instance ministérielle (comme en France, où elle fait partie du Ministère de l'Éducation Nationale et de la Recherche) car elle constitue un avantage géopolitique et social important pour un pays. Le prix Nobel (il en existe un pour chaque discipline scientifique promue) récompense ainsi la personnalité scientifique qui a le plus contribué, par ses recherches et celles de son équipe, au développement des connaissances.
Les Science studies sont un courant récent regroupant des études interdisciplinaires des sciences, au croisement de la sociologie, de l’anthropologie, de la philosophie ou de l’économie. Cette discipline s'occupe principalement de la science comme institution, orientant le débat vers une « épistémologie sociale ».

### Sociologie du champ scientifique
La sociologie des sciences vise à comprendre les logiques d'ordre sociologique à l'œuvre dans la production des connaissances scientifiques. Néanmoins, il s'agit d'une discipline encore récente et évoluant au sein de multiples positions épistémologiques ; Olivier Martin dit qu'« elle est loin de disposer d'un paradigme unique : c'est d'ailleurs une des raisons de sa vivacité ». Dans les années 1960 et 1970, une grande part de ces études s’inscrivait dans le courant structuraliste. Mais, depuis le début des années 1980, les sciences sociales cherchent à dépasser l’étude de l’institution « science » pour aborder l’analyse du contenu scientifique. La sociologie du « champ scientifique », concept créé par Pierre Bourdieu, porte ainsi une attention particulière aux institutions scientifiques, au travail concret des chercheurs, à la structuration des communautés scientifiques, aux normes et règles guidant l'activité scientifique surtout. Il ne faut cependant pas la confondre avec l'étude des relations entre science et société, quand bien même ces relations peuvent être un objet d'étude des sociologues des sciences. Elle est en effet plus proche de l'épistémologie.
Le « père » de la sociologie des sciences est Robert K. Merton qui, le premier, vers 1940, considère la science comme une « structure sociale normée » formant un ensemble qu'il appelle l'« èthos de la science » (les principes moraux dirigeant le savant) et dont les règles sont censées guider les pratiques des individus et assurer à la communauté son autonomie (Merton la dit égalitaire, libérale et démocratique). Dans un article de 1942, intitulé The Normative Structure of Science, il cite quatre normes régissant la sociologie de la science : l'universalisme, le communalisme, le désintéressement, le scepticisme organisé. Ce que cherche Merton, c'est analyser les conditions de production de discours scientifiques, alors que d'autres sociologues, après lui, vont viser à expliquer sociologiquement le contenu de la science. Pierre Duhem s'attacha lui à analyser le champ scientifique du point de vue constructiviste. À la suite des travaux de Thomas Samuel Kuhn, les sociologues dénoncèrent la distinction portant sur la méthode mise en œuvre et firent porter leurs investigations sur le processus de production des connaissances lui-même.
Si la philosophie des sciences se fonde en grande partie sur le discours et la démonstration scientifique d'une part, sur son historicité d'autre part, pour Ian Hacking, elle doit étudier aussi le style du laboratoire. Dans « Concevoir et expérimenter », il estime que la philosophie des sciences, loin de se cantonner aux théories qui représentent le monde, doit aussi analyser les pratiques scientifiques qui le transforment. Le sociologue américain Joseph Ben David a ainsi étudié la sociologie de la connaissance (« sociology of scientific knowledge ») dans ses « Éléments d'une sociologie historique des sciences » (1997).

### Applications, inventions, innovations et économie de la science

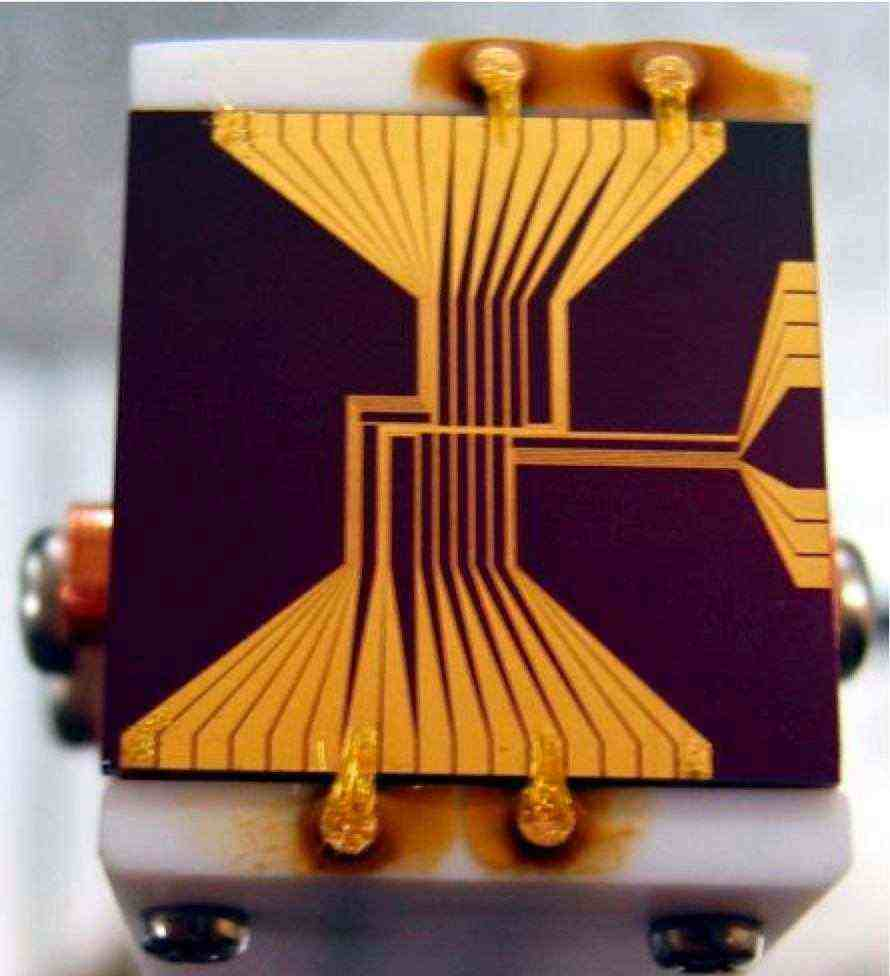
Le domaine de l'informatique est particulièrement concerné par les innovations. Ici, une puce électronique.

L’« application » d’une science à une autre est l'usage qu’on fait des principes ou des procédés d’une science pour étendre et perfectionner une autre science. L'« invention » est d'abord une méthode, une technique, un moyen nouveau par lequel il est possible de résoudre un problème pratique donné. Le concept est très proche de celui d'une innovation. Par exemple, Alastair Pilkington a inventé le procédé de fabrication du verre plat sur bain d'étain dont on dit qu'il s'agit d'une innovation technologique majeure.
Une « innovation » se distingue d'une invention ou d'une découverte dans la mesure où elle s'inscrit dans une perspective applicative. L'une et l'autre posent des enjeux majeurs à l'économie. Dans les pays développés, les guerres économiques reposent sur la capacité à prévoir, gérer, susciter et conserver les applications et les innovations, par le brevet notamment. Pour les économistes classiques, l'innovation est réputée être l'un des moyens d'acquérir un avantage compétitif en répondant aux besoins du marché et à la stratégie d'entreprise. Innover, c'est par exemple être plus efficient, et/ou créer de nouveaux produits ou service, ou de nouveaux moyens d'y accéder.
Ce sont tout d'abord les sociologues de la science Norman Storer et Warren Hagstrom, aux États-Unis, puis Gérard Lemaine et Benjamin Matalon en France, qui proposent une grille de lecture pour le champ économique des disciplines scientifiques. Ils envisagent en effet la science comme un système d'échange semblable à un marché sauf que la nature des biens échangés est du domaine du savoir et de la connaissance. Il y existe même une sorte de loi de la concurrence car si le scientifique ne publie pas, il ne peut prétendre voir ses fonds de recherche être reconduits l'année suivante. Cet esprit de compétition, selon Olivier Martin « stimule les chercheurs et constitue le moteur de la science ». Mais c'est surtout le sociologue Pierre Bourdieu qui a su analyser l'économie du champ scientifique. Dans son article intitulé « Le Champ scientifique », dans les Actes de la recherche en sciences sociales, il indique que la science obéit aux lois du marché économique sauf que le capital est dit « symbolique » (ce sont les titres, les diplômes, les postes ou les subventions par exemple). Par ailleurs, ce capital symbolique dépend de l'intérêt général et institutionnel : ainsi toutes les recherches se valent mais les plus en vue sont favorisées. Enfin, le milieu scientifique est dominé par des relations de pouvoir, politique et communautaire.